# Baranya vármegye
Koordináták: é. sz. 46° 04′ 38″, k. h. 18° 14′ 53″46.077222°N 18.248056°E
Baranya vármegye, 1950 és 2022 között Baranya megye (németül: Komitat Branau, latinul: Comitatus Baraniensis, horvátul: Baranjska županija) közigazgatási egység Magyarországon, a Dunántúlon, a Dél-Dunántúl régióban. 4429,60 km2-es területével hazánk 10. legnagyobb vármegyéje, amely Magyarország teljes területének mintegy 4,76%-át adja. Illetve közel 354 ezer fős lakosságával a 10. legnépesebb vármegyénk, ezzel hazánk népességének csupán 3,68%-ával rendelkezik, népsűrűsége az országos átlag alatt van.
Északnyugatról Somogy vármegye, északról Tolna vármegye, keletről Bács-Kiskun vármegye és a Duna, délről pedig a Dráva és Horvátország határolja. Székhelye, egyben a Dél-Dunántúl és egyben a Dunántúl legnagyobb illetve az ország 5. legnépesebb települése, az UNESCO világörökségi helyszín és "a kultúra városának" is nevezett Pécs. De nevezetesebb települései közé tartozik a iparilag jelentős bányaváros Komló, a történelmi és kultúrális jelentőséggel bíró Mohács, a középkori váráról ismert Siklós, a szintén történelmi jelentőségű erődjéről ismert Szigetvár, valamint a boráról nevezetes Villány.
A megye területe 4429 km2, Magyarország területének 4,76%-a. Északi része a Mecsek erdőkkel borított hegyvidéke, itt található a megye legmagasabb pontja, a 682 méter magas Zengő. A központi területeken helyezkedik el a Baranyai-dombság és a Villányi-hegység, nyugaton a Zselic, keleti és déli pereme, a Duna és a Dráva mente pedig az Alföld nyúlványa. A megye gazdag ásvány- és termálvízben, valamint egyéb erőforrásokban. Magyarország szénkészletének 98%-a található itt. Baranya alapvetően nedves kontinentális éghajlatában határozott mediterrán behatás tapasztalható, ami a déli fekvésének és a Földközi-tenger viszonylagos közelségének köszönhető. Ez egyedülálló hazánkban, hiszen az ország többi része túlnyomórészt kontinentális hatás alatt áll.
Történelme gazdag és sokszínű, az emberi jelenlét már az őskorban kimutatható a területén. A római korban Pannonia provincia része volt, jelentős települései közé tartozott Sopianae (a mai Pécs). A honfoglalás után a magyar törzsek vették birtokba, majd a középkorban a terület fontos egyházi és kulturális központtá vált, különösen a pécsi püspökség 1009-es alapítása után. A török hódoltság idején (1541–1686) súlyos pusztítás érte a területet, azonban Pécs a hódoltság egyik fontos központja lett. A Habsburg-uralom alatt újjáépült, és jelentős sváb lakosság telepedett le. A 19. században Baranya az iparosodás és a bányászat egyik központja lett, különösen a szén- és uránbányászat révén. A trianoni békeszerződés révén a megye déli részeit Jugoszláviához csatolták. A második világháborút követően Baranya részt vett az ország ipari fejlesztésében, de a rendszerváltás után a bányászat visszaesése súlyos gazdasági kihívásokat hozott. A megye ma is jelentős kulturális örökséggel bír, Pécs 2010-ben Európa Kulturális Fővárosa volt.

## Nevének eredete
Baranya neve feltehetően egy szláv eredetű magyar személynévből (Brangna, 12. század közepe) származik. A személynév valamely Bran- kezdetű szláv személynév, például Branibor, Branimir vagy Braniszláv rövidüléséből alakult ki. Feltehetőleg a Mohács és Eszék közötti Baranyavár első ispánjának nevét őrzi.
Egy másik elmélet szerint a név a szláv "bara" szóból ered, amely mocsarat jelent, utalva a megye területén található mocsaras vidékre.
A pontos eredet azonban nem teljesen tisztázott, és több elmélet is létezik a név keletkezésére vonatkozóan.

## Címer
A vármegye címere álló, csücskös talpú doborpajzs, amelynek kék mezejében, zöld pajzstalapon egy kétszintű, ostrompárkányzatán négyormú ezüstbástya emelkedik.
A bástya kapubéllete kváderkövekkel kirakott, fekete kapuboltjában pedig egy nyitott arany leveleskoronával díszített, álló, kerektalpú ezüstpajzs lebeg, amelyen arany L és J betűk láthatók. Az első szint párkányzatán két férfi halad balról jobbra, vállukon egy rúdon hatalmas, zöld levelű szőlőfürtöt visznek. Fejük aranyló búzakalászokból font koszorúval díszített, csizmájuk fekete. A jobb oldali férfi vörös zekét és kék nadrágot, míg a bal oldali kék zekét és vörös nadrágot visel. A kapu csapórácsa fekete. A pajzsot balról pálma-, jobbról olajág keretezi.
A kapubástya a vármegyei státuszra utal, míg a szőlővivő jelenet bibliai vonatkozásokat idéz: Jozsue kémei az Eskol völgyéből egy hatalmas szőlőfürtöt hoztak Kánaán termékenységének jeléül (Nm 13, 23-24). Ugyanakkor a jelenet megkomponálásában szerepet játszhatott a Baranyában ismert heveng is, amely rúdra akasztott fürtökből készített "óriásfürt".

Baranya vármegye történelmi címere

## Földrajz

### Domborzat
Baranya domborzata rendkívül változatos, három fő tájegységre osztható: a Mecsek-hegységre, a Villányi-hegységre és az ezeket körülvevő síkvidéki területekre. A vármegye északi része hegyvidéki jellegű, ahol a Mecsek uralja a tájat. A Mecsek legmagasabb pontja a 682 méter magas Zengő, amely egyben a vármegye legkiemelkedőbb pontja is. A hegység változatos karsztos formakincséről és kiterjedt erdőségeiről ismert, amelyek jelentős természeti értéket képviselnek. A területet számos patak szeli át, amelyek mély völgyeket vájtak a hegyekbe, tovább gazdagítva a tájképet.
A Villányi-hegység Baranya déli részén helyezkedik el, és földrajzi értelemben különálló a Mecsektől. Ez a hegység alacsonyabb, de geológiai szempontból rendkívül jelentős, hiszen itt találhatók Magyarország egyik legismertebb szőlőtermő vidékei. A hegység lejtői és déli kitettsége kedvező mikroklímát biztosítanak a szőlőtermesztés számára, miközben a tájat lankás dombok és sziklás kiemelkedések jellemzik.
A vármegye síkvidéki részei a Mecsek és a Villányi-hegység közötti területeken, valamint déli és keleti irányban terülnek el. Ezek a síkságok az Alföld pereméhez tartoznak, és a termékeny talajoknak köszönhetően kiválóan alkalmasak mezőgazdasági művelésre. A síkvidéki területek tengerszint feletti magassága jellemzően 100–200 méter között változik, és a domborzati különbségek viszonylag csekélyek.

A változatos domborzati adottságok sokszínű élőhelyeket alakítottak ki Baranyában, ahol a természeti értékek mellett a mezőgazdaság is jelentős szerepet játszik. A hegyvidékek erdőségei, a szőlőtermelő dombok és a síkságok együttese egyedülálló földrajzi arculatot kölcsönöz a vármegyének.

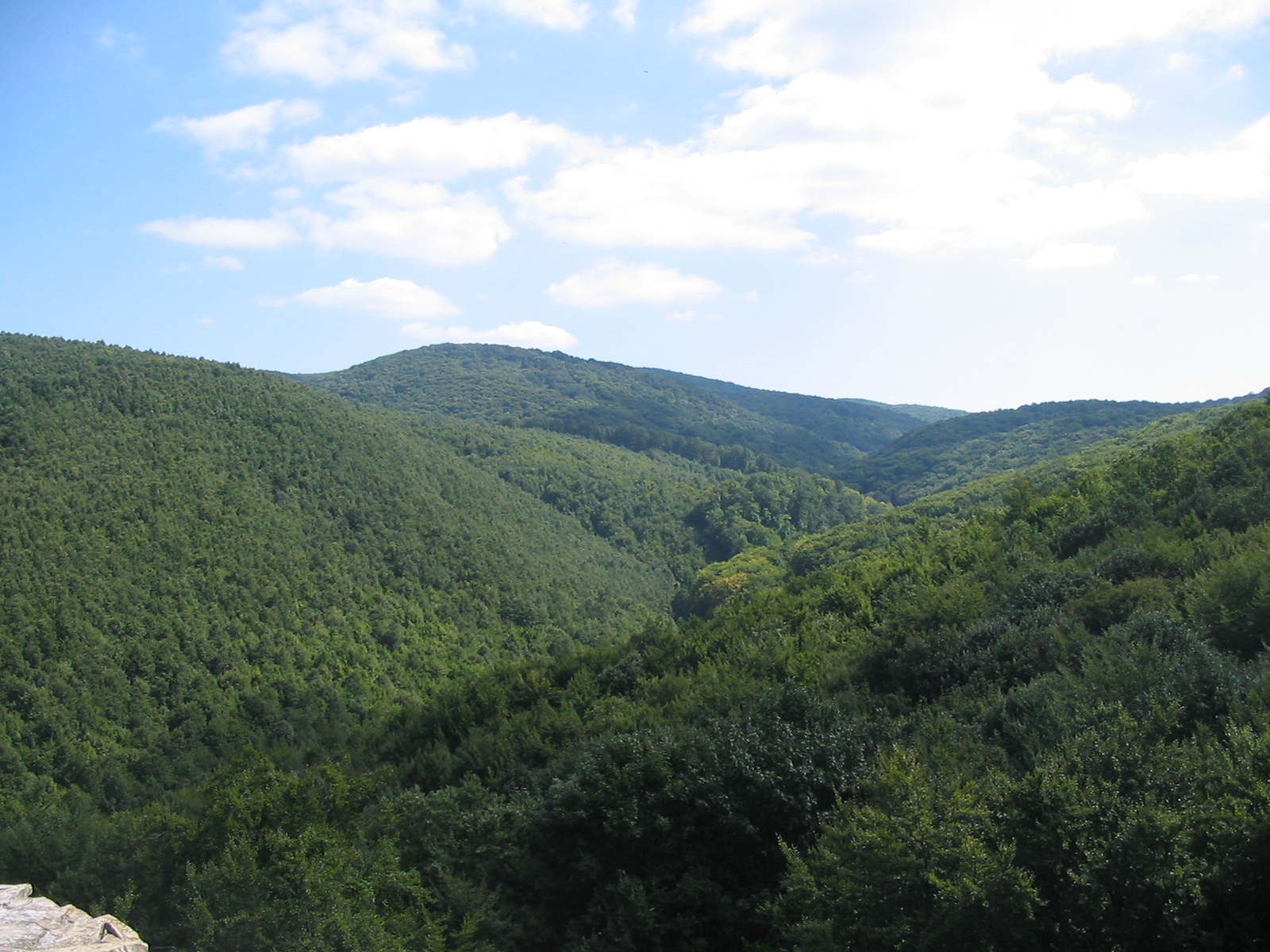
Mecsek
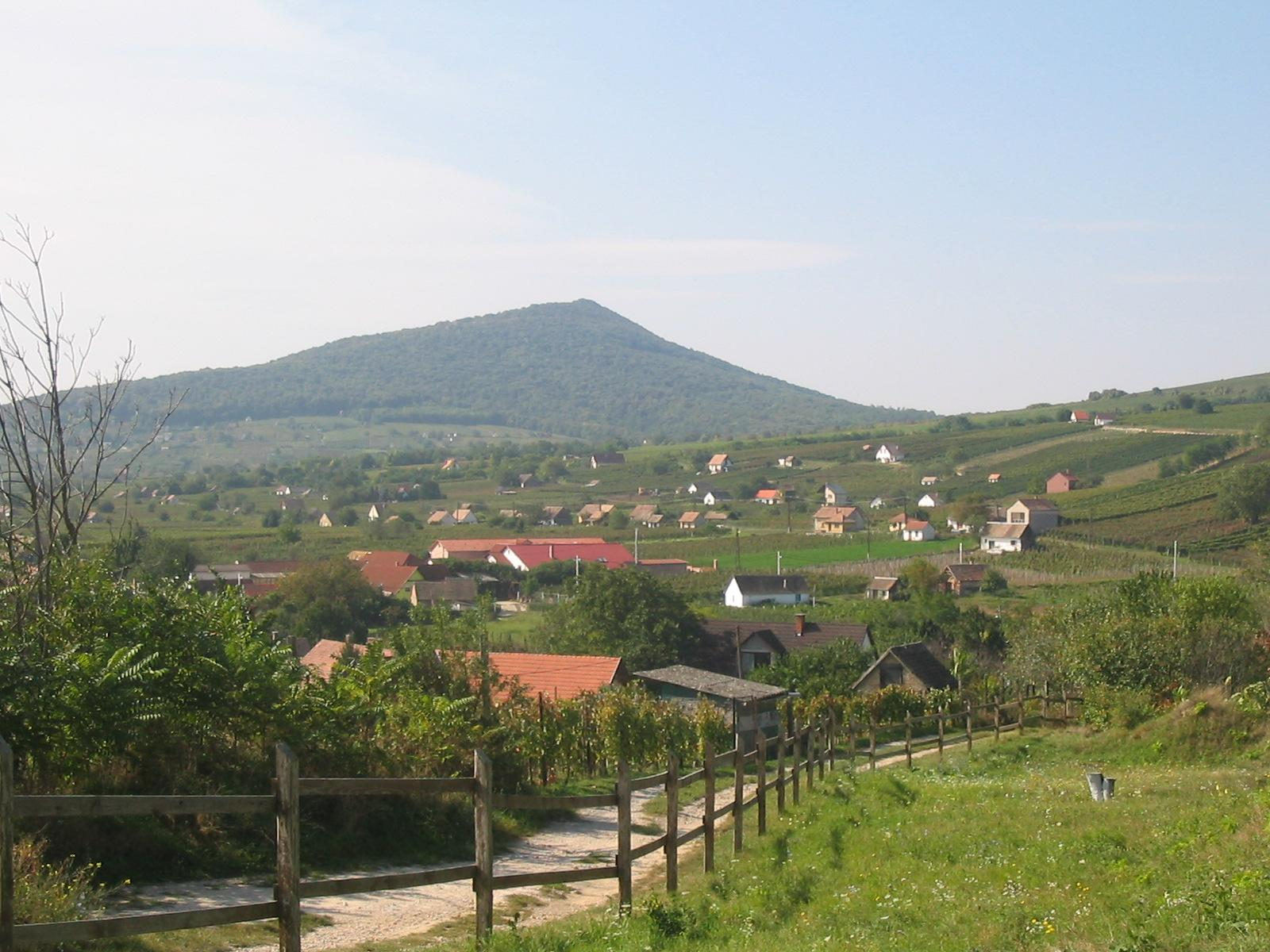
Villányi-hegység
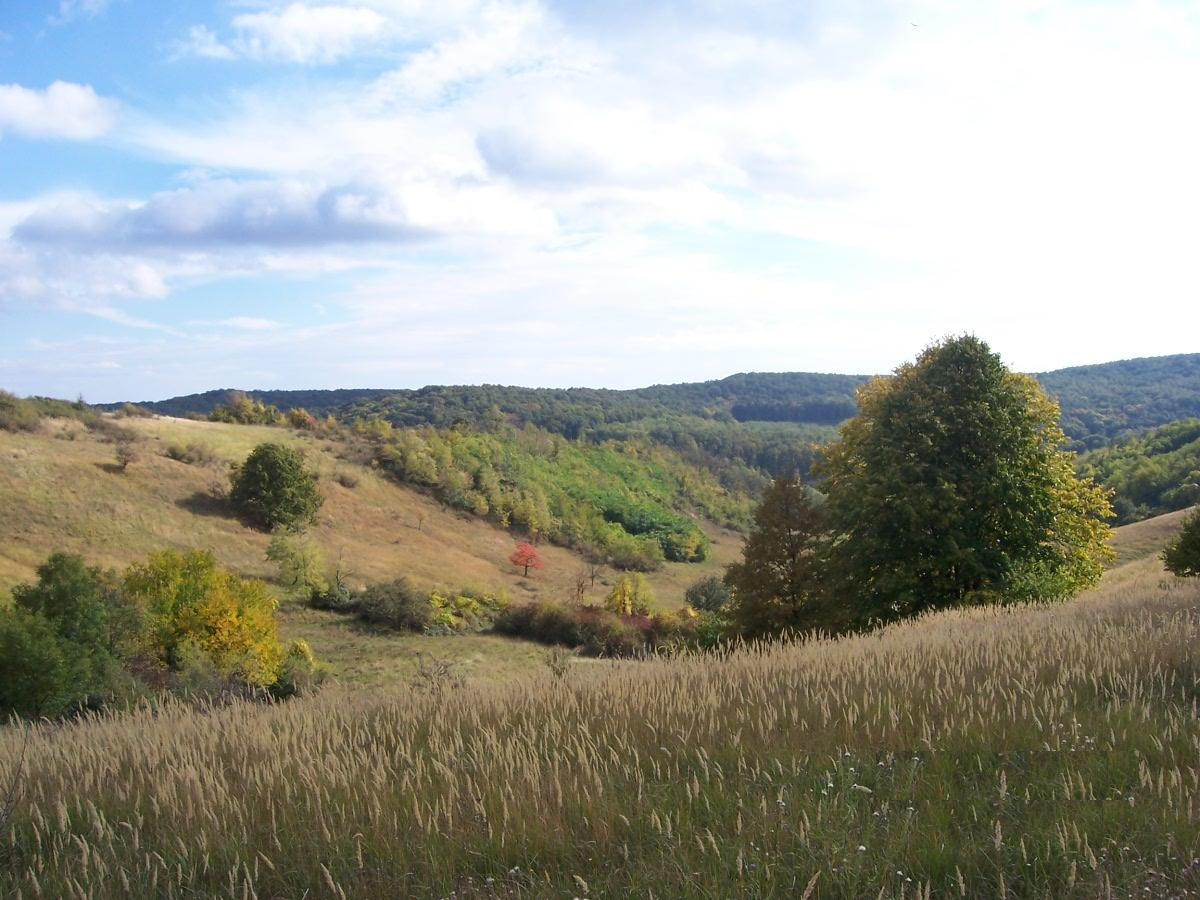
Jellegzetes baranyai táj

### Éghajlat
A vármegye éghajlata különleges, mivel itt érvényesül a mediterrán hatás, amely a Földközi-tenger közelségének köszönhető. Ez a hatás különösen érezhető a déli fekvésű hegy- és domboldalakon, ahol a bőséges napsütés még intenzívebbé teszi a mikroklímát. A vármegye területén a napfényes órák száma magas, ami kedvező feltételeket biztosít a mezőgazdaságnak, különösen a szőlő- és gyümölcstermesztés számára.
A hőmérséklet-ingadozások viszonylag alacsonyak, és a telek általában enyhék. Ez alól kivételt képez a Kelet-Mecsek belső medencéje, ahol sajátos hideg mikroklíma alakul ki, amit a környező hegyek leárnyékoló hatása okoz. Az enyhe telek és a meleg nyarak együttesen teszik a vármegye éghajlatát az ország többi részéhez képest mérsékeltebbé és kiegyensúlyozottabbá.
A csapadék mennyisége Baranya területén kiemelkedően magas, az országos átlagot meghaladja, így ez a vármegye az egyik legcsapadékosabb régió Magyarországon. A bőséges csapadék és az enyhe éghajlat hozzájárul a termékeny talajok kialakulásához és a változatos növényvilág fenntartásához. Ezek az éghajlati sajátosságok különösen kedvezőek az erdőségek és a szőlőültetvények számára, amelyek Baranya jellegzetes tájképi elemei.

### Geológia
Baranya geológiája rendkívül gazdag és változatos, amely Magyarország egyik legértékesebb ásványkincstárává teszi a területet. A megye különlegessége, hogy itt található az ország feketeszén-készletének 98%-a, amely jelentős ipari értéket képviselt a múltban, és ma is fontos geológiai tényező. A Mecsek hegység emellett az ország legfontosabb uránérc-lelőhelye, amely a 20. század második felében meghatározó szerepet játszott a bányászatban és az energiaiparban.
Baranya földtani felépítése a termál- és ásványvizek szempontjából is kiemelkedő. A megye területén számos hőforrás és gyógyvíz található, amelyek közül a harkányi, a szigetvári és a sikondai források a legjelentősebbek. Ezek a források nemcsak egészségügyi szempontból értékesek, hanem turisztikai vonzerőt is jelentenek a régió számára. A harkányi gyógyvíz például különleges összetételének köszönhetően nemzetközi hírnevet szerzett, és a fürdőkultúra egyik meghatározó központjává vált.
A Mecsek és a Villányi-hegység földtani értelemben is jelentős, mivel ezek a területek változatos kőzetekből állnak. A Mecsekben különféle üledékes és vulkanikus kőzetek találhatók, míg a Villányi-hegység mészkövei világszerte ismertek, különösen a borászat és a geoturizmus szempontjából. A megye geológiai sokszínűsége nemcsak a természeti erőforrások gazdagságában nyilvánul meg, hanem a terület történetének és tájképi szépségének is alapját képezi.

### Vízrajz
A vármegye vízrajza különösen változatos és gazdag, amely a megye földrajzi elhelyezkedéséből és geológiai adottságaiból fakad. A megye vízhálózata két nagyobb folyó köré szerveződik, a Duna és a Dráva mentén, melyek meghatározzák a vízgyűjtő területek és az ökológiai rendszerek jellegét. A Duna a megye északkeleti peremén folyik, bár csak rövid szakaszon érinti Baranyát. A Dráva viszont a megye déli határán húzódik, és jelentős természetes határfolyóként funkcionál. A Dráva folyó különösen fontos ökológiai szempontból, hiszen árterei gazdag élővilágnak adnak otthont, emellett a folyó és mellékágai horgászati és rekreációs lehetőségeket is biztosítanak.
Állóvizei közül kiemelkedik a mesterségesen kialakított, de mára a megye egyik legfontosabb rekreációs és turisztikai központjává vált Pécsi-tó. A tó a Mecsek völgyében található, és a környék lakóinak népszerű pihenőhelye, emellett kedvelt célpont a vízisportok, például a kajakozás és a horgászat szerelmesei számára. A tó mellett található települések gazdasági és kulturális fejlődését is nagyban elősegítette a tó turisztikai vonzereje.
A kisebb patakok közül említést érdemel a Mecsek eredő több vízfolyás, például a Pécsi-víz, a Máriavölgyi-patak vagy a Karasica, amelyek a helyi vízhálózat fontos elemei. Ezek a patakok a hegységből érkező csapadékot szállítják, és öntözési, illetve kisebb vízgazdálkodási szerepük is jelentős.
Baranya vízrajzának különlegessége azonban nemcsak a felszíni vizeiben rejlik. A megye híres gazdag termálvíz- és forráskészletéről. A harkányi gyógyvíz nemzetközi hírnevet szerzett, kéntartalmú vize pedig egyedülálló egészségügyi hatásokkal bír. A szigetvári és sikondai termálfürdők szintén népszerűek, mind a helyi lakosok, mind a turisták körében. Ezek a termálvizek nemcsak a gyógyturizmust, hanem a gazdaság más ágazatait, például a wellness- és szállodaipart is fellendítették.

A megye vízrajzát az is befolyásolja, hogy a Mecsek jelentős karsztforrások fakadnak. Ezek a források nemcsak a helyi ivóvízellátásban játszanak szerepet, hanem a környezeti és ökológiai értékeket is növelik. A megye vízrajzi adottságai tehát sokszínűek: a nagy folyóktól és tavaktól kezdve a patakokon és forrásokon át egészen a termálvizekig minden területen jelentős értéket képviselnek.

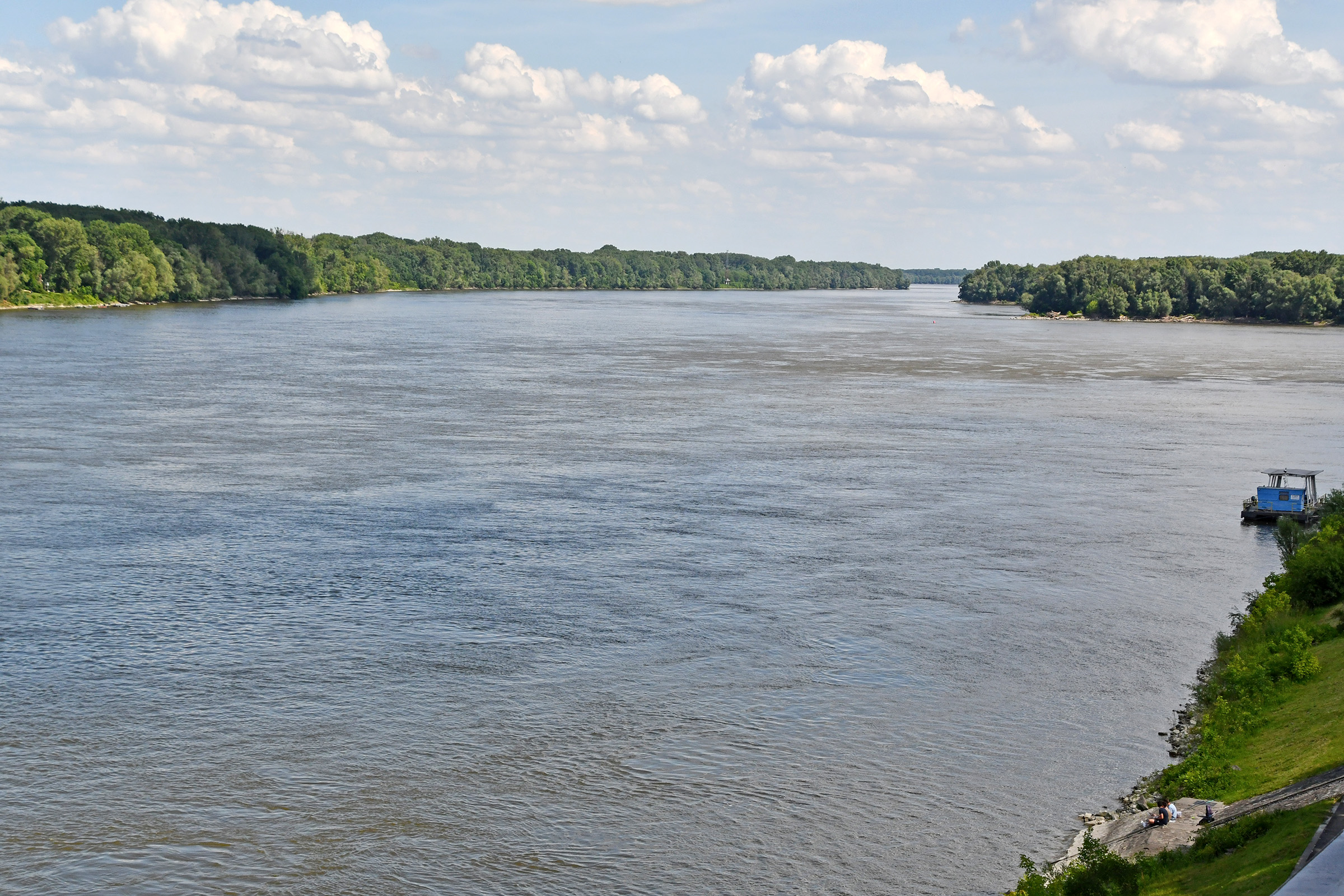
Duna
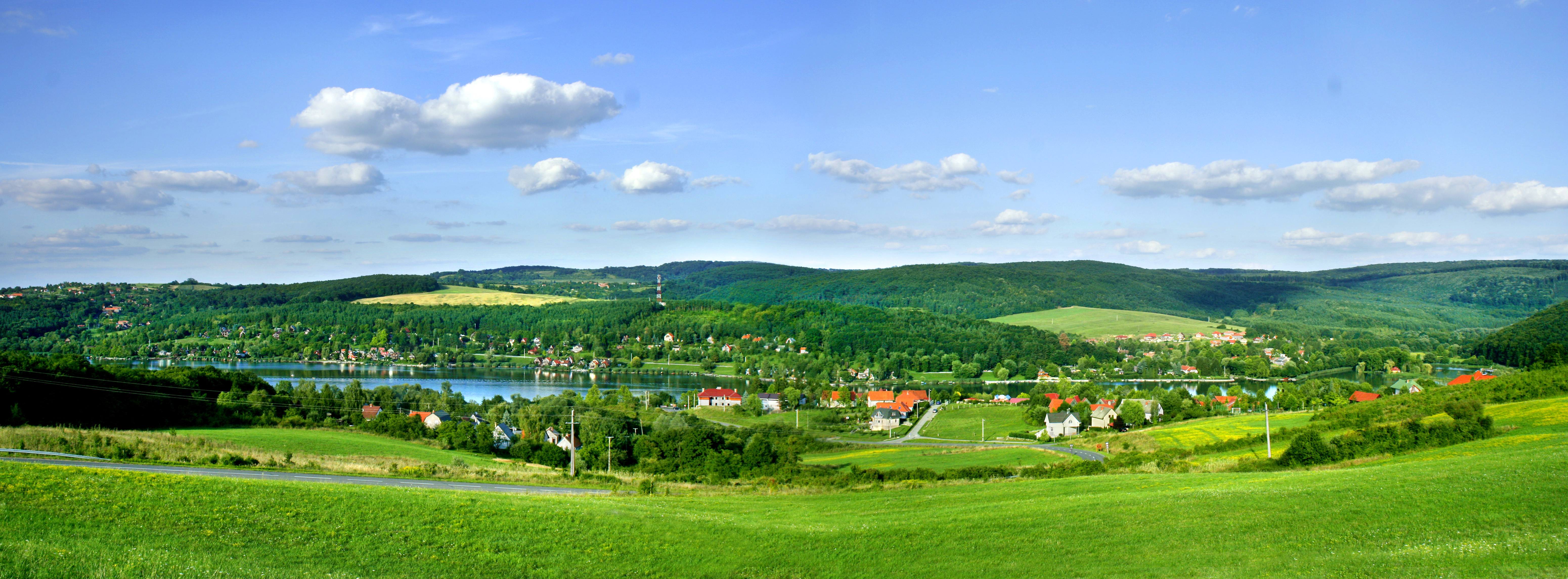
Pécsi-tó
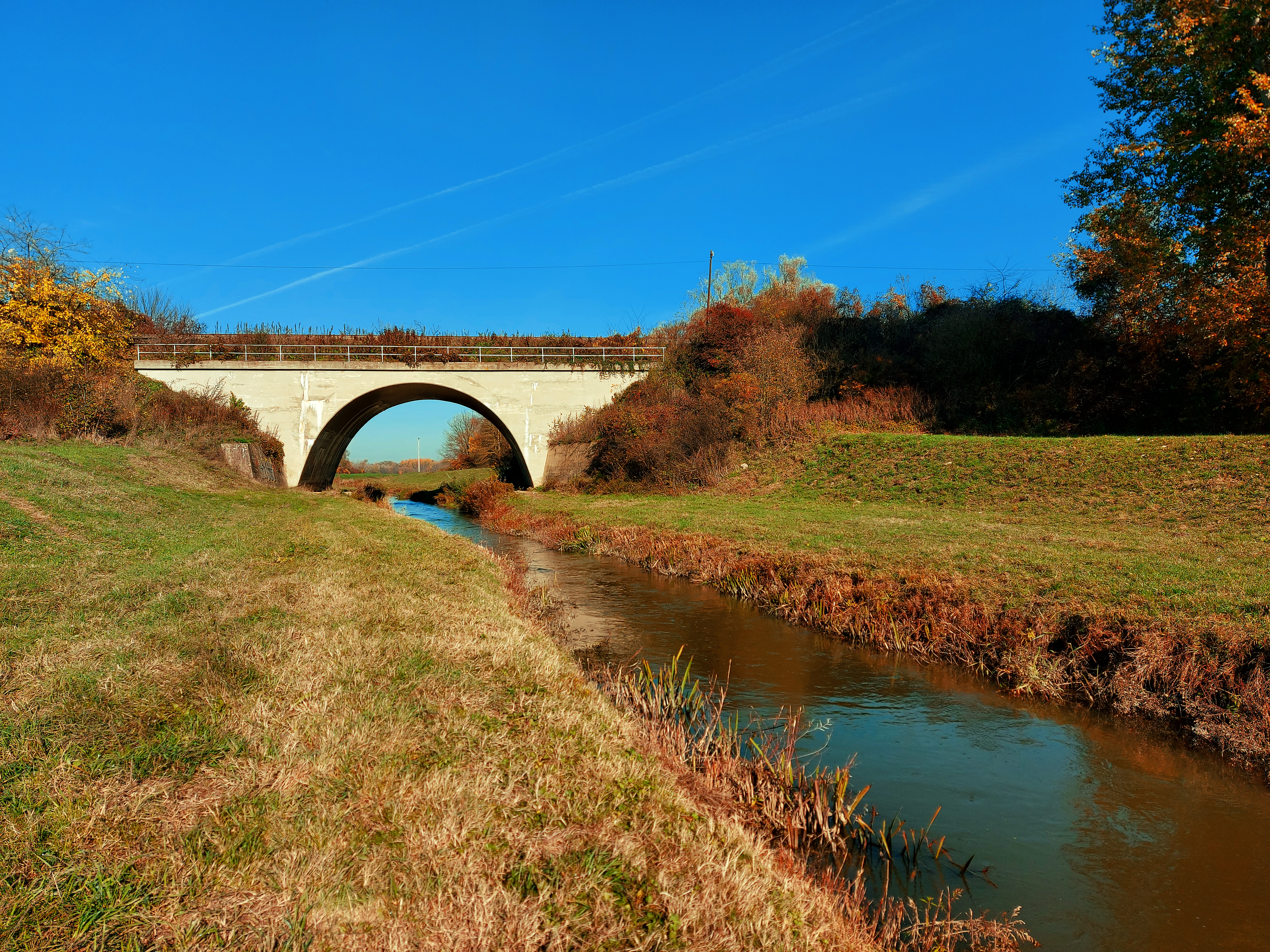
Karasica
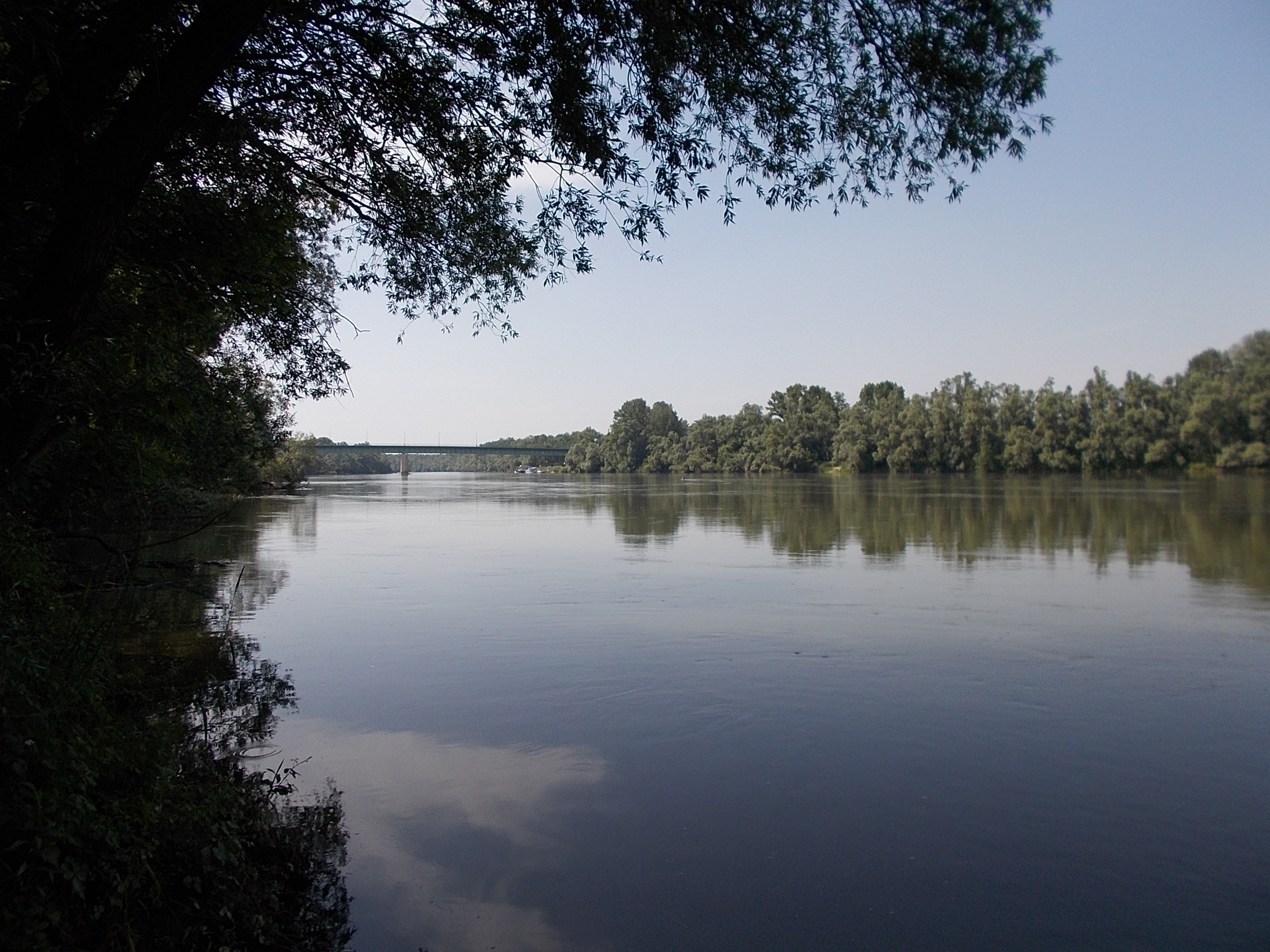
Dráva
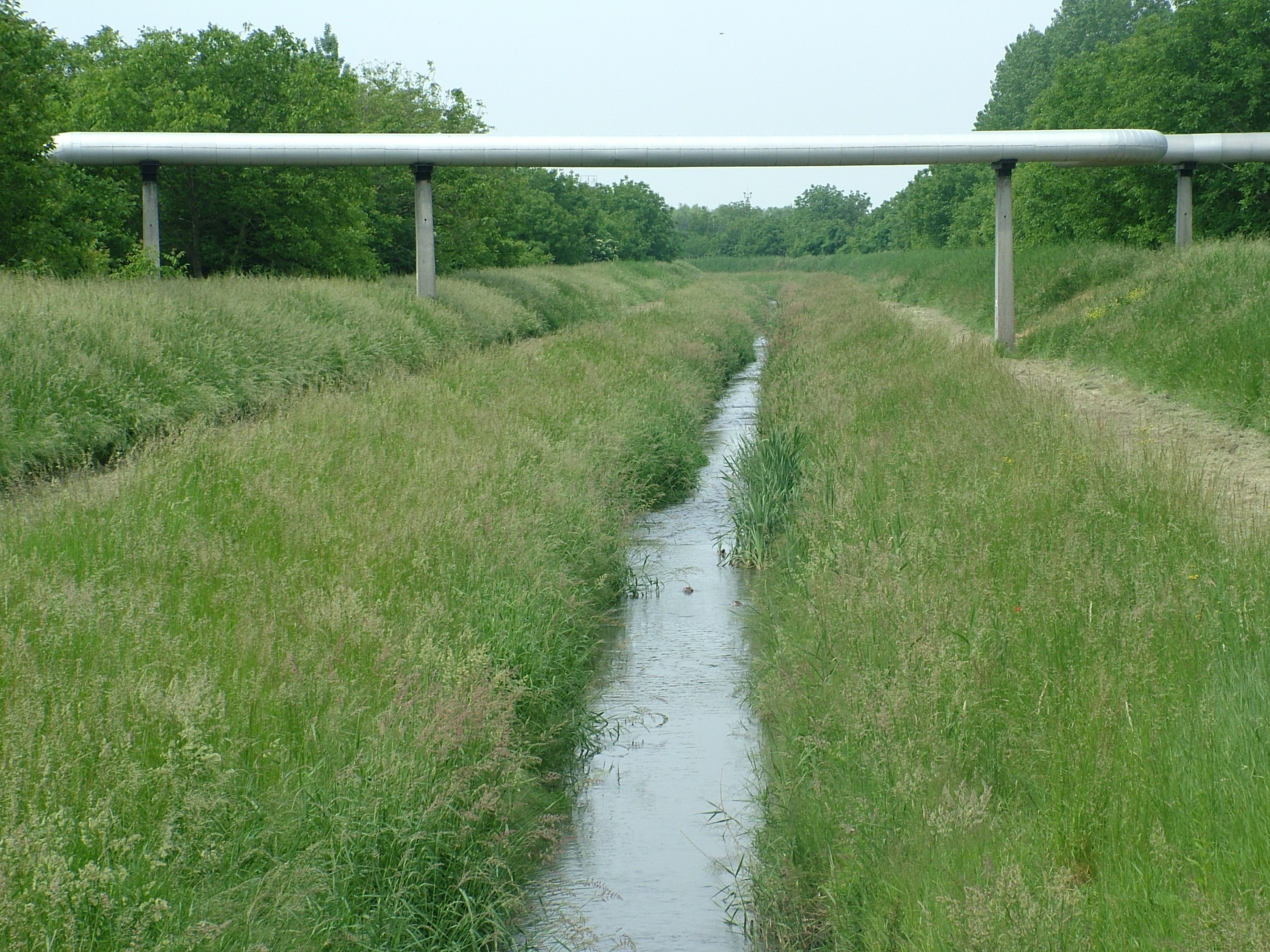
Pécsi-víz

### Élővilág, természetvédelem
Baranya életvilága különösen gazdag és változatos, amit a megye földrajzi és éghajlati adottságai is elősegítenek. A Mecsek, a Zselic, a Geresdi-dombság és a Völgység hegységi és dombsági területeit kiterjedt, összefüggő erdőségek borítják, amelyek nemcsak tájképi értéket képviselnek, hanem a helyi flóra és fauna számára is ideális élőhelyet biztosítanak. Az erdők meghatározó fafajai közé tartozik a tölgy, a bükk és a gyertyán, melyek változatos aljnövényzetet rejtenek.
A Mecsek különösen híres az egyedi növénytársulásairól, melyek közül több az ország más területein ritkán vagy egyáltalán nem fordul elő. A kellemes, mediterrán hatású klíma elősegítette az illatos hunyor és a bánáti bazsarózsa megtelepedését, amelyek különleges botanikai értéket képviselnek. A bánáti bazsarózsa, melyet a „legszebb magyarországi vadvirágként” is emlegetnek, a Mecsek jellegzetes szimbóluma. Ezen kívül Zengővárkony környékén tekintélyes törzsű szelídgesztenyefák találhatók, melyek nemcsak esztétikai értéket képviselnek, hanem fontos részei a helyi ökológiai rendszernek is.
Az erdőségek nemcsak növény-, hanem állatvilágukban is gazdagok. A megye vadállománya kiemelkedő: őzek, szarvasok, vaddisznók és kisebb testű ragadozók, például rókák és nyestek is gyakran előfordulnak. A madárvilág is változatos, különösen a Mecsek erdeiben, ahol ritka fajok, mint például a fekete gólya vagy a holló is megfigyelhetőek. A Dráva és a Duna menti árterek szintén jelentős élőhelyet biztosítanak vízimadarak és más nedves területekhez kötődő állatfajok számára.
A vízhez kötődő életvilágot a megye tavainál és folyóvizeinél találhatjuk meg. A Pécsi-tó környékén gazdag madárvilág figyelhető meg, míg a Dráva árterei kiváló környezetet nyújtanak a vízi és mocsári élőlényeknek. A folyók és patakok tiszta vizében halak, például ponty, harcsa és csuka élnek, melyek nemcsak a helyi horgászok számára fontosak, hanem a megye biodiverzitásának is szerves részét képezik.

A baranyai életvilág tehát a változatos tájegységeknek és az enyhe klímának köszönhetően rendkívül gazdag, mely különleges növény- és állatfajoknak ad otthont, és fontos része Magyarország természetvédelmi örökségének.

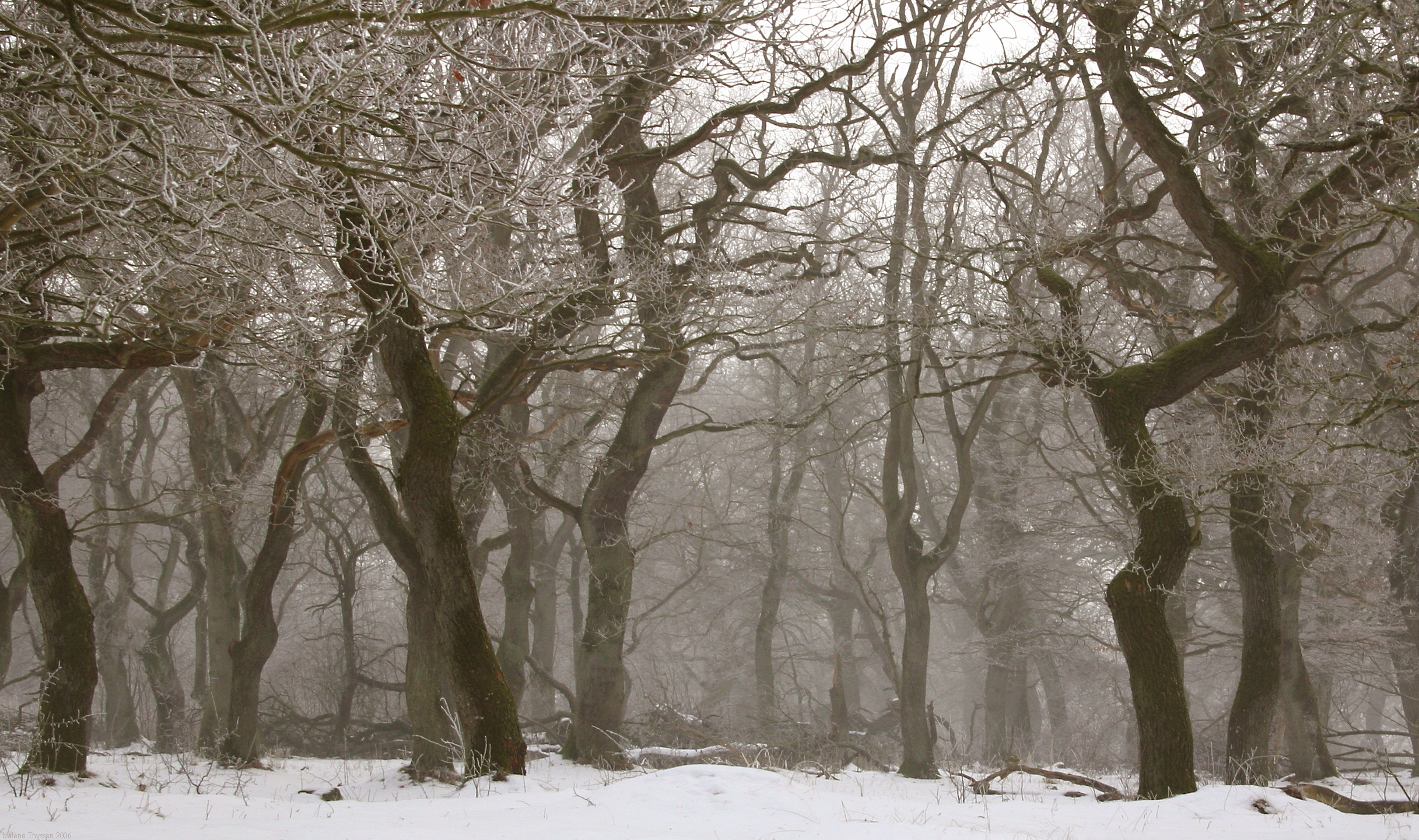
Kocsányos tölgy
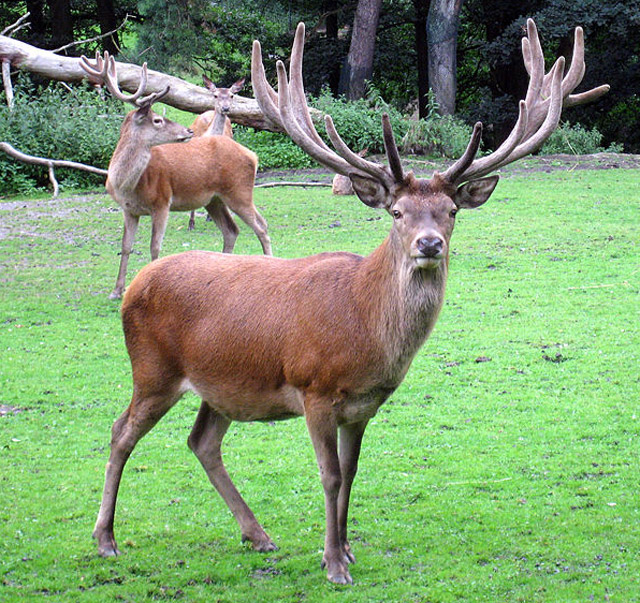
Szarvas
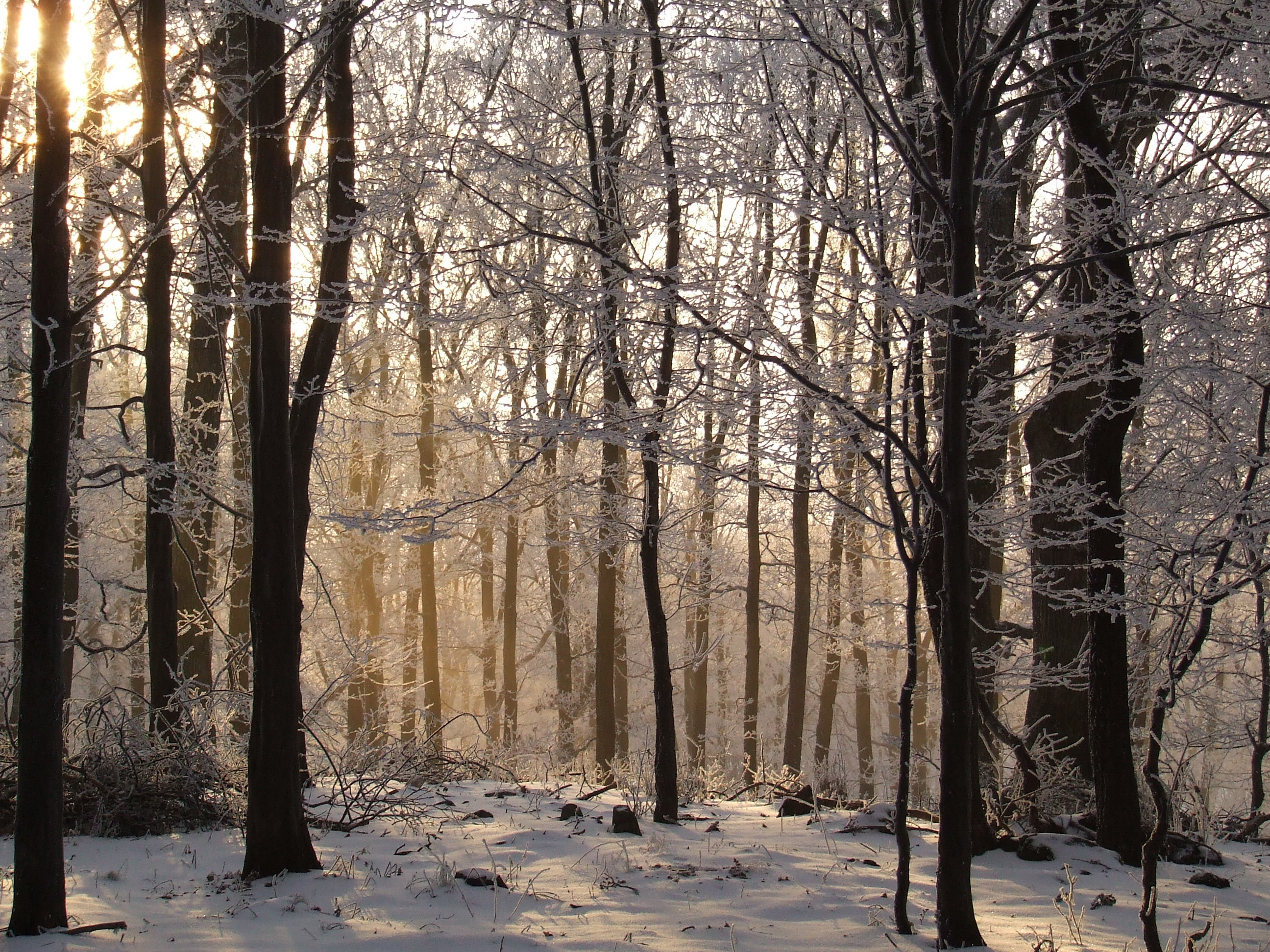
Bükk
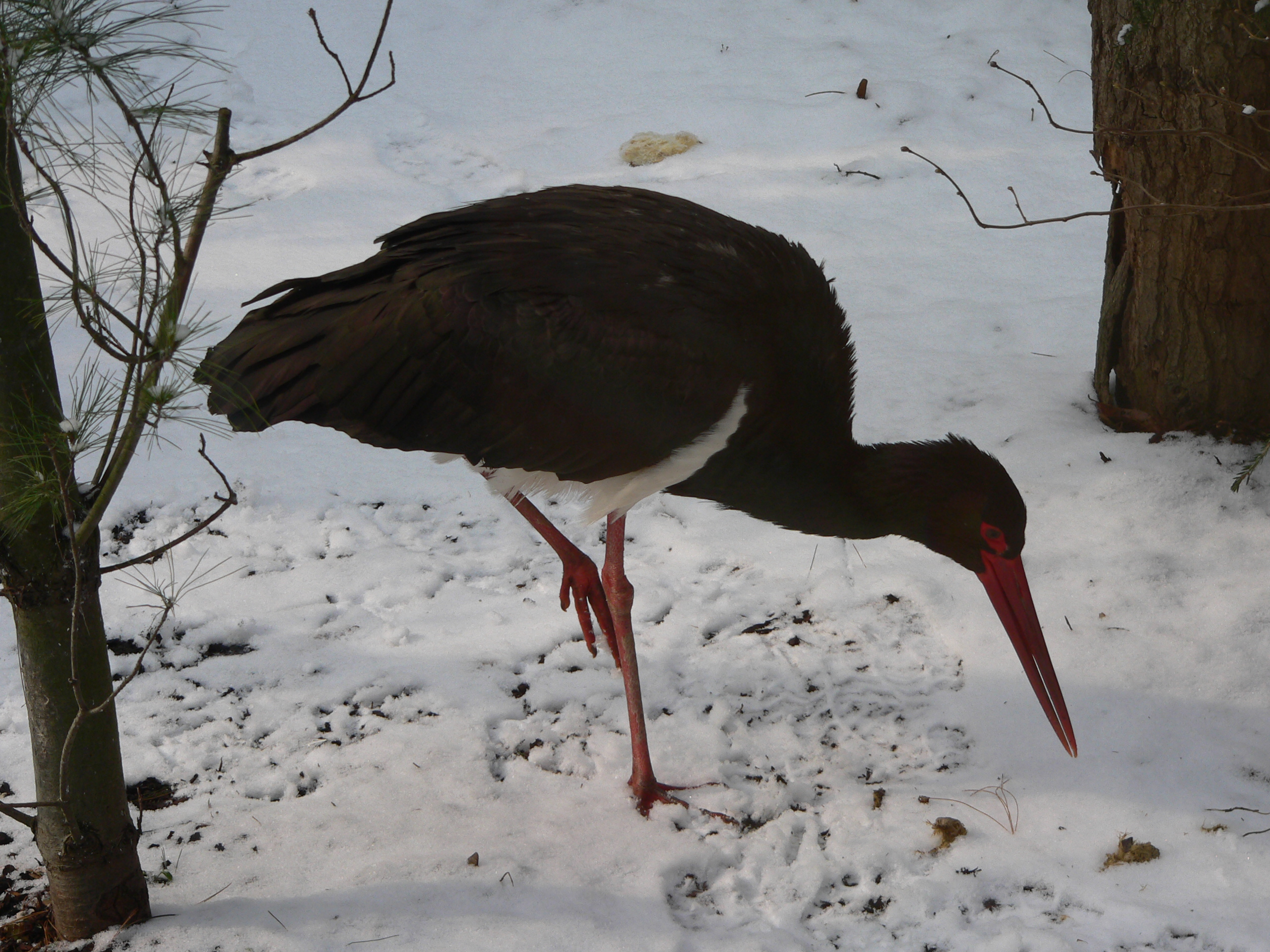
Fekete gólya
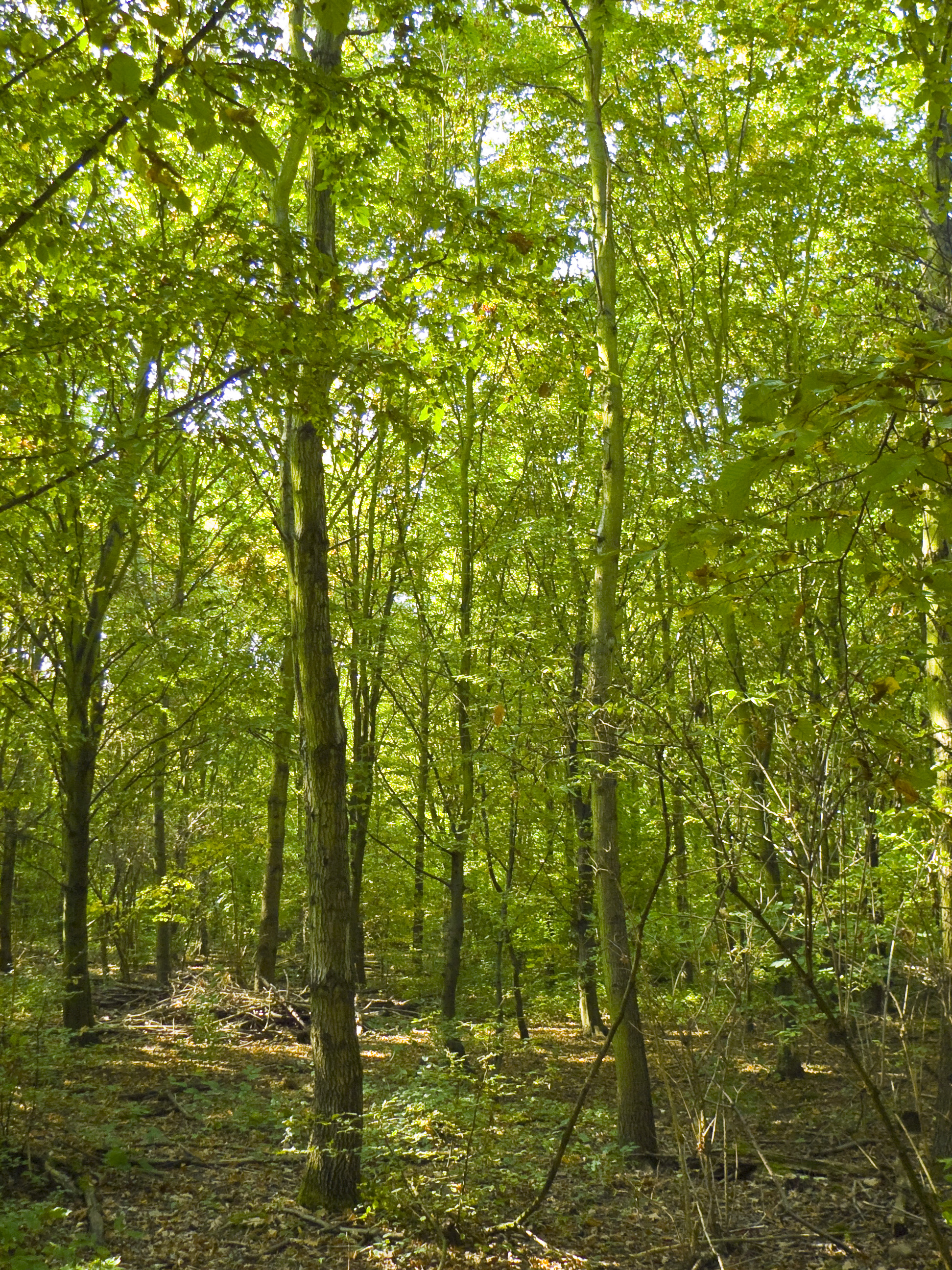
Gyertyán

### Baranya vármegye jellemző földrajzi pontjai
- Szélső települések égtájak szerint:
  - a megye legészakibb települése Mekényes (Hegyháti járás),
  - a megye legdélibb települése Kásád (Siklósi járás),
  - a megye legkeletibb települése Homorúd (Mohácsi járás),
  - a megye legnyugatibb települése Zádor (Szigetvári járás).
- Legmagasabb pontja:
  - Zengő (682 m).

## Történelem

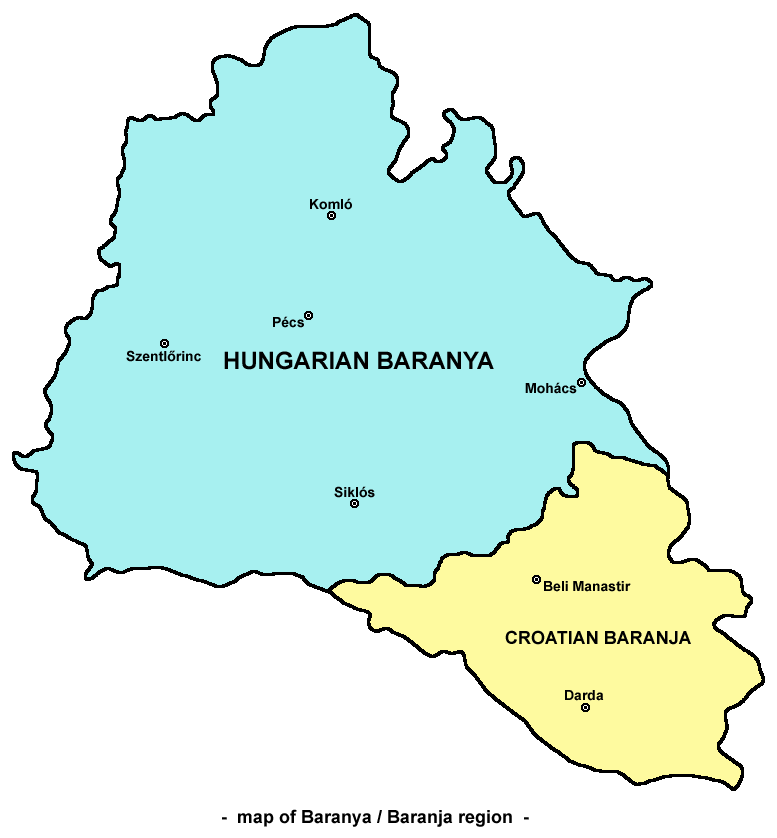
Baranya vármegye felosztása 1920-ban

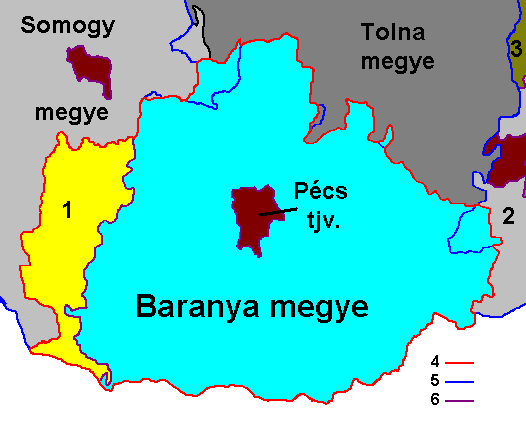
Baranya megye kialakítása 1950-ben.
1 Somogy megyétől Baranyához
2 Bács-Bodrog megye
3 Pest-Pilis-Solt-Kiskun megye
4 Baranya megye 1950-től
5 Mai megyehatár
6 Megszűnt 1949-es megyehatár

Baranya vármegye területe már az őskorban is lakott volt. A honfoglalás előtt részben szlávok lakták. Szent István király a területen vármegyét hozott létre, amelynek jelentős része átnyúlt a mai Horvátország és Szerbia területére is. A vármegye élén álló ispán székhelye Baranyavár volt (ma Branjin Vrh, Horvátország), amelyről a vármegye a nevét kapta. Szent István ugyanakkor Pécsett püspökséget is alapított, és később a pécsi püspök birtokába adta a vármegyét.
1541-től a vármegye területe a török hódoltsághoz tartozott. A török közigazgatásban a Mohácsi szandzsák része volt, Mohács székhellyel. A terület 1689-ben szabadult fel a török uralom alól.
Siklós mezőváros lakosságának 70%-a volt földbirtokos az 1840-es évek elején. Az 1840-ben kihirdetett örökváltságról szóló törvény több családnak reményt jelentett. A megváltási összegek elég magasak voltak azonban, így többnyire módosabb mezővárosokkal vagy falvakkal lehetett a szerződéseket megkötni. Batthyány Kázmér 1846-ban Bodony, Drávacsehi, Drávaszerdahely, Hásságy, Egerág, Udvard falvakkal jobbágyaival szerződött, majd egy évvel később következett Szava, Drávapalkonya, Mozsgó jobbágyai is. Ezen szerződések a földesúrnak is kedveztek, ugyanis a kapott pénzt az uradalom üzemeinek korszerűsítésére fordította. Batthyány Kázmér kötötte meg a legtöbb örökváltsági szerződést az országban.
Siklós 1847. június 20-án kötötte meg földesurával az örökváltsági szerződést. A szerződésben újpolgároknak nevezték már az 53 cigány családot. A szerződés azonban a következő évek politikai zűrzavarában több ponton sérült, és csak a szabadságharc leverése után rendeződött.
Az 1848-as forradalom hírét Baranyában elsőként Mohácson tudták meg, amikor március 17-én egy komáromi kereskedő kikötött a „Nádor” hajóval a településen.
Baranya vármegye régi határai 1919-ig álltak fenn. 1919 és 1921 között szerb megszállás alatt volt a megye mai területének háromnegyede, és létrehozták a rövid életű Baranya–bajai Szerb–Magyar Köztársaságot. A trianoni békeszerződés értelmében a volt Baranya vármegye déli részét, 1163 km²-nyi területet a Szerb–Horvát–Szlovén Királysághoz csatolták.
Baranya megye mai határait lényegében az 1950-es megyerendezés során alakították ki. Ekkor a korábbi Somogy megyétől Baranyához került az egykori Szigetvári járás (kivéve a mai Lad és Patosfa községeket), továbbá Felsőszentmárton.
1974. december 31-én Tolna megyéhez csatolták Jágónak, Kaposszekcső és Csikóstőttős községeket, viszont Baranyához került Tolna megyétől Máza. 1996. január 1-jén Dunafalva Baranyából átkerült Bács-Kiskun megyébe.

## Közigazgatási beosztás 1950–1990 között

### Járások 1950–1983 között
Az 1950-es megyerendezés előtt Baranya megyéhez hét járás tartozott: Hegyháti (székhelye Sásd volt), Mohácsi, Pécsi, Pécsváradi, Siklósi, Szentlőrinci és Villányi, a megyerendezés során pedig február 1-jén ide csatolták Somogy megyétől a Szigetvári járást, így Baranya megyében 1950. február 1-jétől nyolc járás volt.
Az 1950-es járásrendezés során, június 1-jén a nyolcból egy járás megszűnt, viszont két újat is szerveztek. A megszűnő Szentlőrinci járás községeit a Pécsi, a Siklósi, a Szigetvári és az újonnan létrehozott Sellyei járáshoz osztották be. Ez utóbbi a Szentlőrincin kívül a Szigetvári járásból is átvett területeket. A másik újonnan alakult járás a Komlói volt, melynek községei megelőzően legnagyobb részt a Hegyháti járáshoz tartoztak. További változás volt ugyanekkor a Hegyháti járás elnevezésének Sásdira változtatása, mivel a járásrendezés során valamennyi járás elnevezését a székhelyéhez igazították.
Mindennek következtében a tanácsrendszer bevezetésekor Baranya megye kilenc járásra oszlott (Komlói, Mohács, Pécsi, Pécsváradi, Sásdi, Sellyei, Siklósi, Szigetvári és Villányi).
Ezt követően 1983-ig a kilencből öt járás szűnt meg: a Komlói (1952), a Villányi (1956), a Sellyei (1963), a Pécsváradi (1966) és a Pécsi (1978). 1978 végén a Sásdi járás székhelyét Komlóra helyezték, és neve ennek megfelelően Komlói járásra változott, így tehát a megyében 1950-52 majd 1978-83 között is létezett járás ezen a néven. A járások megszűnésekor, 1983 végén a megyéhez négy járás tartozott (Komlói, Mohács, Siklósi és Szigetvári).

### Városok 1950–1983 között
Az 1950-es megyerendezéskor Baranya megyéhez egy megyei város tartozott, Mohács. A megye székhelye, Pécs törvényhatósági jogú város volt, így nem tartozott a megyéhez, hanem külön közigazgatási egységet alkotott. Mivel a törvényhatósági jogú városi jogállás 1950. június 15-én megszűnt, Pécs attól kezdve Baranya megyéhez tartozott.
1983-ig még három település szerzett városi rangot a megyében: Komló (1951-ben), Szigetvár (1966-ban) és Siklós (1977-ben), így 1983-ra a városok száma ötre nőtt.
A tanácsok megalakulásától 1954-ig Pécs közvetlenül a megyei tanács alá rendelt város volt, míg Mohács közvetlenül a járási tanács alá rendelt városként a Mohácsi járáshoz tartozott. Komló 1951-es várossá nyilvánításakor a Komlói járáshoz tartozott, 1952-ben azonban a megyei tanács alá rendelték, a Komlói járás pedig megszűnt, nagyrészt a Sásdi járáshoz csatolták.
Pécs 1954 és 1971 között, a második tanácstörvény hatálya alatt megyei jogú város volt és nem tartozott a megyéhez. 1971-ben, a harmadik tanácstörvény hatálybalépésével megyei város lett, ami azt jelentette, hogy a megyéhez tartozott, de bizonyos kérdésekben a többi városnál nagyobb önállóságot élvezett. A többi város jogállása 1954 és 1971 között járási jogú város volt, azután pedig egyszerűen város.

### Városkörnyékek 1971‑1983 között
Baranya megye városai közül 1983-ig négy körül alakult városkörnyék: a Komlói és a Mohácsi 1973-ban, a Pécsi 1978-ban, a Szigetvári pedig 1981-ben. Ezek csak a városhoz legszorosabban kapcsolódó községeket foglalták magukba, és központjuk egyúttal járási székhely is maradt Pécs kivételével. A Pécsi városkörnyék megalakulása egybeesett a Pécsi járás megszűnésével, a megszűnő járás Pécstől távolabbi községeit a megmaradt négy járáshoz csatolták át. A megye városai közül egyedül Siklósnak nem volt városkörnyéke 1983 végén.

### Városok és városkörnyékek 1984‑1990 között
1984. január 1-jén valamennyi járás megszűnt az országban. Bár a reform előkészítése során felmerült, hogy egyes egykori járási székhelyeket (Pécsvárad, Sásd, Sellye) városi jogú nagyközséggé nyilvánítsanak, erre végül nem került sor. Baranyában a megszűnő járások községeit az addigi járásszékhelyek városkörnyékeihez csatolták. Miközben az országban 1984–1990 között a városok száma másfélszeresére nőtt, Baranyában 1990-ig nem került sor újabb várossá nyilvánításra, így 1990-re Baranya (Győr-Sopron mellett) az ország legkevesebb, csupán öt várossal rendelkező megyéje lett.

## Önkormányzat és közigazgatás

### Vármegyei közgyűlés
A vármegye önkormányzatának legfőbb döntéshozó testülete. Tagjai a választópolgárok által ötévente, az önkormányzati választásokon megválasztott képviselők. A közgyűlés feladatai közé tartozik a megyei fejlesztési tervek, közlekedési, területrendezési és gazdaságfejlesztési programok kidolgozása és elfogadása, valamint az európai uniós források felhasználásának koordinálása. Mivel a vármegyei önkormányzatok nem tartoznak közvetlenül az oktatási, egészségügyi vagy szociális intézmények fenntartásához, inkább stratégiai, területfejlesztési szerepük van. A közgyűlést az elnök vezeti, aki a testület tagjai közül kerül megválasztásra.
- A 2019-es magyarországi önkormányzati választáson megválasztott Baranya Megyei Közgyűlés 18 képviselőből áll, az alábbi pártösszetétellel:

| Párt | Párt                    | Mandátum | Megyei Közgyűlés 2019-2024 | Megyei Közgyűlés 2019-2024 | Megyei Közgyűlés 2019-2024 | Megyei Közgyűlés 2019-2024 | Megyei Közgyűlés 2019-2024 | Megyei Közgyűlés 2019-2024 | Megyei Közgyűlés 2019-2024 | Megyei Közgyűlés 2019-2024 | Megyei Közgyűlés 2019-2024 | Megyei Közgyűlés 2019-2024 | Megyei Közgyűlés 2019-2024 | Megyei Közgyűlés 2019-2024 |
| ---- | ----------------------- | -------- | -------------------------- | -------------------------- | -------------------------- | -------------------------- | -------------------------- | -------------------------- | -------------------------- | -------------------------- | -------------------------- | -------------------------- | -------------------------- | -------------------------- |
|      | Fidesz-KDNP             | 12       |                            |                            |                            |                            |                            |                            |                            |                            |                            |                            |                            |                            |
|      | Demokratikus Koalíció   | 2        |                            |                            |                            |                            |                            |                            |                            |                            |                            |                            |                            |                            |
|      | Jobbik                  | 2        |                            |                            |                            |                            |                            |                            |                            |                            |                            |                            |                            |                            |
|      | Momentum Mozgalom       | 1        |                            |                            |                            |                            |                            |                            |                            |                            |                            |                            |                            |                            |
|      | Magyar Szocialista Párt | 1        |                            |                            |                            |                            |                            |                            |                            |                            |                            |                            |                            |                            |

- A 2024-es magyarországi önkormányzati választáson megválasztott Baranya Vármegyei Közgyűlés 18 képviselőből áll, az alábbi pártösszetétellel:

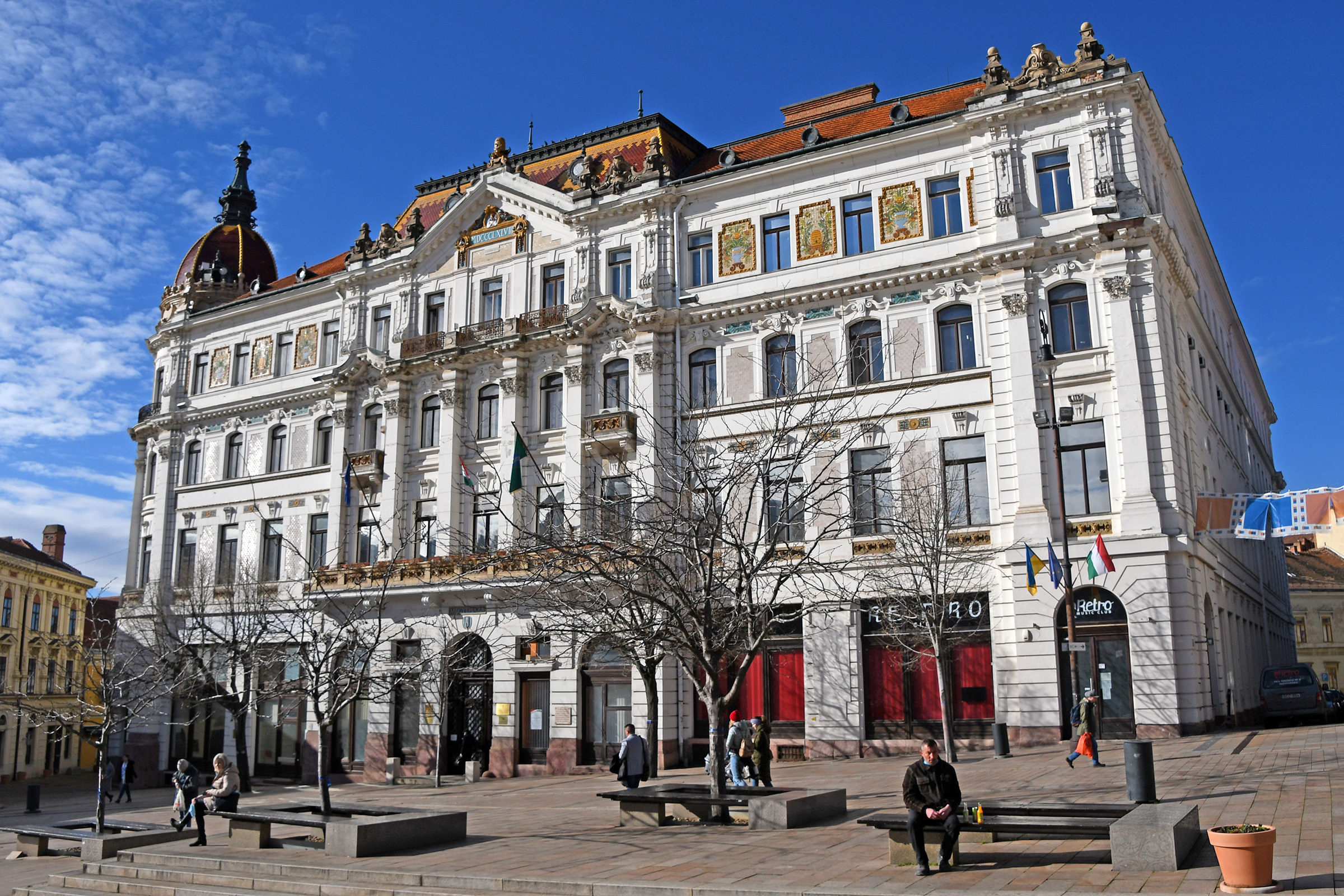
A vármegyeháza Pécs főterén

| Párt | Párt                   | Mandátum | Vármegyei Közgyűlés 2024-2029 | Vármegyei Közgyűlés 2024-2029 | Vármegyei Közgyűlés 2024-2029 | Vármegyei Közgyűlés 2024-2029 | Vármegyei Közgyűlés 2024-2029 | Vármegyei Közgyűlés 2024-2029 | Vármegyei Közgyűlés 2024-2029 | Vármegyei Közgyűlés 2024-2029 | Vármegyei Közgyűlés 2024-2029 | Vármegyei Közgyűlés 2024-2029 | Vármegyei Közgyűlés 2024-2029 | Vármegyei Közgyűlés 2024-2029 |
| ---- | ---------------------- | -------- | ----------------------------- | ----------------------------- | ----------------------------- | ----------------------------- | ----------------------------- | ----------------------------- | ----------------------------- | ----------------------------- | ----------------------------- | ----------------------------- | ----------------------------- | ----------------------------- |
|      | Fidesz-KDNP            | 12       |                               |                               |                               |                               |                               |                               |                               |                               |                               |                               |                               |                               |
|      | Momentum Mozgalom      | 1        |                               |                               |                               |                               |                               |                               |                               |                               |                               |                               |                               |                               |
|      | Demokratikus Koalíció  | 2        |                               |                               |                               |                               |                               |                               |                               |                               |                               |                               |                               |                               |
|      | Mi Hazánk Mozgalom     | 2        |                               |                               |                               |                               |                               |                               |                               |                               |                               |                               |                               |                               |
|      | VAN Közéleti Egyesület | 1        |                               |                               |                               |                               |                               |                               |                               |                               |                               |                               |                               |                               |

### A Vármegyei Közgyűlés elnökei
A vármegyei közgyűlés elnöke a megyei önkormányzat vezetője, aki felelős a közgyűlés munkájának irányításáért és a döntéshozatalban való részvételért.
Az elnököt általában a közgyűlés tagjai választják meg, és munkáját a közgyűlés által választott alelnökök segítik.
| Elnök | Elnök                        | Elnöki ciklus |
| ----- | ---------------------------- | ------------- |
|       | Dr. Őri László (Fidesz-KDNP) | 2019          |

### Járások
- Baranya megye járásainak főbb adatai a 2013. július 15-i közigazgatási beosztás szerint az alábbiak:

| Sorszám | Járás neve         | Székhely    | Település | Ebből város | Népesség (2013. január 1.) | Terület (km²) | Népsűrűség (fő/km²) |
| ------- | ------------------ | ----------- | --------- | ----------- | -------------------------- | ------------- | ------------------- |
| 1       | Bólyi járás        | Bóly        | 16        | 1           | 11 879                     | 220,03        | 54                  |
| 2       | Hegyháti járás     | Sásd        | 25        | 2           | 12 662                     | 360,72        | 35                  |
| 3       | Komlói járás       | Komló       | 20        | 1           | 35 084                     | 292,48        | 120                 |
| 4       | Mohácsi járás      | Mohács      | 26        | 1           | 34 901                     | 600,98        | 58                  |
| 5       | Pécsi járás        | Pécs        | 40        | 2           | 180 138                    | 623,07        | 289                 |
| 6       | Pécsváradi járás   | Pécsvárad   | 17        | 1           | 11 787                     | 246,44        | 48                  |
| 7       | Sellyei járás      | Sellye      | 38        | 1           | 14 383                     | 493,69        | 29                  |
| 8       | Siklósi járás      | Siklós      | 53        | 3           | 36 106                     | 652,99        | 55                  |
| 9       | Szentlőrinci járás | Szentlőrinc | 21        | 1           | 15 044                     | 282,43        | 53                  |
| 10      | Szigetvári járás   | Szigetvár   | 45        | 1           | 25 158                     | 656,76        | 38                  |

### Kistérségek
Baranya megye megszűnt kistérségeinek főbb adatai a 2013. július 15-ei beosztás szerint az alábbiak:
| Kód  | Kistérség neve         | Központ     | Település | Ebből város | Népesség (2013. január 1.) | Terület (km²) | Népsűrűség (fő/km²) |
| ---- | ---------------------- | ----------- | --------- | ----------- | -------------------------- | ------------- | ------------------- |
| 3201 | Komlói kistérség       | Komló       | 19        | 1           | 37 473                     | 314,6         | 119                 |
| 3202 | Mohácsi kistérség      | Mohács      | 43        | 2           | 47 587                     | 846,29        | 56                  |
| 3207 | Pécsi kistérség        | Pécs        | 39        | 2           | 176 519                    | 570,83        | 309                 |
| 3208 | Pécsváradi kistérség   | Pécsvárad   | 19        | 1           | 12 283                     | 258,49        | 48                  |
| 3203 | Sásdi kistérség        | Sásd        | 27        | 2           | 13 737                     | 383,87        | 36                  |
| 3204 | Sellyei kistérség      | Sellye      | 35        | 1           | 13 235                     | 463,33        | 29                  |
| 3205 | Siklósi kistérség      | Siklós      | 53        | 3           | 36 106                     | 652,99        | 55                  |
| 3209 | Szentlőrinci kistérség | Szentlőrinc | 20        | 1           | 14 756                     | 270,28        | 55                  |
| 3206 | Szigetvári kistérség   | Szigetvár   | 46        | 1           | 25 446                     | 668,91        | 38                  |

### Országgyűlési képviselők
Magyarországon az országgyűlési választások során az ország területét egyéni választókerületekre osztják, és mindegyik kerületnek egy képviselője van a parlamentben, akit közvetlenül választanak. Az egyéni választókerületek országgyűlési képviselői tehát azok a politikusok, akik egy-egy adott földrajzi terület választópolgárait képviselik az Országgyűlésben.
Az egyéni választókerületek képviselői általában valamelyik párt jelöltjei, de független képviselők is indulhatnak a választáson. A választókerületek képviselői meghatározó szereplők, mivel közvetlen kapcsolatban állnak választóikkal, és elsősorban az adott terület helyi érdekeit képviselik az országos politikai döntéshozatalban.
| Választókerület                                               | Székhely  | Képviselő         | Párt | Párt        |
| ------------------------------------------------------------- | --------- | ----------------- | ---- | ----------- |
| Baranya vármegyei 1. sz. országgyűlési egyéni választókerület | Pécs      | Dr. Mellár Tamás  |      | Független   |
| Baranya vármegyei 2. sz. országgyűlési egyéni választókerület | Pécs      | Dr. Hoppál Péter  |      | Fidesz–KDNP |
| Baranya vármegyei 3. sz. országgyűlési egyéni választókerület | Mohács    | Dr. Hargita János |      | Fidesz–KDNP |
| Baranya vármegyei 4. sz. országgyűlési egyéni választókerület | Szigetvár | Nagy Csaba        |      | Fidesz–KDNP |

## Népesség
A megyei nemzetiségei a következők:
A megye lakosság: 391 455 fő (2011. évi népszámlálás)
Baranya megyében a legmagasabb a nemzetiségiek aránya: a 2001-es népszámláláskor 14%. Roma nemzetiségűnek 5,5% vallotta magát (szemben az országos átlaggal, ami 2,2%). Itt él az országban élő német anyanyelvűek 34%-a (a 2001-es népszámlálás adatai szerint egy település, Ófalu abszolút német többségű volt, valamint 20 másik településen a német lakosság 20% feletti kisebbséget alkotott) és a délszláv (szerb és horvát) anyanyelvűek 32%-a. (2001-ben három falu volt horvát többségű és további öt településen 20% feletti horvát kisebbség volt).
A 2011-es népszámlálás alapján a megye legnépesebb nemzetiségét a németek alkotják, 6,7%-kal. 4,55%-kal a romák alkotják a második legnagyobb kisebbséget. Jelentős számú még az 1,86%-ot kitevő horvát nemzetiség.

### Nemzetiségek
Baranya vármegye lakóinak nemzetiségi összetétele 2011-ben
A magyar többségen kívül Baranya megye főbb kisebbségi csoportjai a németek (kb. 22 000 fő), a romák (kb. 17 000 fő), a horvátok (kb. 6 000 fő) és a szerbek (kb. 500 fő).
A megye teljes népessége a 2011-es népszámlálás alapján 386,441 fő volt, ebből 364,801 fő nyilatkozott etnikai hovatartozásáról. A magyar közösség dominanciája egyértelmű, hiszen 315,713 fő (86,54%) vallotta magát magyarnak.
A német kisebbség a második legnagyobb csoport, létszámuk 22,150 fő (6,07%). Jelenlétük szorosan kötődik a 18. századi betelepítésekhez, amikor jelentős számú német telepes érkezett a térségbe. Hagyományaikat és kulturális örökségüket a mai napig ápolják.
A roma lakosság 16,995 főt (4,66%) tesz ki, és szintén jelentős szerepet játszik a megye társadalmi és kulturális életében. A romák különösen a vidéki területeken és egyes városi körzetekben vannak jelen.
A horvát nemzetiségűek száma 6,343 fő (1,74%), akiknek közössége történelmileg és kulturálisan is szerves része Baranya megye sokszínűségének. A szerbek kisebb létszámban, kb. 500 fővel képviseltetik magukat.

A fennmaradó 3,600 fő (0,99%) egyéb kisebbségekhez tartozik vagy nem határozta meg etnikai hovatartozását. Ide tartozhatnak például szlovákok, románok vagy más kisebb etnikai csoportok tagjai. A népszámlálás során azonban körülbelül 58,000 fő nem nyilatkozott etnikai hovatartozásáról, ami a lakosság közel 15%-át jelenti, ezzel tovább növelve a megye összetettségét és sokszínűségét.

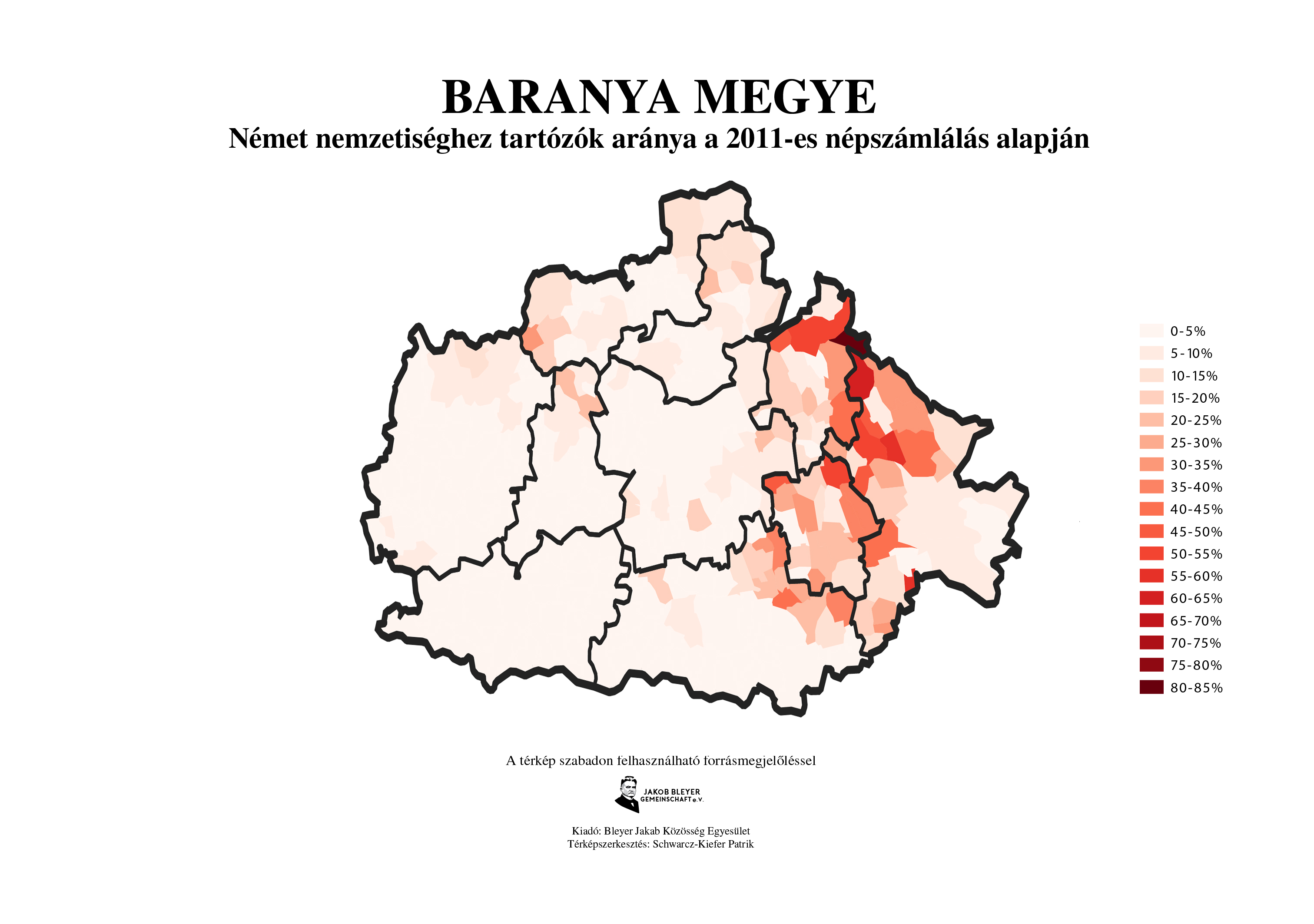
Magyarországi németek Baranya vármegyében

### Vallás
Baranya vármegye lakóinak vallási összetétele 2022-ben
Baranya vármegye vallási sokszínűsége jól tükrözi a térség történelmi és kulturális hagyományait. A 2022-es népszámlálás adatai szerint a vallási hovatartozásukat megadó lakosok (a megye lakosságának 59,7%-a) körében a keresztény vallások dominálnak, de más vallási közösségek és nem vallásos csoportok is jelentős jelenléttel bírnak.
A legnagyobb vallási közösség a római katolikusoké, akik az összes válaszadó 57,5%-át teszik ki. Ez az arány a térség katolikus hagyományait és kulturális gyökereit tükrözi, amelyek évszázadok óta meghatározzák Baranya vallási arculatát. Különösen a falvakban és kisebb városokban található katolikus templomok és közösségek mutatják ennek az örökségnek a mélységét.
A református (kálvinista) vallás a második legnagyobb csoport, a válaszadók 8,9%-ával. A református közösség jelenléte a megye északi és keleti részein jellemzőbb, ahol a reformáció hatásai történelmileg meghatározóak voltak.
Az evangélikusok a lakosság 1,6%-át teszik ki, akik elsősorban a tirpákok és más, a 18. században betelepült népcsoportok leszármazottai. Vallási hagyományaik a vidéki közösségekben is érzékelhetők.
A görögkatolikus felekezethez a megye lakóinak 0,5%-a tartozik. Ez a vallási közösség különösen a keleti és határ menti régiókban van jelen, és történelmi gyökereit rutén, illetve más ortodox keresztény közösségekből származtatja.
A kisebb vallási közösségek közé tartozik például a Hit Gyülekezete (0,5%) és más keresztény felekezetek, amelyek összesen a megye lakosságának 3,7%-át alkotják. Egyéb vallásokhoz tartozók, például muszlimok vagy zsidók, a megye lakosságának 0,6%-át képviselik, bár ezek a csoportok létszámban elenyészőek.
A nem vallásos csoportok aránya jelentős, a teljes lakosság 26,7%-át teszik ki. Ez a csoport ateistákból, agnosztikusokból és vallásukat nem gyakorló emberekből áll, akik jellemzően a nagyobb városokban koncentrálódnak.

A vallási hovatartozásukat nem deklaráló lakosok aránya a népszámlálási adatokban nem szerepel, de a megye vallási összképének komplexitását tovább növelheti.

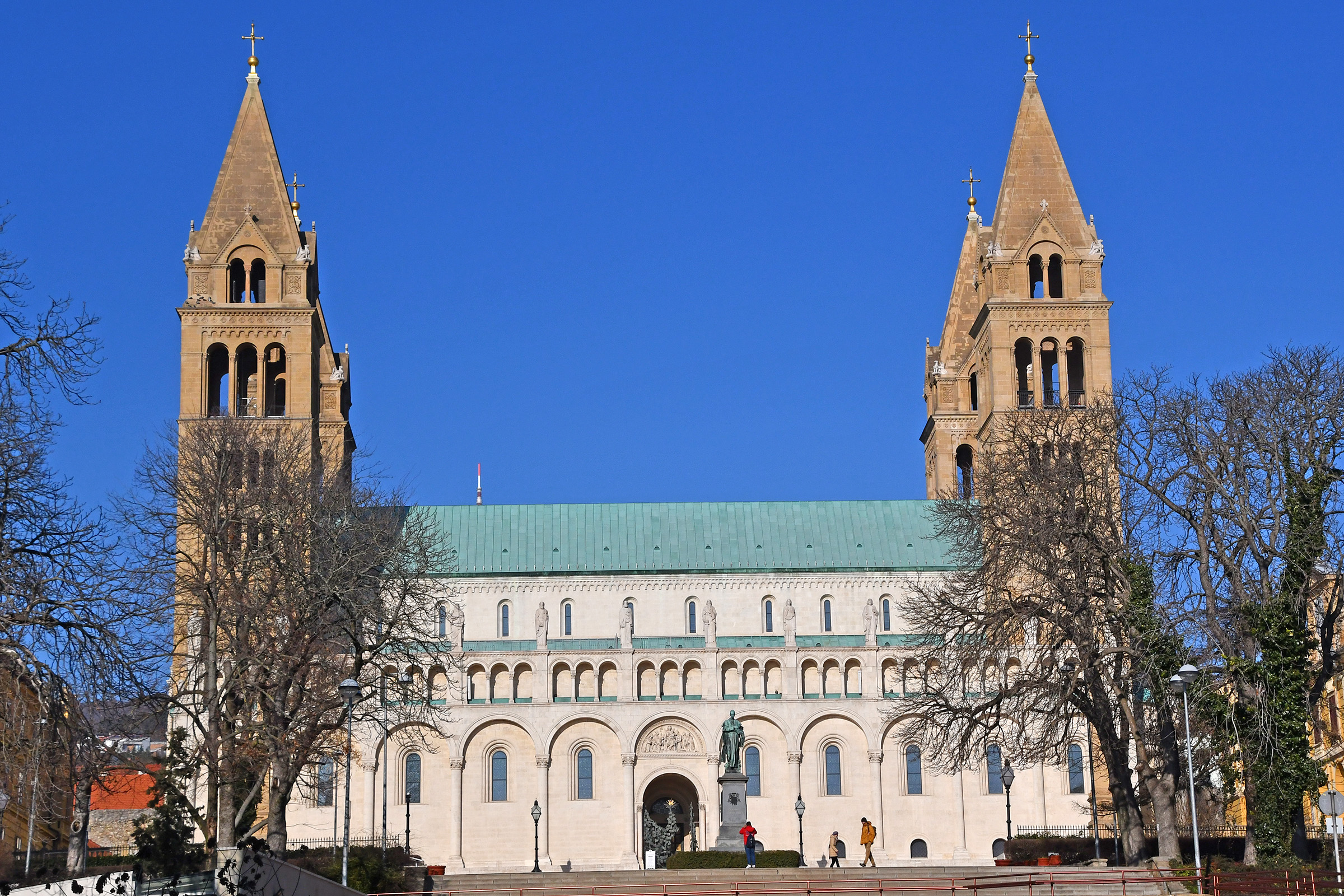
A pécsi Szent Péter- és Szent Pál-székesegyház
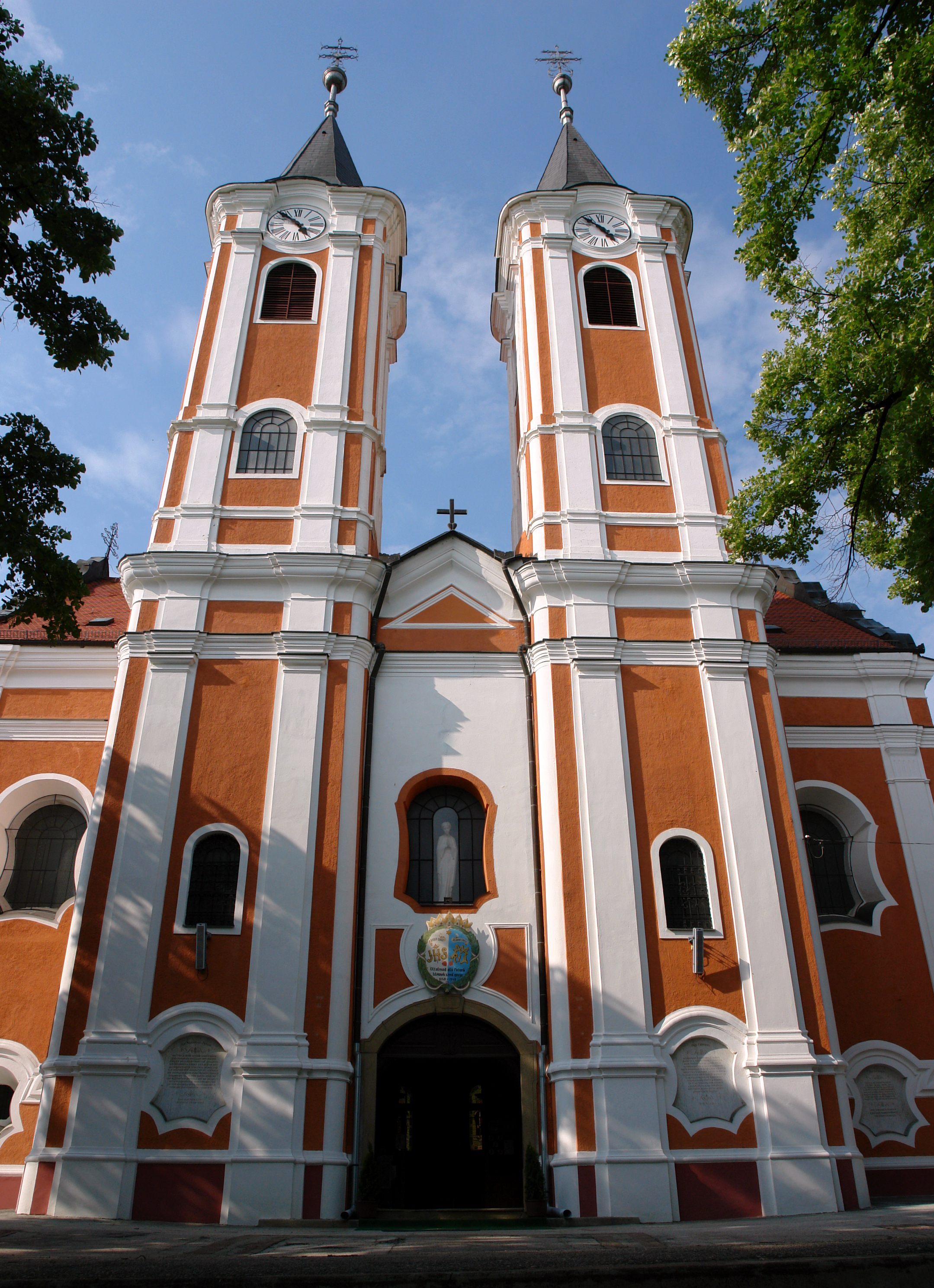
A máriagyűdi kegytemplom
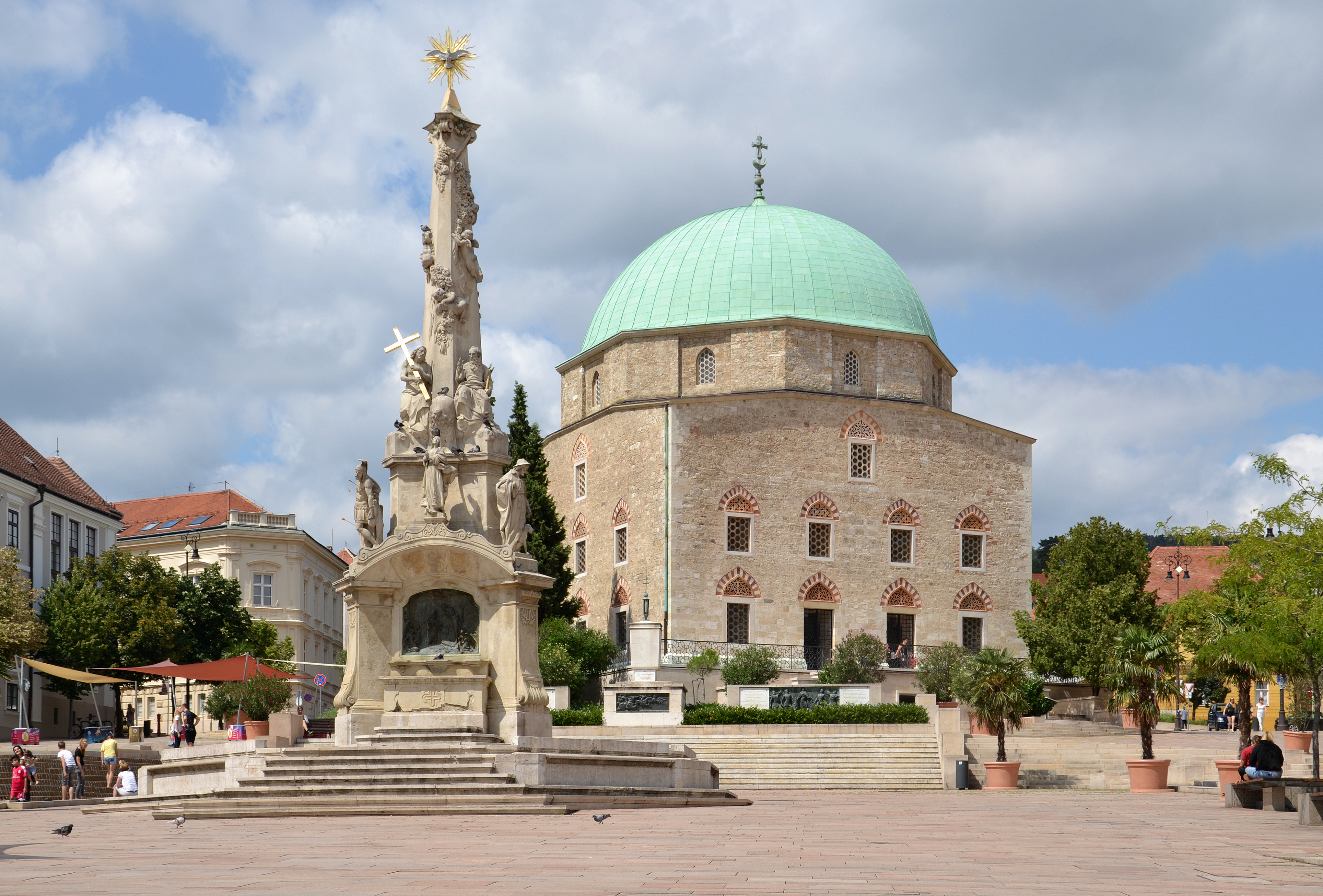
A pécsi dzsámi
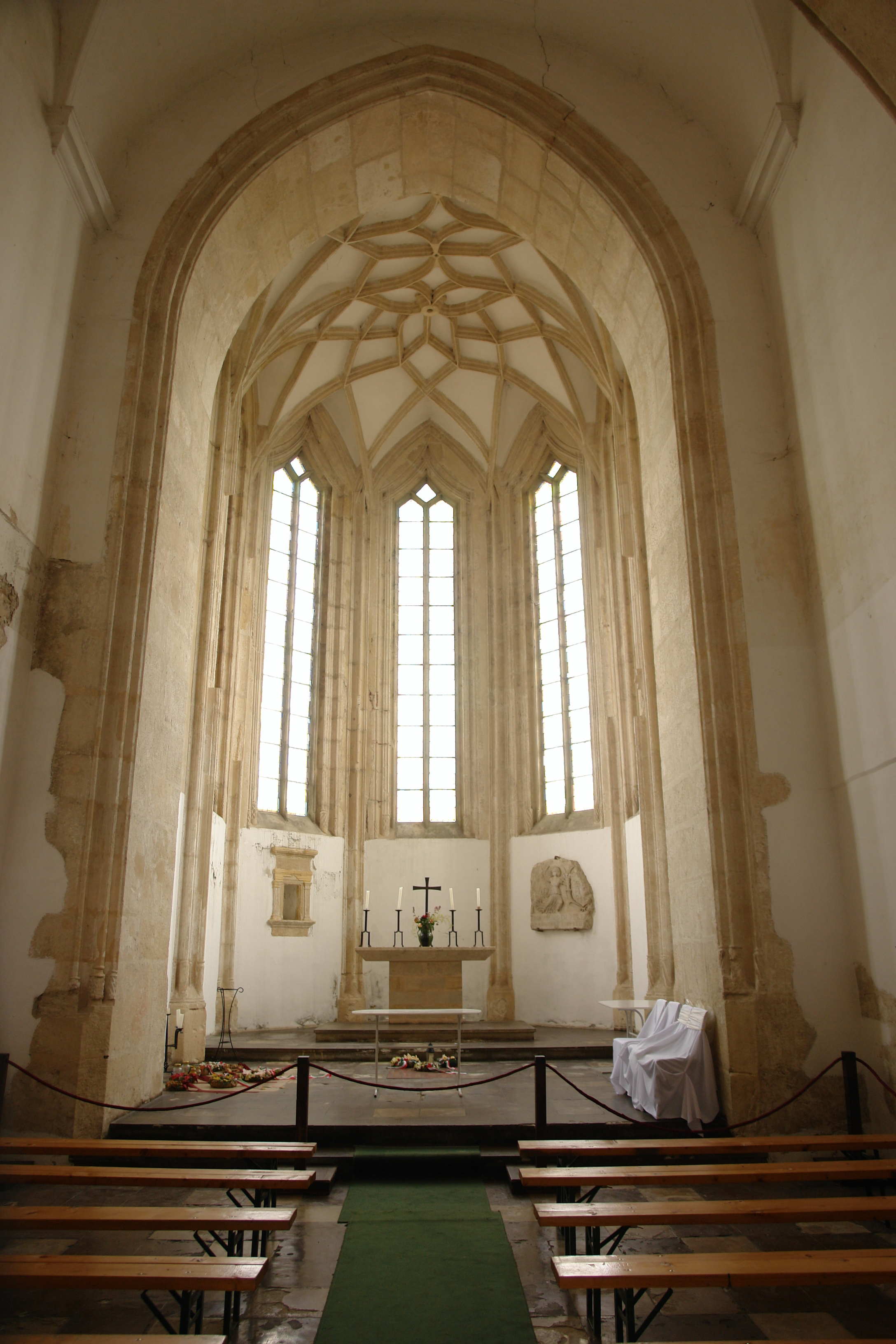
A siklósi várkápolna
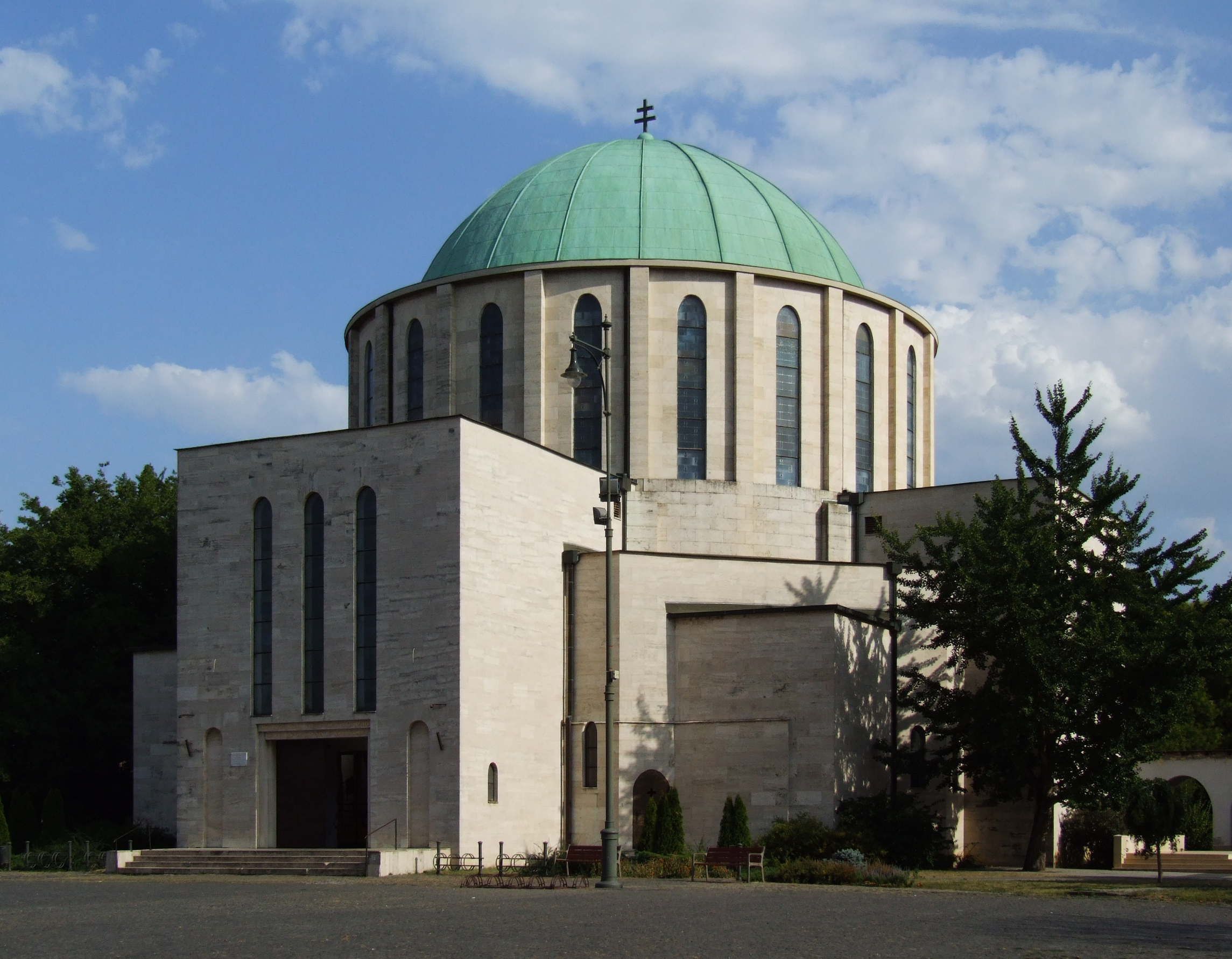
A mohácsi fogadalmi templom

## Gazdaság
A megye legnagyobb nyereségű cégei a 2006-os adózott eredmény szerint (zárójelben az országos toplistán elfoglalt helyezés)
1. E.On Dél-Dunántúli Áramszolgáltató Zrt. (96),
2. Hauni Hungaria Gépgyártó Kft. (282),
3. Pannongreen Kft (294).

2018. első negyedévében a munkanélküliségi ráta 8,1% volt.

### Mezőgazdaság
Baranya jelentős szerepet játszik az ország mezőgazdasági termelésében. A megye változatos domborzata és kedvező éghajlata lehetővé teszi a sokszínű növénytermesztést és állattenyésztést.

A megye területén kiemelkedő a szántóföldi növénytermesztés, különösen a gabonafélék, mint a búza és a kukorica termesztése. Emellett jelentős a napraforgó és a repce vetésterülete is. A déli fekvésű domboldalak kedveznek a szőlőtermesztésnek; a Villányi borvidék híres minőségi vörösborairól, míg a Pécsi borvidék fehérborairól ismert.

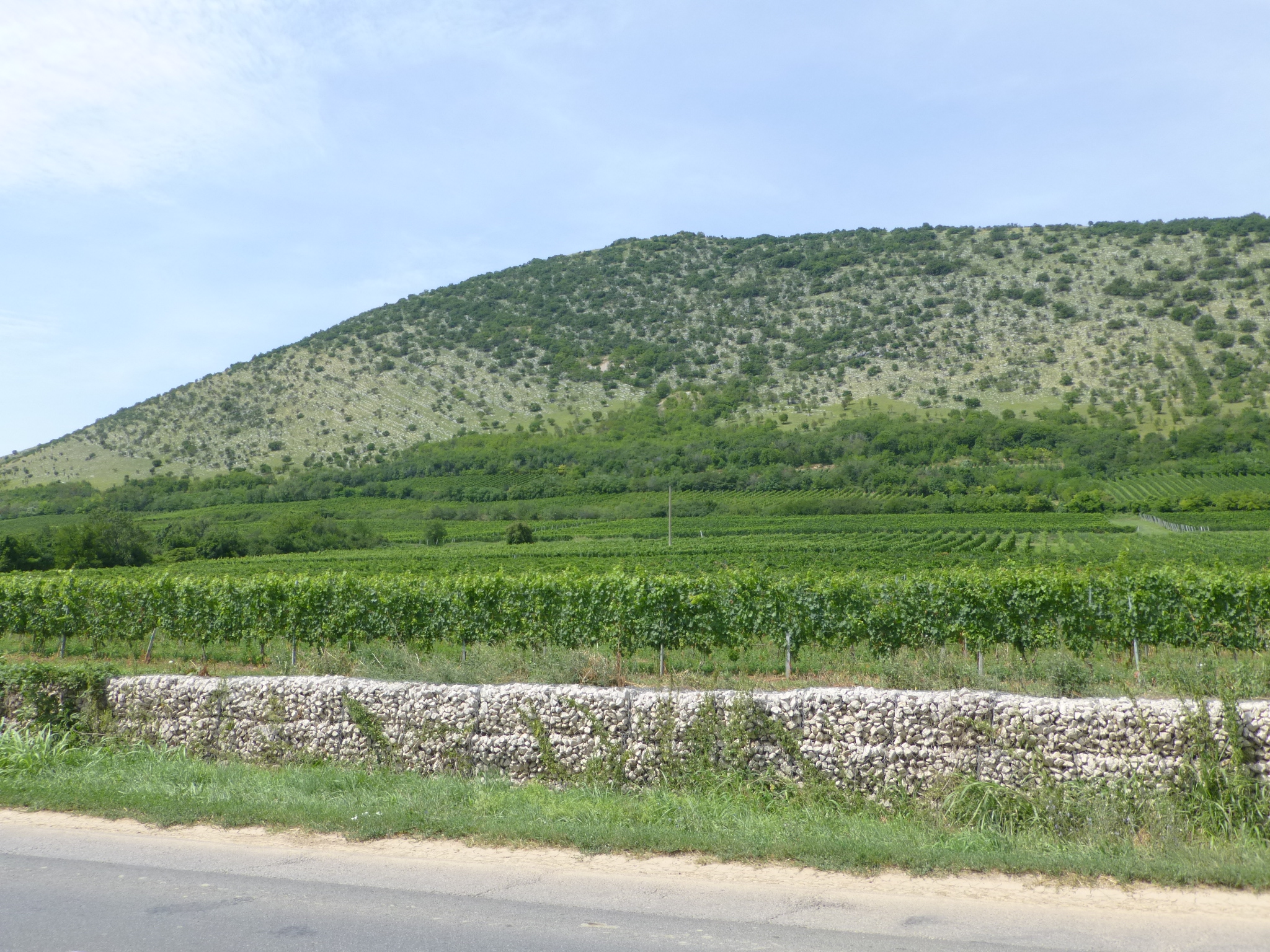
A villányi borvidék

Baranyában az állattenyésztés is fontos ágazat. A szarvasmarha-tenyésztés, különösen a tejtermelés jelentős, de a sertés- és baromfitenyésztés is számottevő. A megye adottságai kedveznek a juh- és kecsketenyésztésnek is, bár ezek kisebb mértékben vannak jelen.
Számos mezőgazdasági vállalkozás működik, amelyek a termelés mellett feldolgozással és értékesítéssel is foglalkoznak. A mezőgazdasági gépek és berendezések kereskedelme is jelentős, amit a helyi apróhirdetési oldalak kínálata is tükröz. A mezőgazdasági szektor munkaerőpiaca változatos; a szakmunkásoktól a mérnökökig számos pozíció elérhető, amit a helyi állásportálok hirdetései is alátámasztanak.
A mezőgazdaság Baranya megye gazdaságában kiemelkedő szerepet játszik. A 2014-es adatok szerint a mezőgazdaság bruttó hozzáadott értéke a megye gazdaságában 11% volt, ami meghaladta az országos átlagot. A mezőgazdasági termelőknek szembe kell nézniük az éghajlatváltozás okozta kihívásokkal, mint például a szélsőséges időjárási viszonyok és az aszályok. Emiatt egyre nagyobb hangsúlyt kapnak az öntözéses technológiák és a precíziós gazdálkodás módszerei. A helyi termékek feldolgozásának és értékesítésének fejlesztése, valamint az agrárturizmus is további lehetőségeket kínál a megye mezőgazdaságának.

### Ipar
A vármegye ipara az elmúlt évszázad során jelentős átalakulásokon ment keresztül. A terület történelmileg a nehézipar egyik központjának számított Magyarországon, különösen az uránérc- és feketekőszén-bányászat révén, amelyek a térség gazdaságát évtizedeken át meghatározták. Azonban a rendszerváltást követően a bányászat fokozatosan visszaszorult, és helyét a könnyűipar, valamint a feldolgozóipar vette át.
Az 1950-es években Baranya megye az ország egyik legfontosabb bányászati központja volt. A mecseki uránércbányászat kiemelkedett nemcsak hazai, hanem nemzetközi viszonylatban is. Az uránbányák a hidegháború idején jelentős stratégiai fontossággal bírtak, főként a Szovjetunió számára. Komló és Pécs környéke pedig feketekőszén-kitermeléséről volt híres, amely az energiaellátásban játszott kulcsszerepet. A rendszerváltás utáni gazdasági átalakulások következtében azonban ezek a bányák gazdaságtalanná váltak, és bezárásuk elkerülhetetlenné vált.
A bányászat megszűnésével több ezer munkahely szűnt meg, ami jelentős társadalmi és gazdasági problémákat okozott a térségben. Az egykori bányák helyén ma már rekultivációs és turisztikai projektek zajlanak, például a Mecseki Kisvasút és a bányászati múzeumok révén.

#### Könnyűipar térnyerése
A nehézipar visszaszorulását követően a könnyűipar vált a megye ipari termelésének fő pillérévé. Az alábbi ágazatok különösen jelentős szerepet játszanak:
- dohányfeldolgozás: (BAT Pécsi Dohánygyár Kft.) – Az egyik legnagyobb munkáltató a régióban, modern technológiával dolgozik, és termékei nemcsak Magyarországon, hanem külföldön is népszerűek.
- porcelángyártás: (Zsolnay Porcelánmanufaktúra Zrt.) – A megye kulturális és ipari örökségének szimbóluma. A gyár kézzel készített porcelánjai világszerte keresettek, miközben a helyi munkaerőnek is munkát biztosít.
- sörgyártás: (Pécsi Sörfőzde Rt.) – Évszázados múltra tekint vissza, és termékei a hazai sörpiacon kiemelkedő minőséget képviselnek.
- cipőgyártás: (Szigetvár)
- cementgyártás: (Beremendi Cementgyár, Királyegyházi Cementgyár[22])
- elektronikai termékek gyártása: (Harman Magyarország Kft.)
- gépgyártás: (Körber Hungária Gépgyártó Kft.)Zsolnay kerámia a pécsi Gyugyi-gyűjtemény részeként

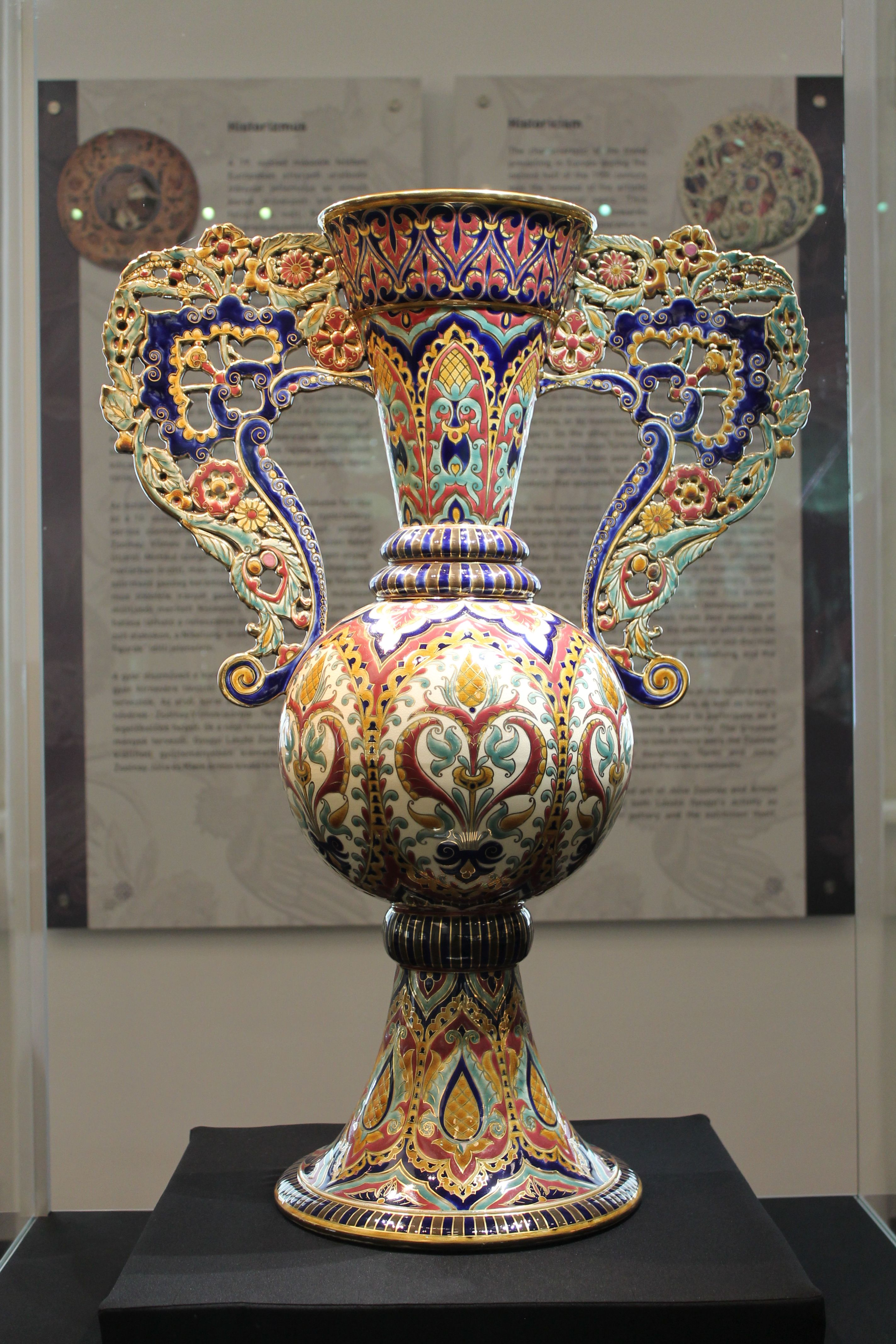
Zsolnay kerámia a pécsi Gyugyi-gyűjtemény részeként

A modern gazdaság kihívásaira válaszul Baranya az elmúlt évtizedekben az elektronikai ipar és a technológiai innováció terén is fejlődött. A Harman Magyarország Kft., amely Pécsen működik, különféle high-tech elektronikai termékek gyártásával foglalkozik, és globális piacra is dolgozik.
Az ipar átalakulásával a foglalkoztatás szerkezete is változott. A könnyűipar és a feldolgozóipar jelentős munkaerő-igénye hozzájárult ahhoz, hogy a megye gazdasági aktivitása fennmaradjon, bár a munkanélküliség továbbra is problémát jelentett, különösen a bányászat megszűnését követően.
2019-ben a foglalkoztatási ráta 66,3% volt, ami alacsonyabb az országos átlagnál. A munkanélküliségi ráta 6,7%-ot tett ki, amit az ipar modernizációja és a különböző befektetések enyhítettek az elmúlt években. A vármegye iparának egyik legnagyobb kihívása a gazdasági diverzifikáció biztosítása és a magasabb hozzáadott értéket termelő ágazatok erősítése. A térség előnyei közé tartozik a jól képzett munkaerő, a kulturális örökség, valamint a határon átnyúló gazdasági kapcsolatok lehetősége Horvátországgal.
Gazdasági stratégiájában fontos szerepet kap a zöldipar és a fenntarthatóság kérdése. Az építőipar és a könnyűipar mellett az agráriparhoz kapcsolódó feldolgozóipar fejlesztése is kiemelt cél lehet a következő évtizedekben.

## Nyelvjárás
Baranya nyelvjárási szempontból a dél-dunántúli nyelvjárási területhez tartozik, nyelvi sajátosságait a magyar nyelv archaikus elemei és a különböző népcsoportok – például a horvátok, németek és szerbek – hatása alakította.
A régió jellemzői:
- Zárt ë-ző (dëszka, lë, së)
- erős az ö-zés (kendör, löhet, mönünk)
- néhol előfordul a nyílt é-zés (kégyó "kígyó", késér "kísér")

A tárgyas igeragozás esetében Baranyában és Somogy déli felén elterjedt a mondi, monditok, mondik ("mondja, mondjátok, mondják") szavak, birtokos személyjelzésben a lovik, kertyik ("lovuk, kertjük") szavak.
Baranyában az "l" hang előtt "e" helyett "ö"-t használnak (köll, fölköl). Néhol a "nyílt e" "á"-hoz közelítő hanggá válik (ámber, álmegy).
| Tájszólás   | Jelentés                   |
| ----------- | -------------------------- |
| vánkos      | párna                      |
| hokedli     | támla nélküli konyhai szék |
| sámli       | kis szék                   |
| tutyi       | házi cipő                  |
| böllenkedni | piszkálódni                |
| staférung   | hozomány                   |
| málna       | szörp                      |
| buksza      | pénztárca                  |
| kredenc     | konyhaszekrény edényekhez  |
| libikóka    | mérleghinta                |
| vájling     | nagyméretű fém edény       |
| vekker      | ébresztőóra                |
| kanáris     | patak                      |
| karéj       | kenyérszelet               |

## Gasztronómia
Baranya gasztronómiája a régió sokszínű kulturális és történelmi hátterének köszönhetően rendkívül gazdag és változatos. A megye déli fekvése és a különböző nemzetiségek – mint például a svábok, szerbek és horvátok – jelenléte jelentős hatást gyakorolt a helyi konyhára.
A megye termékeny vidékei bőségesen ellátják a helyi konyhát friss alapanyagokkal. A Duna és Dráva folyók közelsége miatt a halételek, különösen a harcsa és a ponty, kiemelt szerepet kapnak. A megye erdőségei pedig vadételekben gazdagítják a gasztronómiai palettát.
Híres ételek és italok
- Halászlé: A Duna közelsége miatt a halászlé, különösen a bajai típusú, gyakori étel a térségben. A helyi változatok gyakran többféle halból készülnek, és a paprika használata jellegzetes ízt kölcsönöz nekik.
- Sváb ételek: A megye jelentős sváb lakossága révén olyan ételek is elterjedtek, mint a töltött káposzta, a lecsó és a különféle kelt tészták. A sváb konyha egyszerű, de laktató fogásai ma is népszerűek.
- Villányi borok: Baranya megye híres borvidéke, Villány, Magyarország egyik legrégebbi és legelismertebb borvidéke. A villányi borok, különösen a vörösborok, mint a cabernet franc és a portugieser, nemzetközi szinten is elismertek.
- Pécsi sör: Pécs városa a sörfőzés hagyományairól is ismert. A Pécsi Sörfőzde az ország egyik legrégebbi sörgyára, amely 1848 óta működik, és számos sörkülönlegességet kínál.[27]

Kulturális hatások és fesztiválok
Baranya megye gasztronómiáját a különböző nemzetiségek és kultúrák együttélése alakította. A horvát és szerb konyha hatása is érezhető, például a különféle húsételek és fűszerezések terén. A megye számos gasztronómiai fesztiválnak ad otthont, mint például a Villányi Vörösbor Fesztivál, amely a borok és helyi ételek ünnepe.

## Oktatás és köznevelés
Baranya megye oktatási rendszere gazdag és sokszínű, tükrözve a térség történelmi és kulturális sokféleségét. A megyében számos általános iskola működik, amelyek mind a helyi közösségek, mind pedig a szülők igényeit igyekeznek kielégíteni. Az iskolák különböző oktatási programokat kínálnak, az alapfokú oktatás mellett pedig sok intézmény specializált képzéseket is biztosít, mint például sportiskolák, művészeti iskolák, vagy éppen nyelvoktatásra fókuszáló intézmények.
A Pécs városában található iskolák, mint például az Apáczai Nevelési és Általános Művelődési Központ, kiemelkednek az oktatás színvonalával. Az iskola nemcsak a hagyományos általános iskolai képzést kínálja, hanem gimnáziumi és szakképzési lehetőségeket is, valamint művészeti oktatást, amely lehetőséget ad a diákok kreatív kibontakozására. Az Apáczai Központ emellett kollégiumi ellátást is biztosít, ami különösen hasznos a távolabbról érkező tanulók számára.

### Általános iskolák
A Széchenyi István Általános Iskola, Gimnázium, Szakközépiskola és Sportiskola szintén Pécs egyik nagy múltú intézménye. Az iskola széleskörű képzési kínálatot nyújt, amely magában foglalja az általános iskolai oktatást, gimnáziumi képzést és sportiskolai lehetőségeket. A sport iránti elköteleződés, a tehetséggondozás és a komplex fejlesztési programok révén a Széchenyi Iskola nemcsak tudományos, hanem sportteljesítmény szempontjából is kiemelkedő intézmény.
Pécs városában, a Bánki Donát Utcai Általános Iskola és a Jókai Mór Általános Iskola is jelentős szerepet játszanak az alapfokú oktatásban. Ezek az iskolák több mint egy évtizede biztosítják a helyi közösség számára az általános iskolai képzést, és az oktatott tantárgyak mellett a diákok személyiségfejlődésére is nagy hangsúlyt fektetnek.
A megye kisebb településein is találunk olyan iskolákat, amelyek szoros kapcsolatban állnak a helyi közösséggel, mint például a Siklóson működő Szent Imre Katolikus Általános Iskola. A katolikus iskola vallásos nevelés mellett biztosítja a színvonalas oktatást, különös figyelmet fordítva a diákok erkölcsi és szellemi fejlődésére.
Baranya megye iskolai kínálata tehát rendkívül változatos, és lehetőséget ad a szülőknek és diákoknak, hogy megtalálják az igényeiknek leginkább megfelelő intézményt. A megyében található iskolák különböző oktatási irányvonalakat, sport-, művészeti- és idegen nyelvi programokat kínálnak, amelyek lehetőséget adnak a diákok számára, hogy saját érdeklődési körük szerint választhassanak. Az iskolarendszer fejlettsége és a korszerű tanítási módszerek hozzájárulnak ahhoz, hogy a Baranya megyei iskolák minőségi alapfokú oktatást biztosítsanak a diákok számára.

### Középiskolák
Baranya megye középiskolai kínálata széles és változatos, lehetőséget biztosítva a diákoknak a különböző érdeklődési köröknek és karrierterveknek megfelelő oktatásra. A megyében több kiváló gimnázium, szakközépiskola és szakiskola található, amelyek mindegyike biztosítja a magas szintű oktatást és felkészítést a továbbtanulásra, valamint a munkaerőpiacon való sikeres helytállásra. A középiskolák között szerepelnek műszaki, gazdasági, humán és művészeti irányultságú intézmények is, amelyek változatos képzési lehetőségeket kínálnak.
Pécs városa, mint Baranya megye székhelye, számos középiskolát ad otthont, amelyek a megyében élő diákok számára alapvető oktatási lehetőségeket biztosítanak. Ilyen például a Pécsi SZC Radnóti Miklós Közgazdasági Technikum, amely közgazdasági és pénzügyi ismeretekre fókuszál, és felkészíti diákjait a gazdasági élet kihívásaira. Szintén Pécsett található SZC Simonyi Károly Technikum és Szakképző Iskola, amely műszaki és informatikai képzéseket kínál, modern felszereltséggel és gyakorlatorientált oktatással. Ezen kívül a Pécsi József Nádor Gimnázium és Szakképző Iskola is jelentős szerepet játszik a középiskolai oktatásban, széleskörű gimnáziumi és szakképző programjaival, különös figyelmet fordítva a tudományos és művészeti oktatásra.
A megyében található más iskolák, például a Mohácsi Kisfaludy Károly Gimnázium és a Sásdi Vendéglátóipari Szakképző Iskola, szintén jelentős oktatási lehetőséget kínálnak. A Kisfaludy Károly Gimnázium a helyi kultúrára és történelemre fókuszál, miközben szakképző programokat is biztosít, míg a Sásdi Vendéglátóipari Szakképző Iskola a vendéglátóipari szakképzésben kínál gyakorlatorientált oktatást, modern konyhai felszereltséggel.
Baranya megye középiskolái tehát széleskörű oktatási lehetőségeket kínálnak, legyen szó általános gimnáziumi képzésről, szakképzésről vagy speciális szakirányokról. A diákok a különböző intézményekben a tudományos és szakmai felkészítés mellett olyan készségeket is elsajátíthatnak, amelyek segítenek számukra abban, hogy sikeresen helytálljanak a továbbtanulásban vagy a munkaerőpiacon. A megye középiskolai rendszere így biztosítja a fiatalok számára a jövőbeni sikeres életpályákhoz szükséges alapokat.

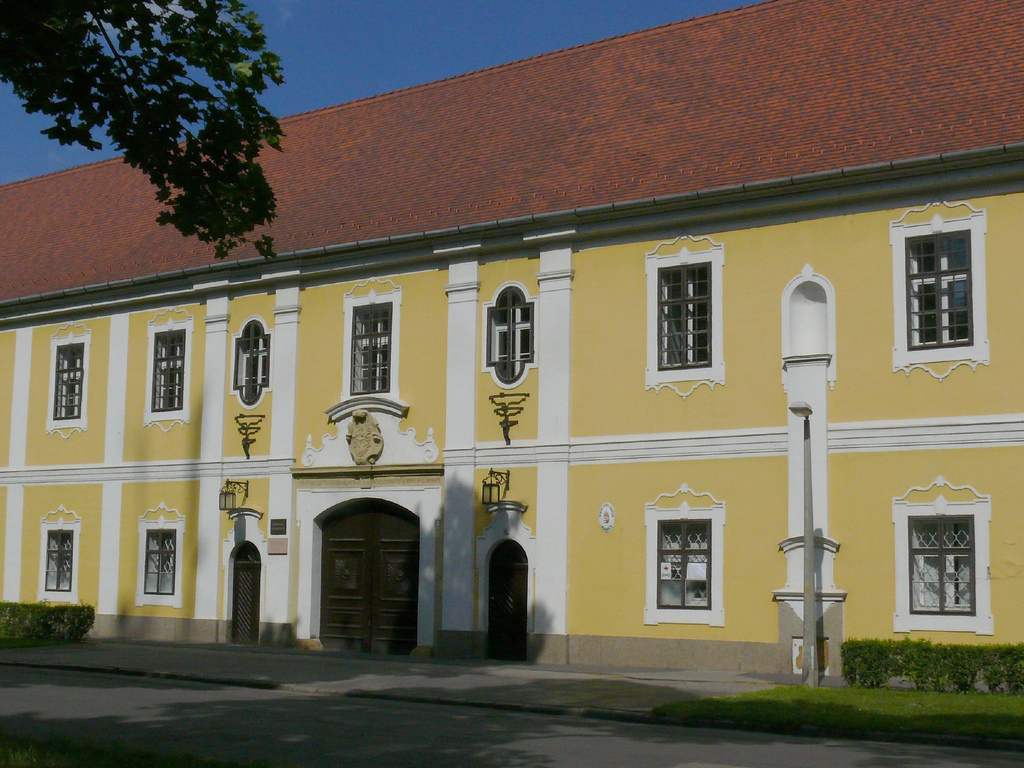
Kisfaludy Károly Gimnazium Mohácson

### Felsőoktatás

A Pécsi Tudományegyetem címere

A vármegye felsőoktatási kínálata kiemelkedő, és a térség egyik legfontosabb tudományos központja Pécs városa. A Pécsi Egyetem (PTE) a megyében található, és nemcsak Baranya megye, hanem az egész Dél-Dunántúl meghatározó felsőoktatási intézménye. Az egyetem története hosszú múltra tekint vissza, hiszen 1367-ben alapították, ezzel Magyarország első egyetemeként és az egyik legrégebbi európai felsőoktatási intézményként tartják számon. A Pécsi Egyetem alapítása tehát már a középkorba nyúlik vissza, és a magyar tudományos élet és kultúra egyik legfontosabb szereplőjévé vált az évszázadok során.
A Pécsi Egyetem azóta is meghatározó szereplője a hazai és nemzetközi felsőoktatási közösségnek. Jelenleg több karán kínál képzéseket, köztük bölcsészettudományi, jogi, orvosi, gazdasági, műszaki, informatikai és művészeti területeken. Az egyetem különösen híres az orvosi és egészségtudományi képzéseiről, valamint a műszaki és informatikai területeken végzett kutatásairól és fejlesztéseiről. A PTE nemcsak hazai, hanem nemzetközi szinten is elismert intézmény, számos partnerintézménnyel rendelkezik világszerte, és évente több ezer külföldi diák választja Pécset a tanulmányai helyszínéül.
A Pécsi Egyetem modern oktatási környezetet biztosít a hallgatók számára, és nagy hangsúlyt fektet a gyakorlati tudás megszerzésére is. Az egyetemen folyó kutatások nemcsak az oktatást, hanem a helyi gazdaságot és a tudományos közéletet is gazdagítják. Az egyetem különböző tudományos és kutatási központoknak ad otthont, amelyek a legújabb innovációk és felfedezések révén hozzájárulnak a tudományos világ fejlődéséhez.

A Pécsi Egyetem mellett Baranya megyében más felsőoktatási intézmények is találhatók, amelyek szintén magas színvonalú képzéseket kínálnak. A felsőoktatás Baranyában nemcsak az oktatás területén, hanem a kutatás és fejlesztés területén is jelentős szerepet játszik. Az egyetemek és főiskolák közvetlen kapcsolatban állnak a régió gazdaságával és iparágaival, elősegítve a helyi közösség fejlődését és a munkaerőpiac igényeinek kielégítését.

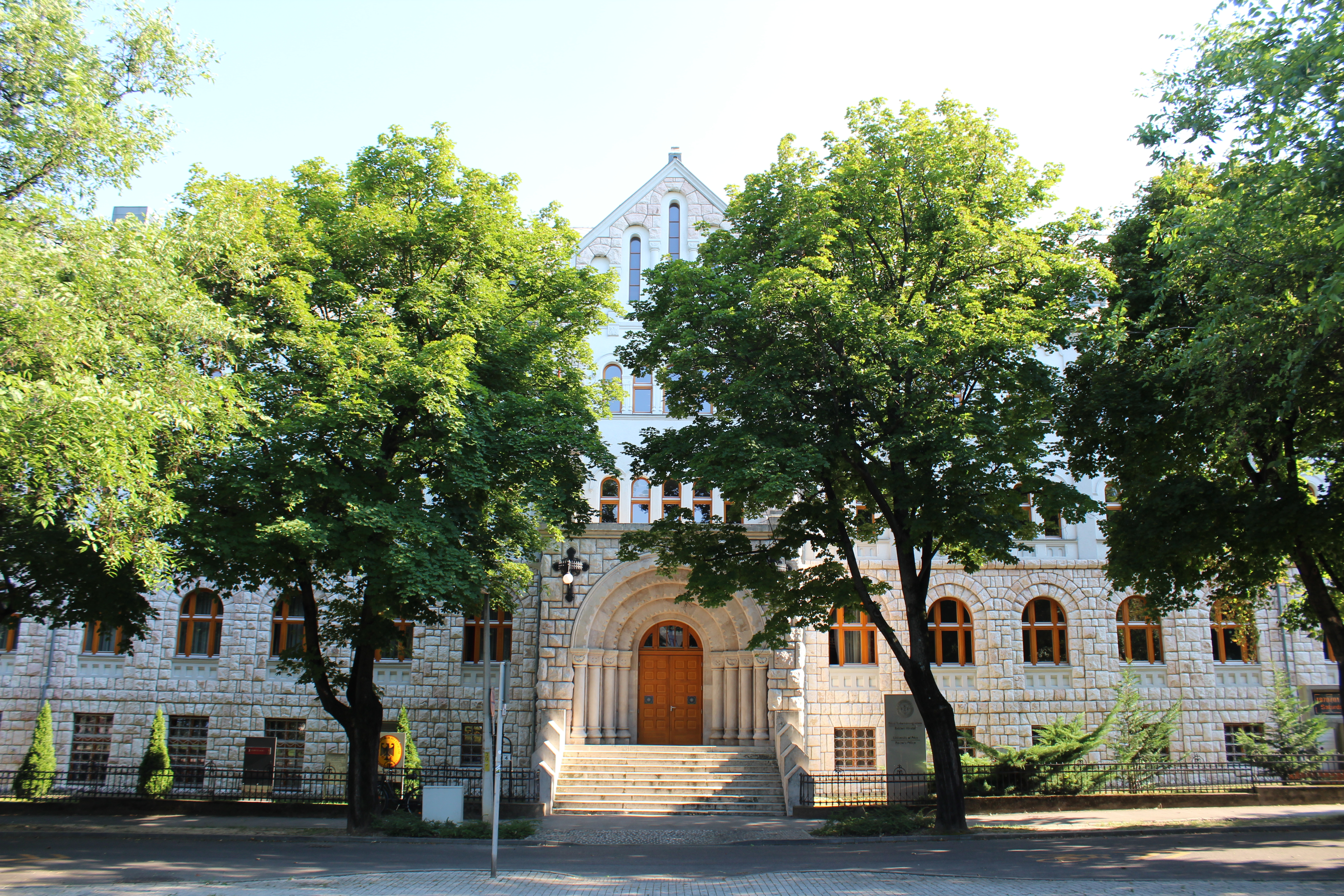
Az egyetem rektori kabinetje

## Sport

### Labdarúgás
Baranya megye labdarúgása jelentős múltra tekint vissza, és a sportág máig kiemelkedő szerepet játszik a térség életében. A Pécsi MFC a megye legismertebb futballklubja, amely az NB II-ben szerepel, és hosszú távú céljai között szerepel a legmagasabb osztályba, az OTP Bank Ligába való visszajutás. Az utánpótlás-nevelés szintén fontos szerepet tölt be, számos fiatal játékos kezdte pályafutását a megye kisebb csapataiban. A Magyar Labdarúgó Szövetség helyi igazgatósága rendszeresen szervez amatőr és utánpótlás-bajnokságokat, amelyek elősegítik a sport népszerűsítését. Az elmúlt években több modern műfüves pálya és futball-létesítmény épült a TAO támogatások révén, amely nagyban hozzájárul a sport fejlődéséhez.

Pécsi MFC logója

### Kosárlabda
A kosárlabda is népszerű sport Baranyában, különösen Pécsett, ahol a Pécsi VSK-VEOLIA NB I-es csapata képviseli a régiót a legmagasabb szinten. Az egyesület nagy hangsúlyt fektet az utánpótlás-nevelésre, fiatal tehetségek számára nyújtva lehetőséget a fejlődésre. A női kosárlabda is jelentős múlttal bír, a PINKK-Pécsi 424 az NB I-ben versenyez, és korábban európai szinten is kiemelkedő eredményeket ért el. A sportág népszerűsége folyamatosan növekszik, köszönhetően a helyi közösségek elkötelezettségének.

PVSK-Panthers logója

### Kézilabda
A kézilabda Baranya megye egyik legdinamikusabban fejlődő sportága. Pécs és Mohács városában is több kézilabda-egyesület működik, amelyek mind az amatőr, mind az ifjúsági szinten aktívak. Az utánpótlás-fejlesztés és a regionális bajnokságok szervezése jelentős szerepet játszik abban, hogy a sportág a fiatalok körében egyre népszerűbbé váljon.

### Egyéb sportágak
Az ökölvívás Baranyában is kiemelkedő szerepet kapott, különösen Pécsett, ahol több országosan is elismert sportoló kezdte pályafutását. A megye sportéletében emellett jelentős helyet foglal el a röplabda és a vívás is, amelyek számos ifjúsági és amatőr bajnoksággal gazdagítják a helyi sportéletet. A szabadidősportok, például a futás és a kerékpározás népszerűsége szintén növekszik, amit a megye festői tájai is elősegítenek.

### Sportesemények és létesítmények
Pécs a megye sportéletének központja, ahol számos modern sportlétesítmény található. Az egyik legismertebb a Lauber Dezső Sportcsarnok, amely többek között kosárlabda-mérkőzések és egyéb sportesemények helyszíne. A megye kisebb települései is otthont adnak különféle helyi és regionális sporteseményeknek, amelyek hozzájárulnak a közösségek összetartásához és a sport népszerűsítéséhez. Az aktív sportélet és a folyamatos infrastrukturális fejlesztések biztosítják, hogy Baranya megye a jövőben is meghatározó szereplője legyen Magyarország sportéletének.

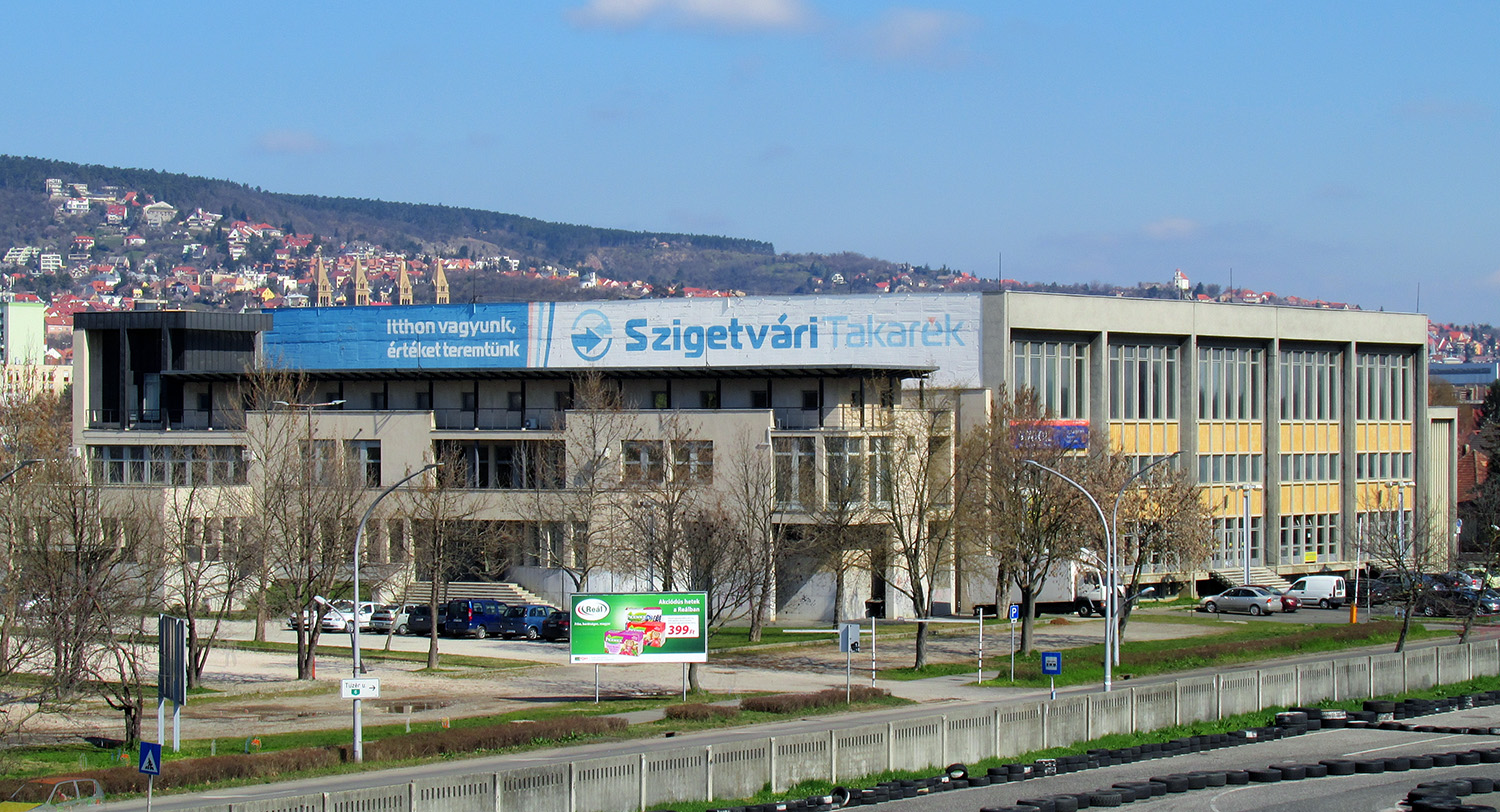
Lauber Dezső Sportcsarnok

## Infrastruktúra és közlekedés

### Autópályák
Baranya megye közlekedési infrastruktúrája jól fejlett, a térséget több jelentős autópálya és főútvonal szeli át. A megye fő közlekedési gerincét az M6-os autópálya adja, amely Budapestet köti össze Pécs városával, és továbbhalad dél felé, kapcsolódva az országhatárhoz. Az M60-as autópálya Pécsről indulva Kaposvár irányába biztosít gyors és kényelmes elérést.
| Út | Európai út | Érintett települések, nagyobb kereszteződések                                                         | Hossz     | Hossz     | Hossz | Hossz     | Térkép |
| Út | Európai út | Érintett települések, nagyobb kereszteződések                                                         | Teljes    | Elkészült | Épül  | Tervezett | Térkép |
| -- | ---------- | --- | --------- | --------- | ----- | --------- | ------ |
|    |            | Budafok-Tétény (M0) – Dunaújváros (M8) – Szekszárd (M9) – Bóly (M60 / M90) – Ivándárda / Horvátország | 194 km    | 186 km    | 8 km  | —         |        |
|    |            | Bóly (M6) – Pécs – Szigetvár (M90) – Barcs / Horvátország                                             | 97 km     | 31 km     | 0 km  | 66 km     |        |
|    |            | Hollád (M7 / M76) – Kaposvár – Szigetvár (M60), majd Bóly (M6 / M60) – Tompa – Szeged (M5 / M43)      | 90+131 km | 0 km      | 0 km  | 90+131 km |        |

### Főútak
A megye további fontos közlekedési útvonalai közé tartozik az 57-es főút, amely Mohácsot köti össze Pécsel, valamint az 58-as főút, amely a horvát határhoz vezet, fontos nemzetközi kapcsolatot biztosítva. Az 66-os főút Sásdon keresztül Dombóvár felé nyújt közlekedési kapcsolatot.
| Út | Érintett települések | Hossz   | Térkép |
| -- | --- | ------- | ------ |
|    | Pécsvárad – Pécs – Szentlőrinc – Szigetvár | 262 km  |        |
|    | Dunaszekcső – Bár – Mohács – Kölked – Sátorhely – Udvar | 61 km   | –      |
|    | Mohács – Lánycsók – Babarc – Szajk – Versend – Monyoród – Szederkény – Belvárdgyula – Birján – Lothárd – Szemely – Kozármisleny – Pécs                             | 44,5 km | –      |
|    | Pécs – Pogány – Szalánta – Túrony – Harkány – Drávaszabolcs | 33 km   | –      |
|    | Pécs-Meszes – Mánfa – Komló-Sikonda – Magyarszék – (Magyarhertelend) – (Bodolyabér) – (Liget) – Oroszló – (Felsőegerszeg) – (Vázsnok) – Sásd – Baranyajenő – Gödre | 54,3 km | –      |
|    | Szigetvár – Szentlászló – Boldogasszonyfa | 90 km   | –      |
|    | Meződ – Sásd | 15,4 km | –      |

### Vasúti közlekedés

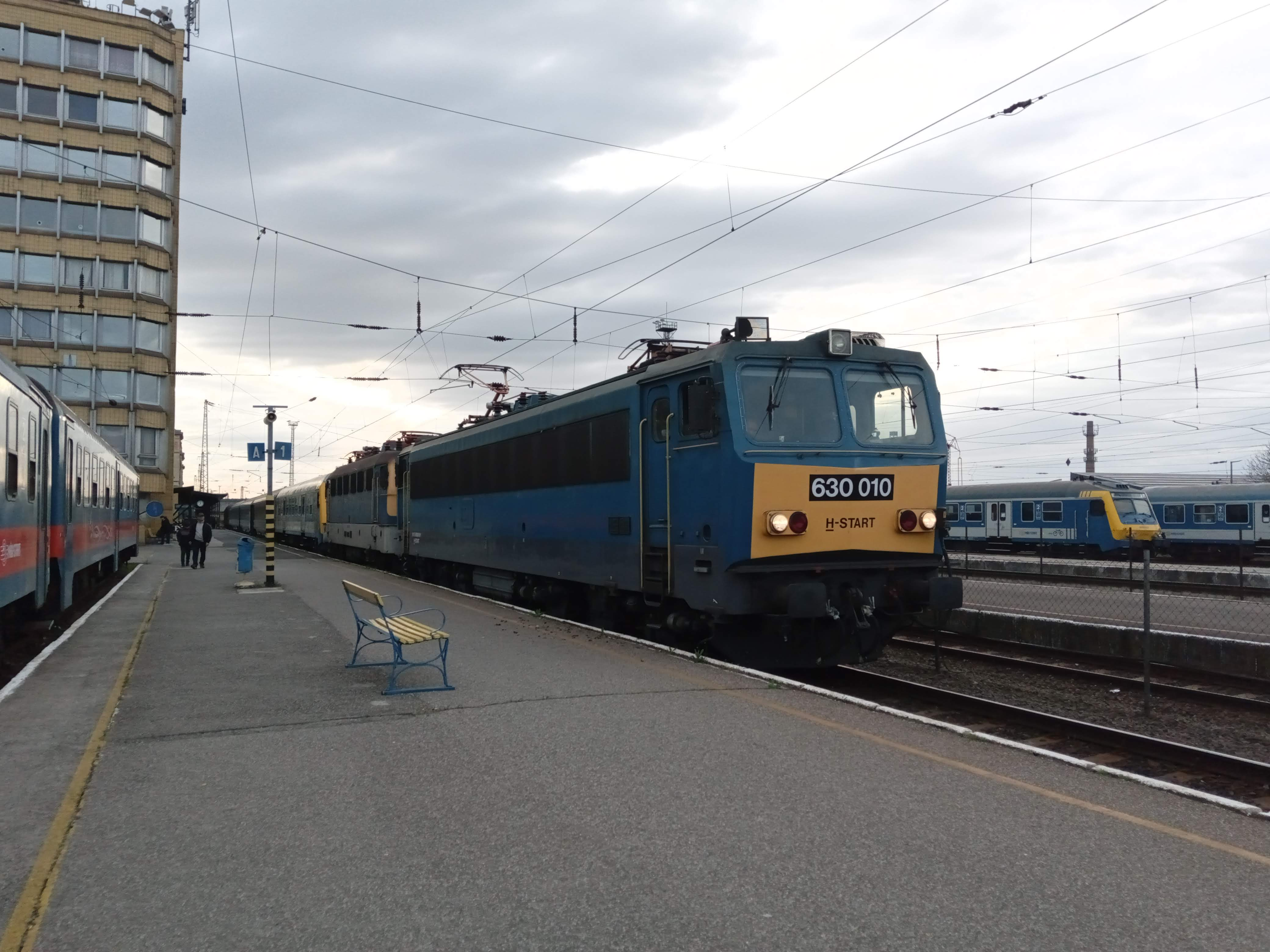
Dráva InterCity indulásra készen Pécsen

Baranya vasúthálózata a megyeszékhely, Pécs köré szerveződik. A várost több vasútvonal is összeköti a fővárossal és más régiókkal. Az egyik legfontosabb vonal a Budapest–Pécs vasútvonal, amely gyors és kényelmes utazást biztosít az utasoknak. A megye vasúthálózata kapcsolódik a nemzetközi hálózathoz is, különösen a horvát határ mentén, elősegítve a nemzetközi árufuvarozást.

### Légi közlekedés

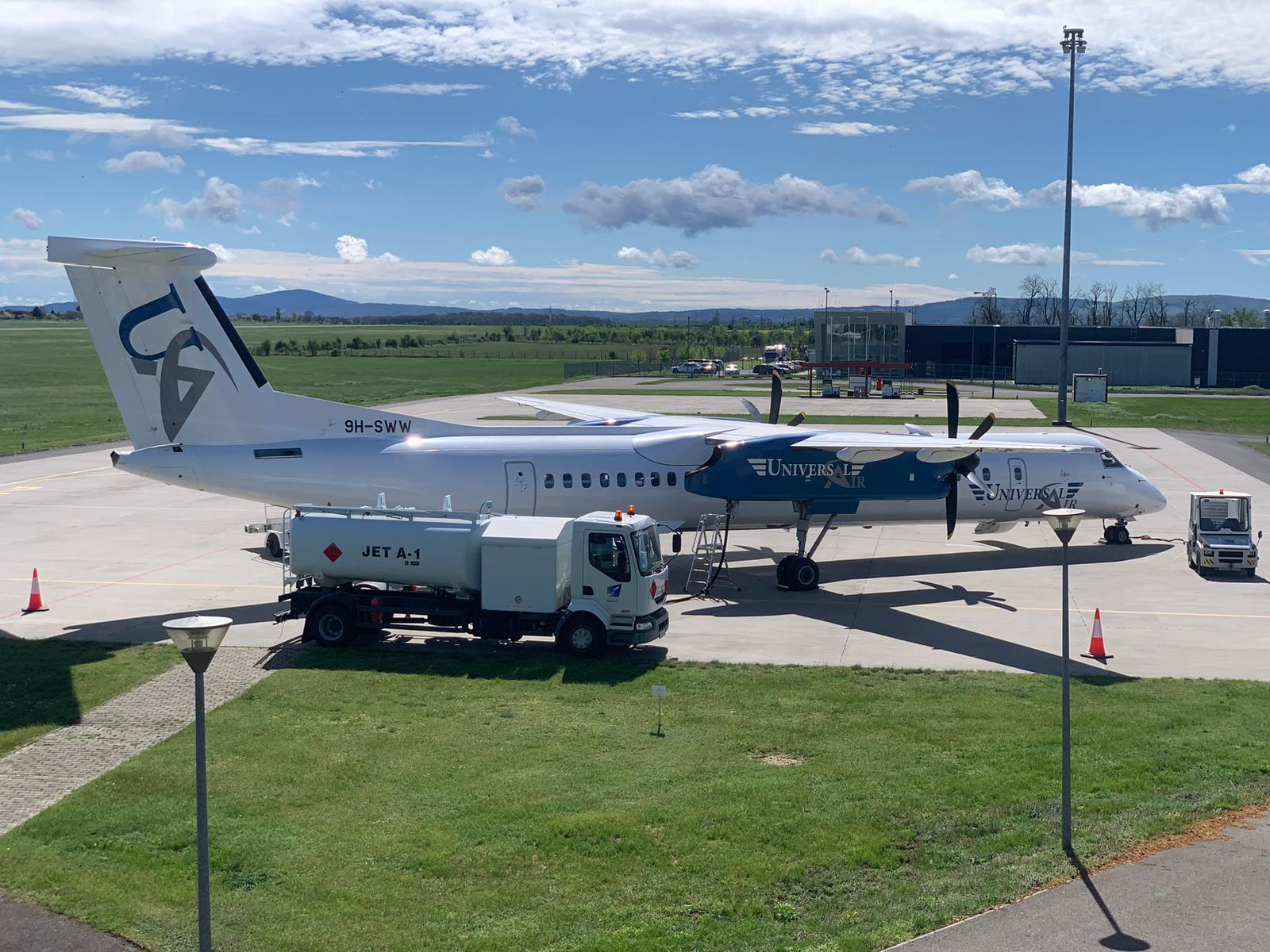
Pécs-Pogány repülőtér

Pécs közelében található a Pécs-Pogány repülőtér, amely elsősorban regionális szerepet tölt be. Bár nemzetközi forgalma korlátozott, a repülőtér fontos szerepet játszik a helyi üzleti és magánrepülések terén, valamint időszakosan charterjáratok is indulnak.

### Magyar–horvát határátkelőhelyek
- Drávaszabolcs – Alsómiholjác
- Beremend – Petárda
- Udvar – Dályok
- Ivándárda – Baranyavár

## Híres szülöttei
- Skóciai Szent Margit (Mecseknádasd, 1047. június 10. – Edinburgh, Skócia, 1093. november 16.) magyar származású skót királyné, aki III. Malcolm második feleségeként nagy befolyást gyakorolt a kora középkori Skócia egészére
- Mitterpacher Dániel Antal (Pécsvárad, 1745. június 4. – Pest, 1823. február 19.) római katolikus pap, cikádori apát, skutari választott püspök, császári és királyi valóságos tanácsos
- Zsolnay Vilmos (Pécs, 1828. április 19. – Pécs, 1900. március 23.) keramikusművész, nagyiparos, a pécsi Zsolnay porcelángyár felfejlesztője
- Hamerli János (Pécs, 1840. február 28. – Pécs, 1895. május 11.) Magyarország első kesztyűgyárának alapítója
- Victor Vasarely (Pécs, 1906. április 9. – Párizs, 1997. március 15.) magyar–francia festő, szobrász, az optikai festészet, vagy „op-art” legjelentősebb képviselője
- Tímár Éva (Siklós, 1940. október 12. –) Jászai Mari-díjas magyar színésznő, érdemes és kiváló művész
- Sólyom László (Pécs, 1942. január 3. – Budapest, 2023. október 8.) magyar jogtudós, egyetemi tanár, a Magyar Tudományos Akadémia rendes tagja, a Magyar Köztársaság korábbi elnöke
- Dunai Tamás (Mohács, 1949. július 10. – Budapest, 2023. február 22.) Jászai Mari-díjas magyar színész, érdemes és kiváló művész, a Halhatatlanok Társulatának örökös tagja
- Eötvös József (Pécs, 1962. október 15. –) Artisjus- és Liszt Ferenc-díjas magyar gitárművész, zeneszerző, a budapesti Liszt Ferenc Zeneművészeti Egyetem tanszékvezető egyetemi tanára
- Sümegi Eszter (Mohács, 1965. április 10.) Kossuth-díjas magyar opera-énekesnő (szoprán), érdemes és kiváló művész
- Frei Tamás (Pécs, 1966. május 21.) magyar újságíró, író, műsorvezető, üzletember
- Lovasi András (Pécs, 1967. június 20. –) Kossuth-díjas magyar zenész, énekes. A Kispál és a Borz együttes énekese
- Matyi Dezső (Siklós, 1968. március 27.–) magyar könyvkiadó, a pécsi Direkt Kft, az Alexandra Kiadó, az Alexandra könyváruház hálózat tulajdonosa
- Kárász Róbert (Szigetvár, 1969. november 1. – ) a Duna Médiaszolgáltató kreatív igazgatója
- Erős Antónia (Szigetvár, 1970. október 2. –) magyar újságíró, televíziós műsorvezető
- Vujity Tvrtko (Pécs, 1972. szeptember 24. –) Joseph Pulitzer-emlékdíjas horvát származású magyar író, újságíró, Magyarország népszerű televíziós riportere
- Kamarás Iván (Pécs, 1972. december 22. –) Jászai Mari-díjas magyar színész. Édesanyja Uhrik Teodóra Kossuth-díjas táncművész
- Szabó Mónika (Pécs, 1975. december 24. –) magyar karmester
- Szél Bernadett (Pécs, 1977. március 9. –) magyar közgazdász, politikus, 2012–2022 között országgyűlési képviselő. 2013–2018 augusztusa között a a Lehet Más a Politika párt társelnöke, a 2018-as országgyűlési választáson a párt miniszterelnök-jelöltje
- Gera Zoltán (Pécs, 1979. április 22. –) magyar válogatott labdarúgó, posztját tekintve középpályás. Jelenleg a Kecskeméti TE vezetőedzője
- Michelisz Norbert (Himesháza, 1984. augusztus 8. –) A 2019-es túraautó-világkupa, valamint 2023-as és a 2024-es TCR-világsorozat győztese ès a 2017-es túraautó vilàgbajnoksàg ezüstèrmese
- Jakabos Zsuzsanna (Pécs, 1989. április 3. –) Európa-bajnok magyar úszó, olimpikon
- Hosszú Katinka (Pécs, 1989. május 3. –) háromszoros olimpiai, huszonhatszoros világ- és harmincötszörös Európa-bajnok, magyar úszónő

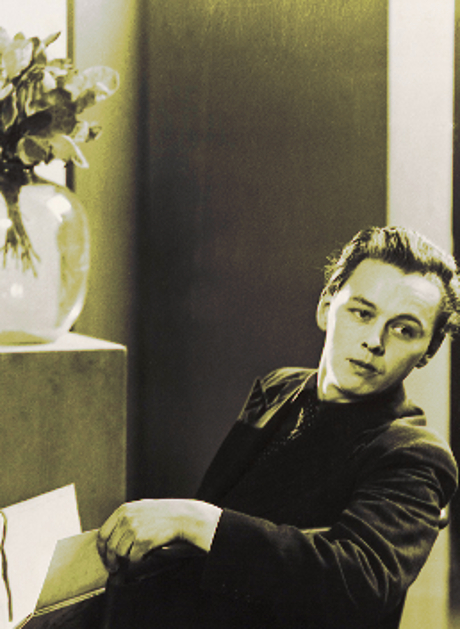
Victor Vasarely
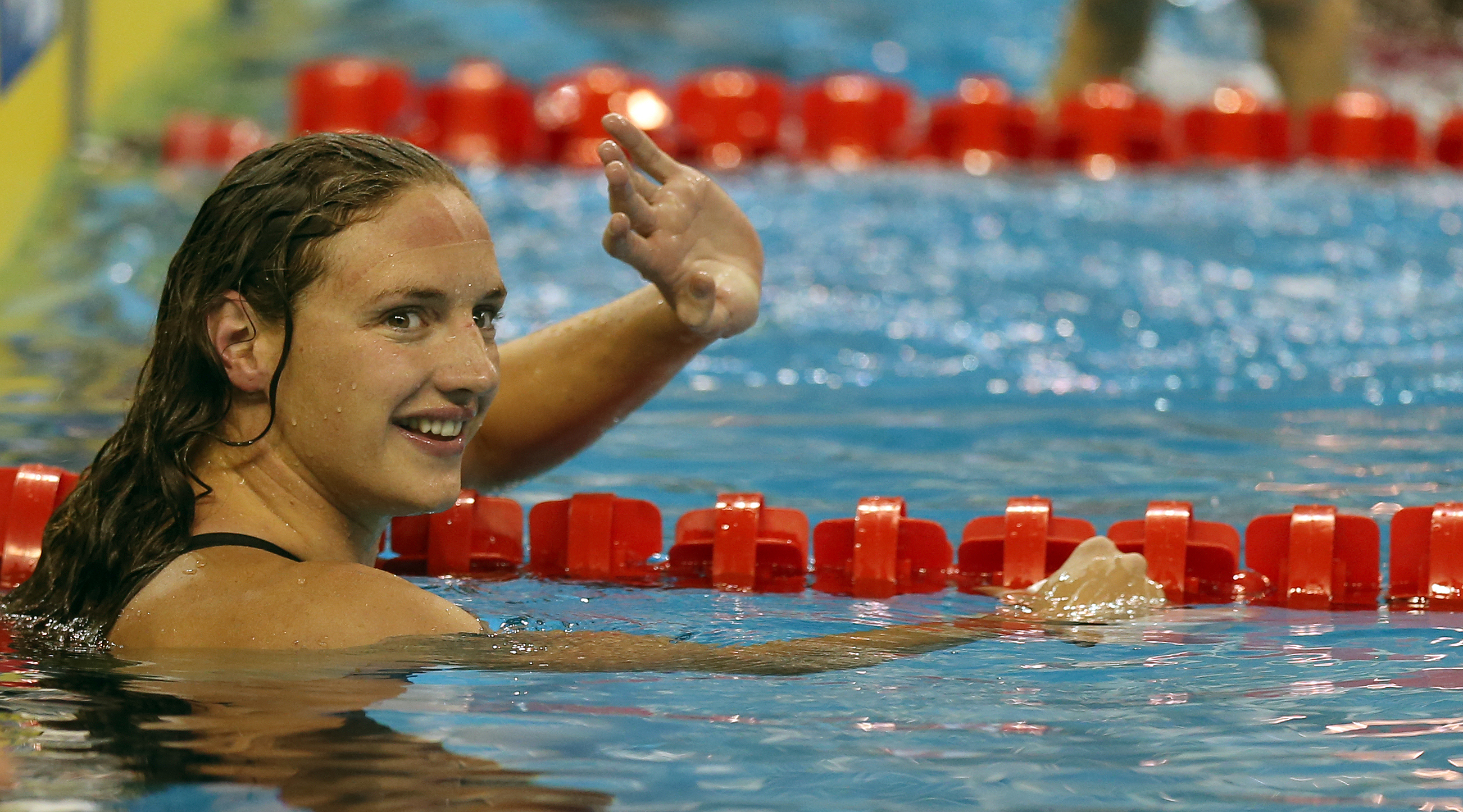
Hosszú Katinka
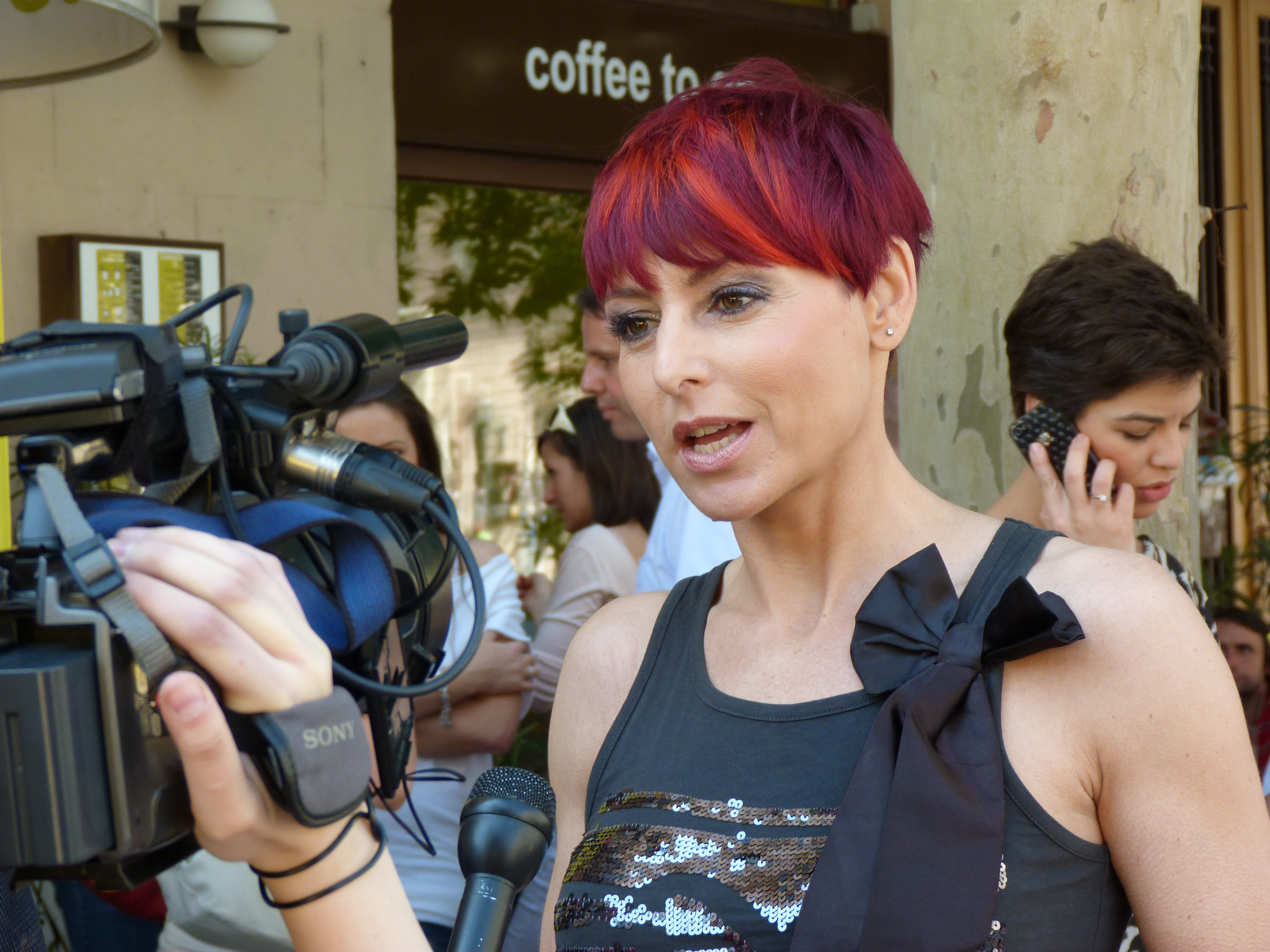
Erős Antónia
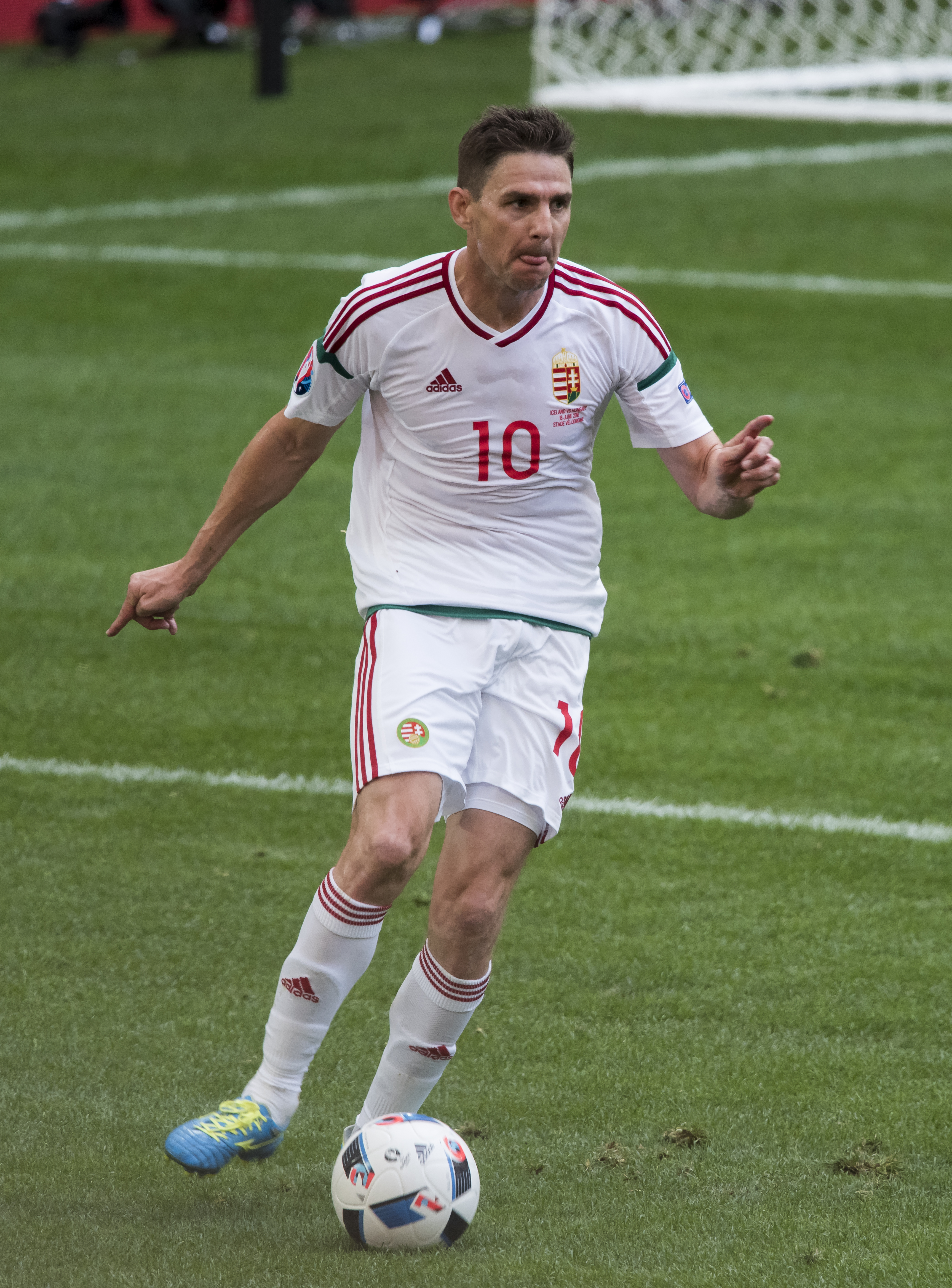
Gera Zoltán
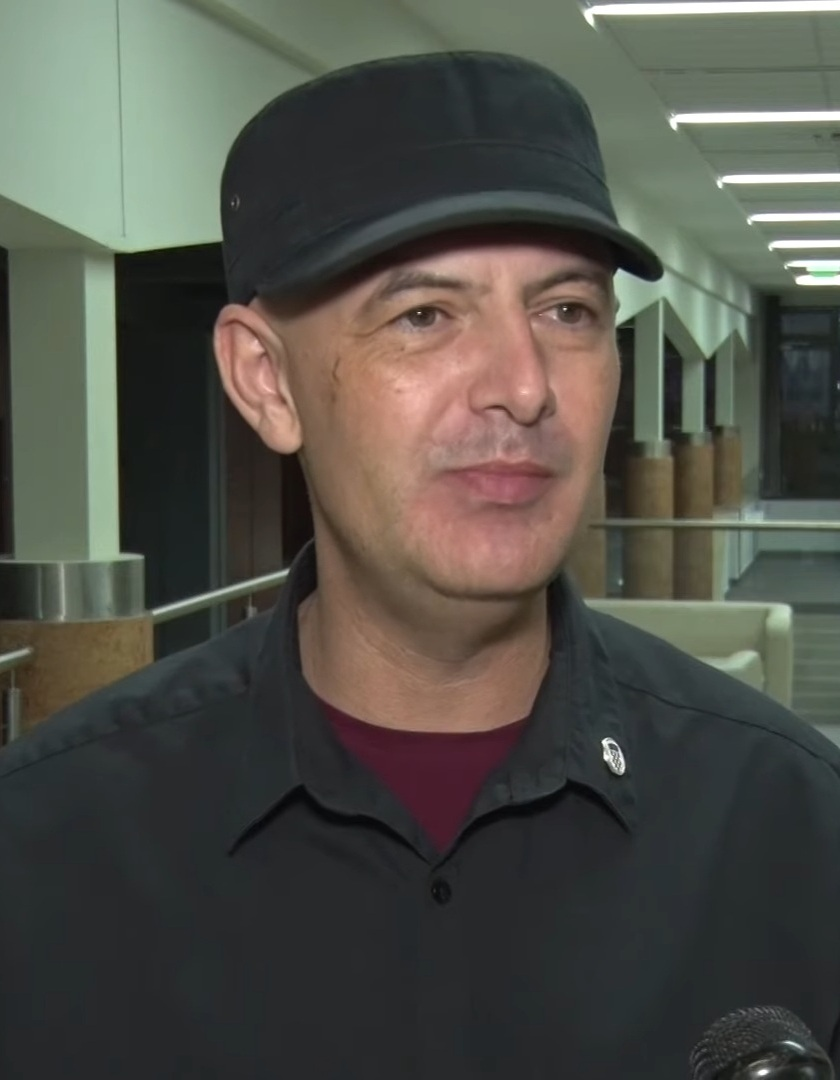
Vujity Tvrtko

## Kultúra
Lásd még:
- Pécs kulturális élete
- Baranya vármegyei múzeumok listája

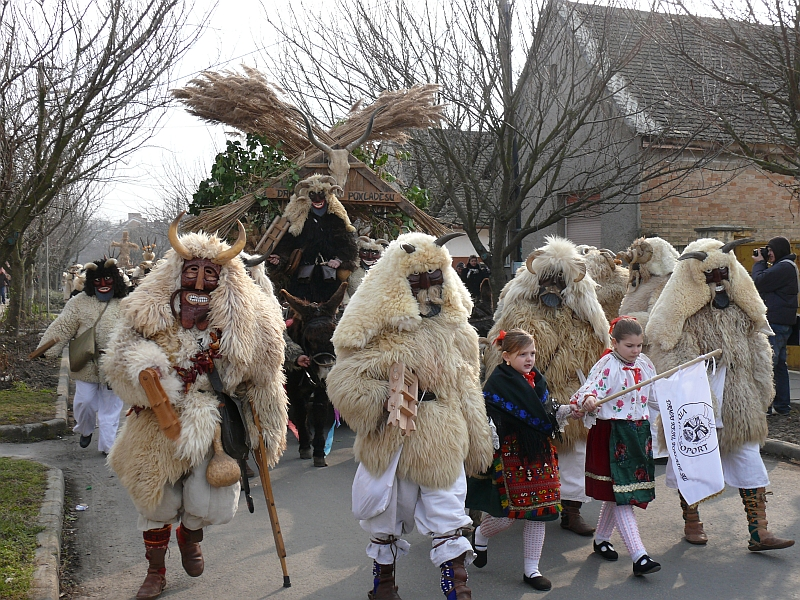
Busójárás 2009-ben Mohácson

- Baranya vármegyei kulturális programok listája

### Turizmus

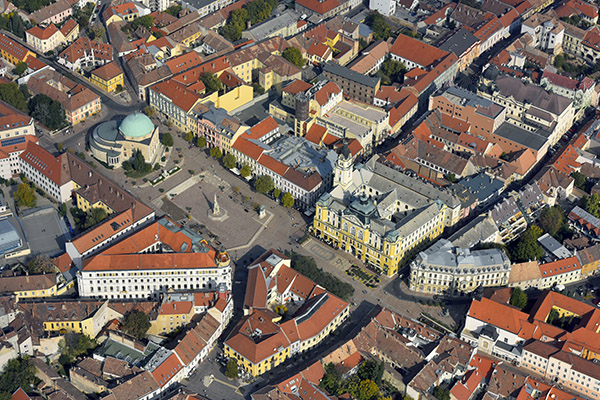
Pécs belvárosa

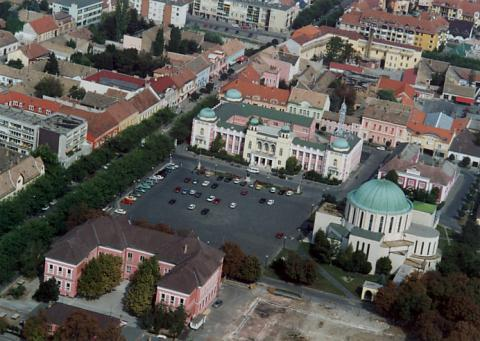
Mohács belvárosa

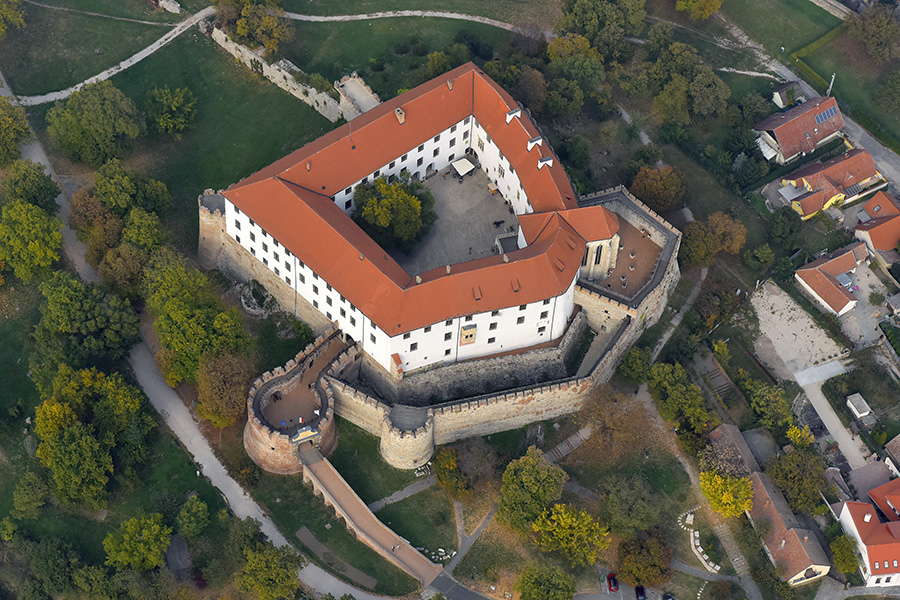
A siklósi vár

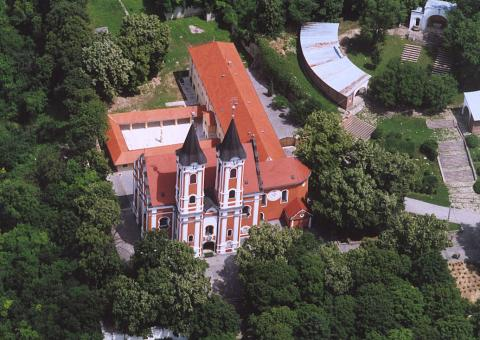
A máriagyüdi kegytemplom

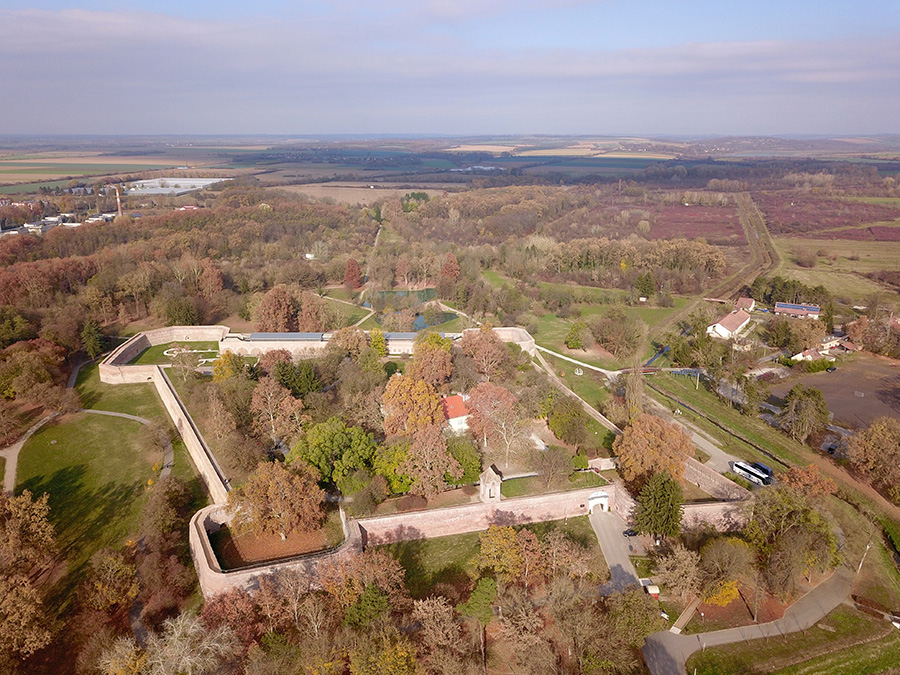
Szigetvári vár

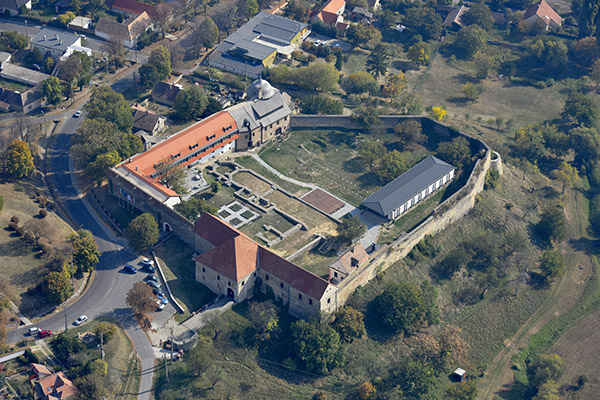
Pécsváradi bencés kolostor

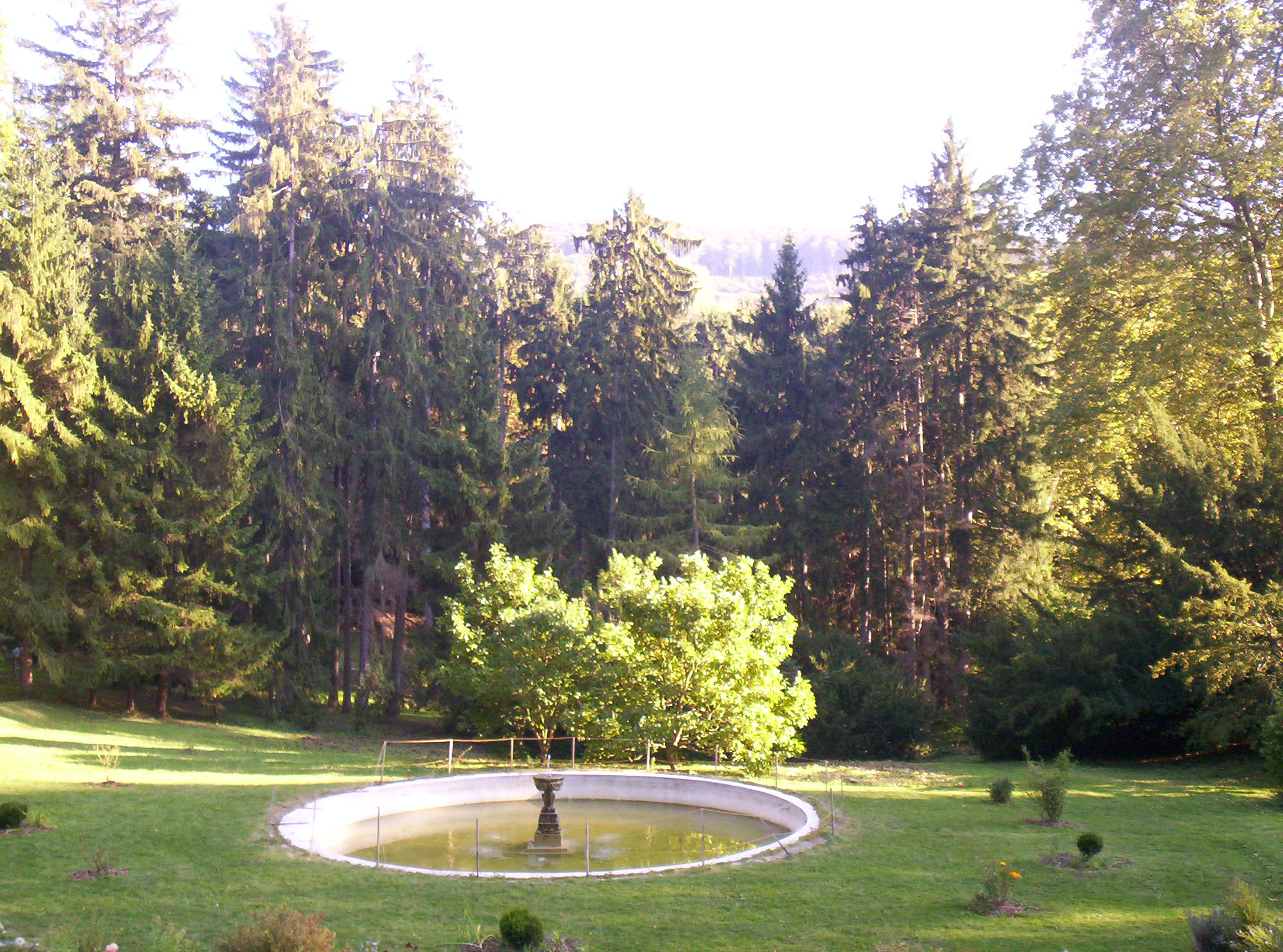
A püspökszentlászlói arborétum

Pécs
A turisztikai régió legfőbb látnivalóját a régió székhelye jelenti. Utcáin sétálva feltárul előttünk húsz évszázad történelme, egymásra rakódott-rétegződött hagyatéka: a római kori elődváros nyomai, a 4. századi ókeresztény nekropolisz, az első magyarországi egyetem, a fallal határolt középkori belváros, a török dzsámik és mecsetek (Jakováli Hasszán dzsámija, Gázi Kászim pasa dzsámija, Ferhád pasa dzsámija, Idrisz Baba türbéje), a német polgárházak, a Dóm épületegyüttese, a Zsolnay-negyed, a skandináv típusú lakótelep – Európa történelmének kulturális egyvelege. 2010-ben Pécs lesz Európa egyik kulturális fővárosa. Pécsett jelenleg több mint 250 műemlék található. Egész évben kulturális programok sokasága várja a szórakozni vágyó embereket. Főleg nyáron érik egymást a fesztiválok. Gyűjteményei – Modern Magyar Képtár, Csontváry Múzeum, Martyn Ferenc Múzeum, Victor Vasarely Múzeum, Amerigo Tot Múzeum, Schaár Erzsébet: „Utca” –, városi és magángalériái a 20. századi magyar művészet egyedülállóan teljes bemutatását kínálják.
A város fő turisztikai célpontjai a világörökség részét képező Ókeresztény sírkamrák, a Széchenyi tér és nevezetességei, a Király utca, a Pécsi Nemzeti Színház, a dóm alatti Sétatér és Szent István tér, a szerelmesek lakatjai, a Jókai tér és a belváros színpompás Zsolnay tetői.
A kalandvágyóbb turista felmehet a Mecsekbe, a Misina csúcsán álló, közel 200 méteres Pécsi tévétoronyba, a Pécsi Állatkertbe és utazhat a 2009-ben felújított Mecseki kisvasúton.
Mohács
Magyarország legdélebbi Duna-parti és a megye harmadik legnépesebb települése. A város egyik legfőbb nevezetessége az évente megrendezett busójárás, melynek idejére több ezren látogatnak el Mohácsra. A várostól délre történt 1526. augusztus 29-én a történelmi jelentőségű csata, melynek során a szervezetlen magyar sereg megsemmisítő vereséget szenvedett a hatalmas túlerőben lévő török sereg ellen. Az elmúlt évtizedekben bizonyították be a csata valódi helyszínét. 1975-ben találtak az első tömegsírokat, majd 1976-ban, a 450. évfordulóra alakították ki a Mohácsi Történelmi Emlékhelyet. A héthektáros parkban Vadász György és Zalay Buda alkotásai láthatók. A bejáratot, a díszkaput Pölöskei József ötvösművész készítette. A kapubéllet zárókő nélküli, rácsszerkezetének elemei emberi csontok képzetét kívánja kelteni. A parkban a tömegsírokat amfiteátrum-szerűen emelkedő sétányok veszik körbe. 120 jelképes kopjafa vagy sírjel áll az emlékparkban.
Siklós
Büszkesége a siklósi vár, mely 18. századi fennmaradt formájával az ország egyik legépebben megmaradt várkastélya. Tulajdonosai többször átépítették, gótikus, reneszánsz és barokk stílusjegyek egyaránt fellehetők rajta. A vártörténeti kiállítás, Gádor István kerámia kiállítása illetve a kesztyű kiállítás egyaránt megtekinthető falai közt. Kanizsai Dorottya szobra a várárokban áll. A várkápolna 14-15. századi belső tere ugyancsak figyelmet érdemel.
Máriagyűd
A Siklóssal összeépült településen áll az egyik legnevesebb katolikus zarándokhely kegytemploma, a Máriagyűdi Bazilika. Hivatalosan VII. Piusz pápa ismerte el zarándokhelynek 1805-ben. A ferencesek építette és a Sarlós Boldogasszonynak szentelt barokk kegytemplomot 1964-ben újították fel belülről, 1972-ben kívülről, az oltárok felújítása 1981-ben kezdődött. A kereszt alaprajzú mai templom 1742-ben épült, Batthyányi Kázmér gróf, horvát bán adományából.
Szigetvár
Említésre méltó történelmi központja és a szigetvári vár. Szigetvár erődítményrendszere magába foglalta a virágzó települést is. 1463-ban a Garai-, 1471-ben az enyingi Török család birtokába került. Az 1526-os vesztes mohácsi csata után katonai jelentősége megnőtt, mivel útjában állt a nyugati irányban előretörő török hódítóknak. 1541-ben I. Szulejmán török szultán elfogatta Bálint urat, Török Bálint felesége átadta a végvárat Habsburg Ferdinándnak. 1561-ben a vár élére főkapitányként Zrínyi Miklós került, s kialakította a négy részből álló szigeti védőrendszert. Szulejmán szultán 1566-ban foglalta el.
Pécsvárad
A váráról híres település. Az épület az államalapítás korának emléke, mely Asztrik püspököt idézi. A vár és a romkert a román, gótikus és reneszánsz monostor emlékeit őrzi. A Nagyboldogasszony-templom 1767-ben épült rokokó oltárokkal, szószékkel és berendezéssel. A Mindenszentek-kápolna a 12. századból, református templom 1785-ből való. A Városházát (A Szentháromság téren) 1857-ben építette neogótikus stílusban Gianone Ágoston svájci olasz származású építész. Figyelmet érdemel még Szabó László 1956-os emlékműve.
Az Ormánság népi építészetének emlékei: 
A terület a Dráva árterületén, a Dráva-sík kistáj része. Baranyára jellemző aprófalvas vidék. Legnagyobb települései Vajszló és Sellye. Lakossága hagyományosan református. Egyedülálló festett kazettás templomaik (Drávaiványi, Adorjás, Kórós, Kovácshida) az ősi magyar jelképrendszer elemeit hordozzák.
Zselic (Baranya megyei települései) népi emlékei: 
Ibafán különleges élményt kínál az egyedülálló Janus Pannonius Múzeum által létrehozott pipatörténeti kiállítás, az Ibafai Pipamúzeum. A pipagyűjteményen kívül megtalálhatók egyéb dohányzással kapcsolatos kellékek, mint pl.:pipatömők, díszes dohány-, cigaretta- és gyufatartók. Magyarlukafa, Almamellék, Szentlászló, Boldogasszonyfa.
A Kelet-Mecsek építészetének emlékei: 
Egyike a Mecsek hegység három fő tömbjének. Nagyjából a Magyaregregy, Komló, Hosszúhetény, Pécsvárad és Mecseknádasd határolta területen fekszik, jórészt Baranya megyében, de átnyúlik Tolna megyébe is. Legmagasabb pontja – és egyben a Mecsek legmagasabb csúcsa a 682 méter magas Zengő. Gyakorlatilag egész területe védett, a 2007-ben 30 éves Kelet-Mecsek Tájvédelmi Körzet része. A tájegység aprófalvai a múltat idéző érintetlen faluképet mutatnak (Kisújbánya, Óbánya, Püspökszentlászló). Kedvelt kirándulóhely a Zengő csúcsa, Hosszúhetény felől útközben a pincefalu és a bárányles népszokás keresztje, a csúcson kilátó és Zengővár romjai, Püspökszentlászló a püspöki kastéllyal, az arborétummal, a templommal és a Szent László-szoborral, a Mecseknádasd és Óbánya közti Rékavár vagy Rákvár, Magyaregregy közelében a Márévár, a zengővárkonyi szelídgesztenyés Rockenbauer Pál sírjával.

### Természeti örökség
A megye számos védett természeti értéket rejt: abaligeti cseppkőbarlang, Szársomlyói természetvédelmi terület a villányi kőbánya őslénybemutatója.

### Egészségturizmus: gyógy- és wellnessturizmus
A gyógyturizmus központjai a harkányi, sikondai és szigetvári gyógyfürdők.
- Harkányi Gyógy- és Strandfürdő vagy Baranya Megyei Önkormányzat Gyógyfürdőkórháza – Harkány: Kiemelt országos minősítésű gyógyfürdő. A termálkutak a fürdő területén helyezkednek el, 62 C-fokos vizet szállítanak. Víz összetétele: alkáli-hidrogénkarbonátos, a kénes vizek csoportjába tartozik. Harkányt fürdője révén a "Reumások Mekkája" néven emlegetik. A 180 esztendős létesítmény víze a reumatikus panaszok, ízületi gyulladások, operációk utáni mozgáskorlátozottság, törések és idült bőrbetegségek gyógyítására szolgál, és baleseti utókezelések céljára is hasznosítják.
- Hullám Uszoda, Strand- és Gyógyfürdő – Pécs: 1935-ben alapított létesítmény, a szabadtéri strandunkon felszerelt hullámoztató berendezésről kapta, része a Abay Nemes Oszkár sportuszoda 50 m2 vízfelülettel, Búvárbébi Úszóiskolával. Hagyományos fürdési lehetőséget a Hullám Egészségmegőrző Paradicsomban találnak a fürdőzők. A Hullámfürdő a gyógyászati szolgáltatásai révén gyógyfürdő is.
- Szigetvári Termál- és Gyógyfürdő – Szigetvár: 62 fokos gyógyvíze 800 méteres mélységből tört fel 1966-ban, nátrium-kloridos alkáli-hidrogén-karbonátos magas fluorid tartalmú víz, mely főleg a mozgásszervi illetve reumatikus panaszok enyhítésére használható. Fluorid tartalma a csontritkulás lassítását segíti elő idős korban.
- Siklósi Thermal Spa

### Üdülőturizmus
Kedvelt üdülőhelyek a megye tavai közül az Abaligeti-tó, az orfűi tavak és a pécsváradi Dombay-tó.

### Rendezvények
A megye turisztikaiprogramjai között említésre méltó az októberben tartott villányi borfesztivál és pécsváradi leányvásár.

Az ökoturizmus kedvelőinek érdemes ellátogatniuk Gyűrűfű településre.

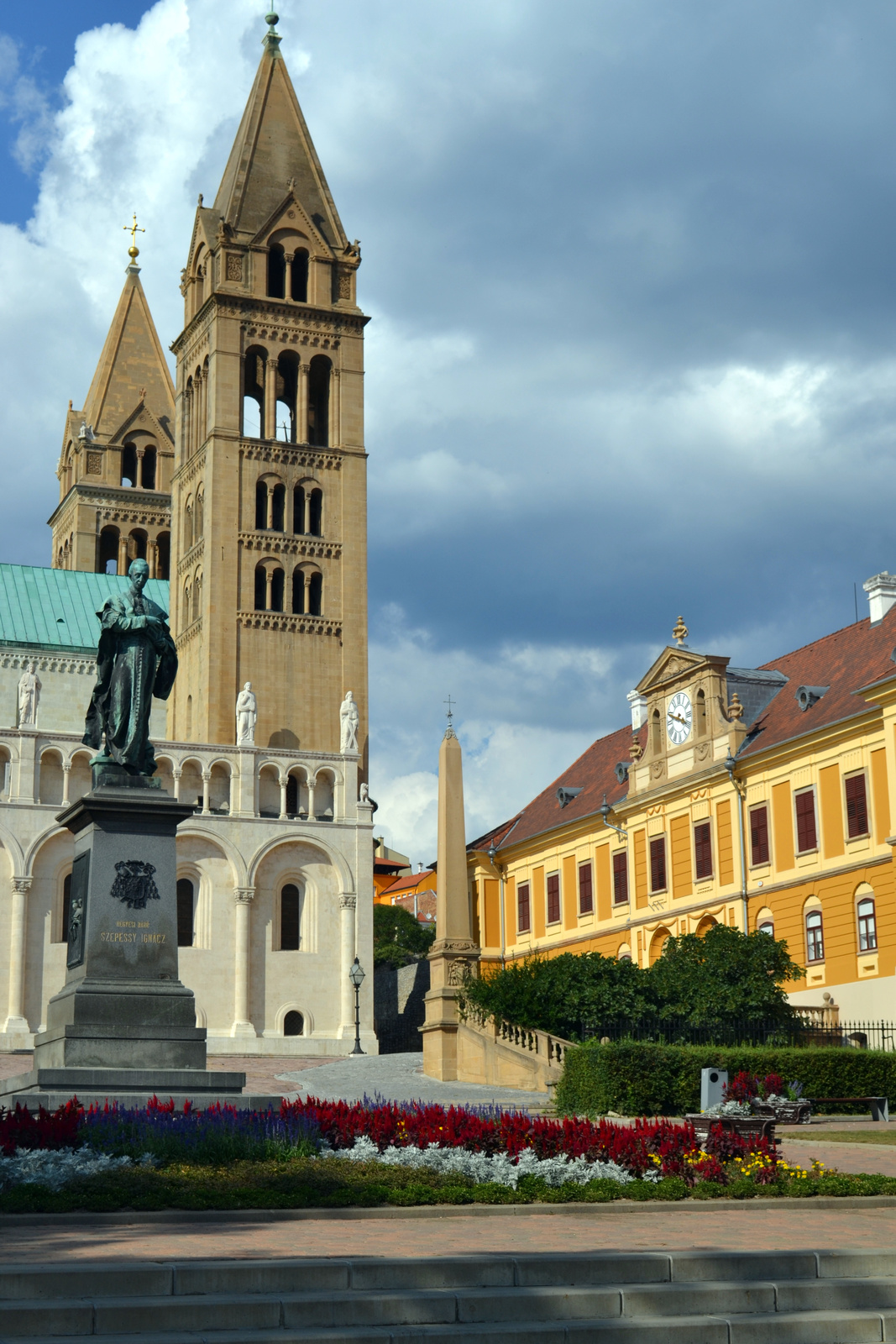
Pécs, a vármegyeszékhely
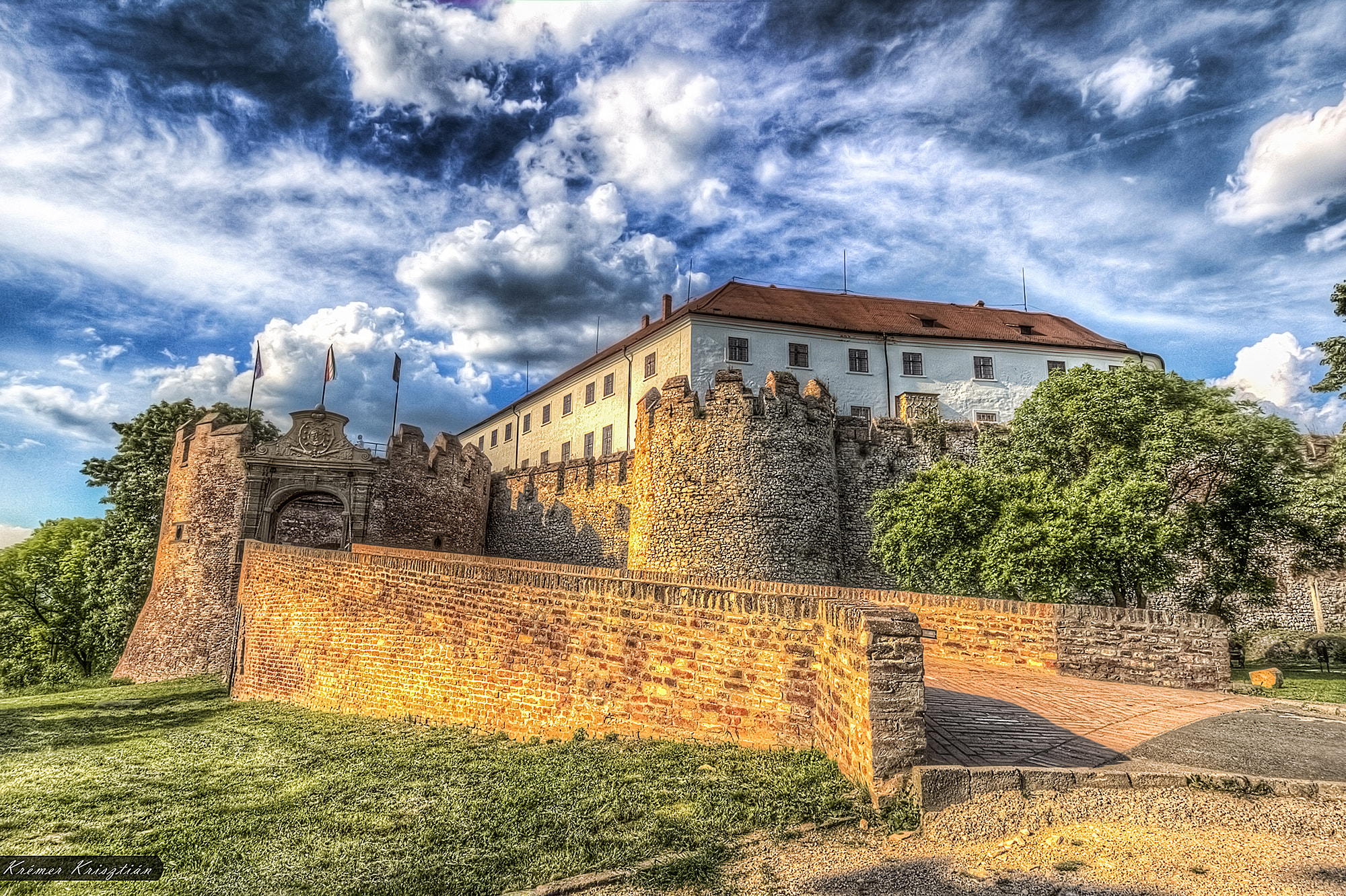
A siklósi vár
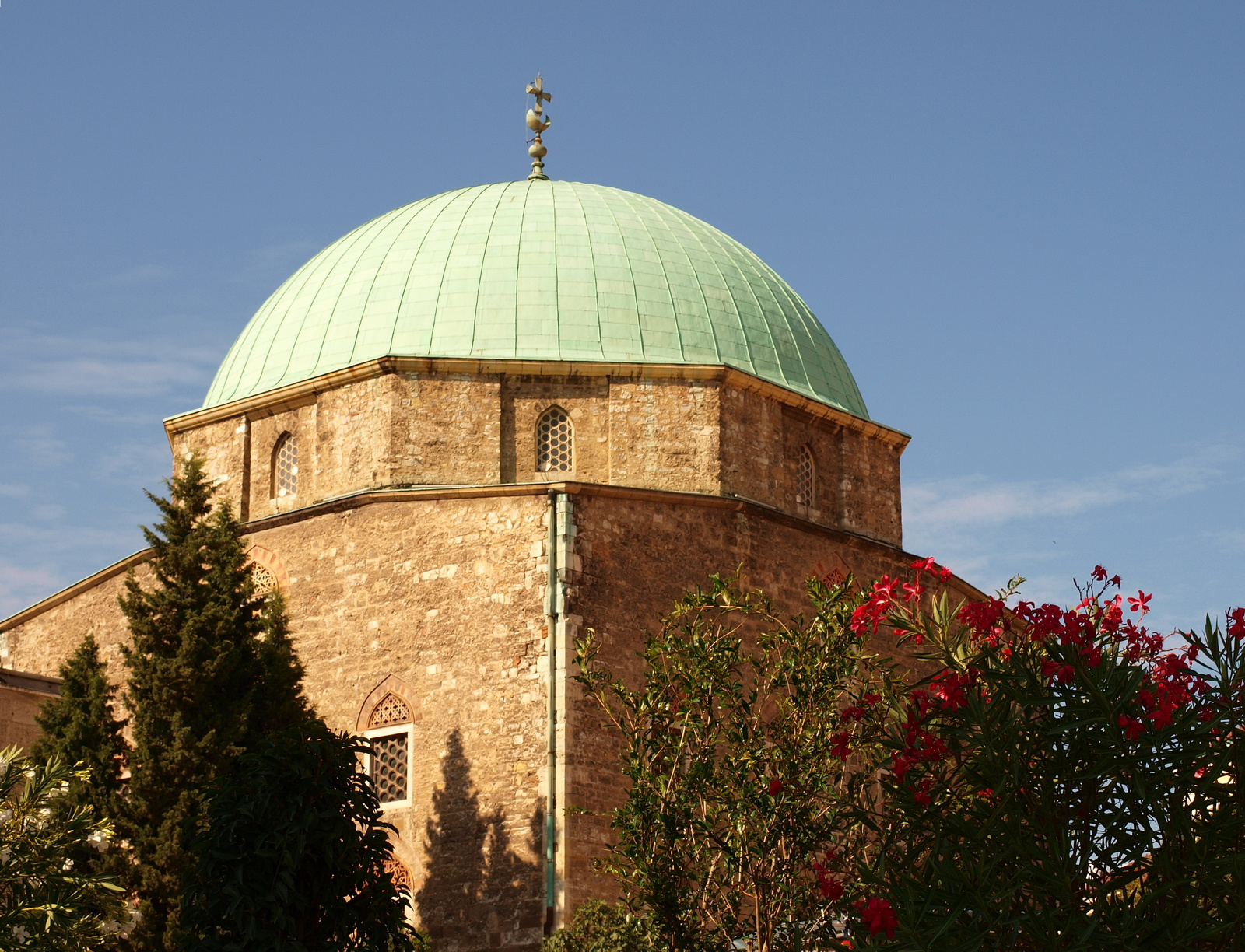
Gázi Kászim pasa dzsámija Pécs főterén
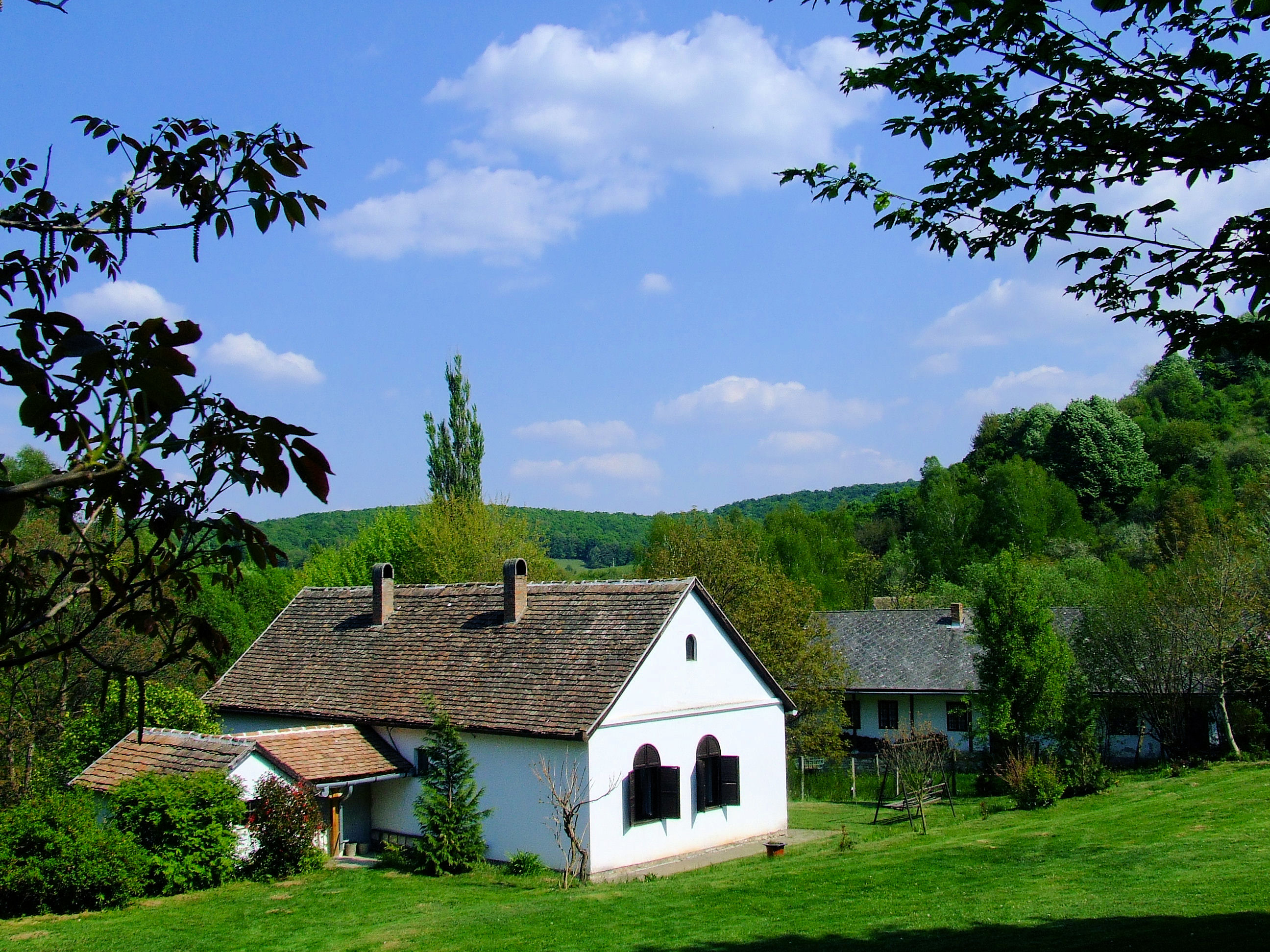
Hagyomános magyar parasztház Kisújbányán
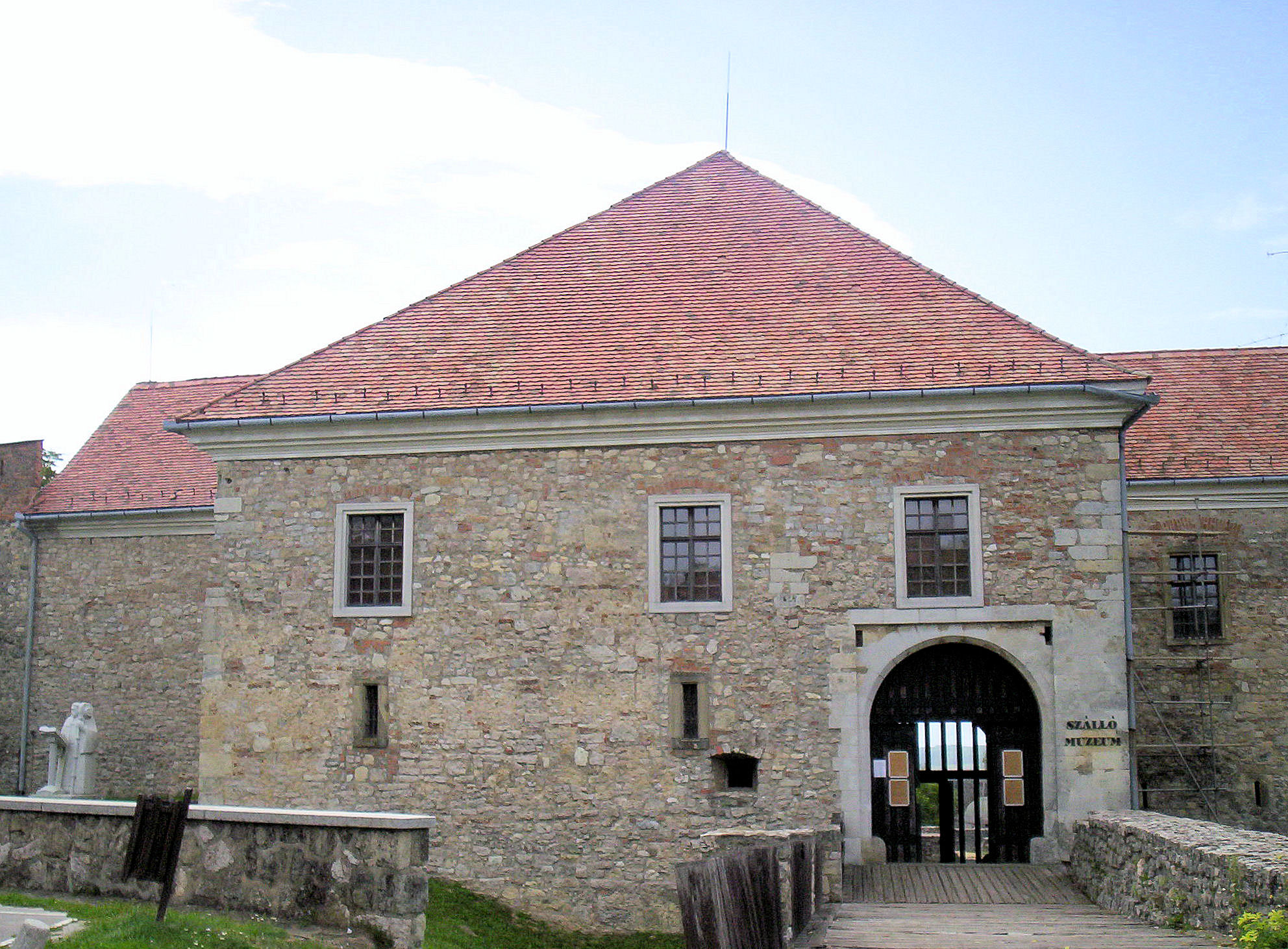
A Pécsváradi bencés kolostor
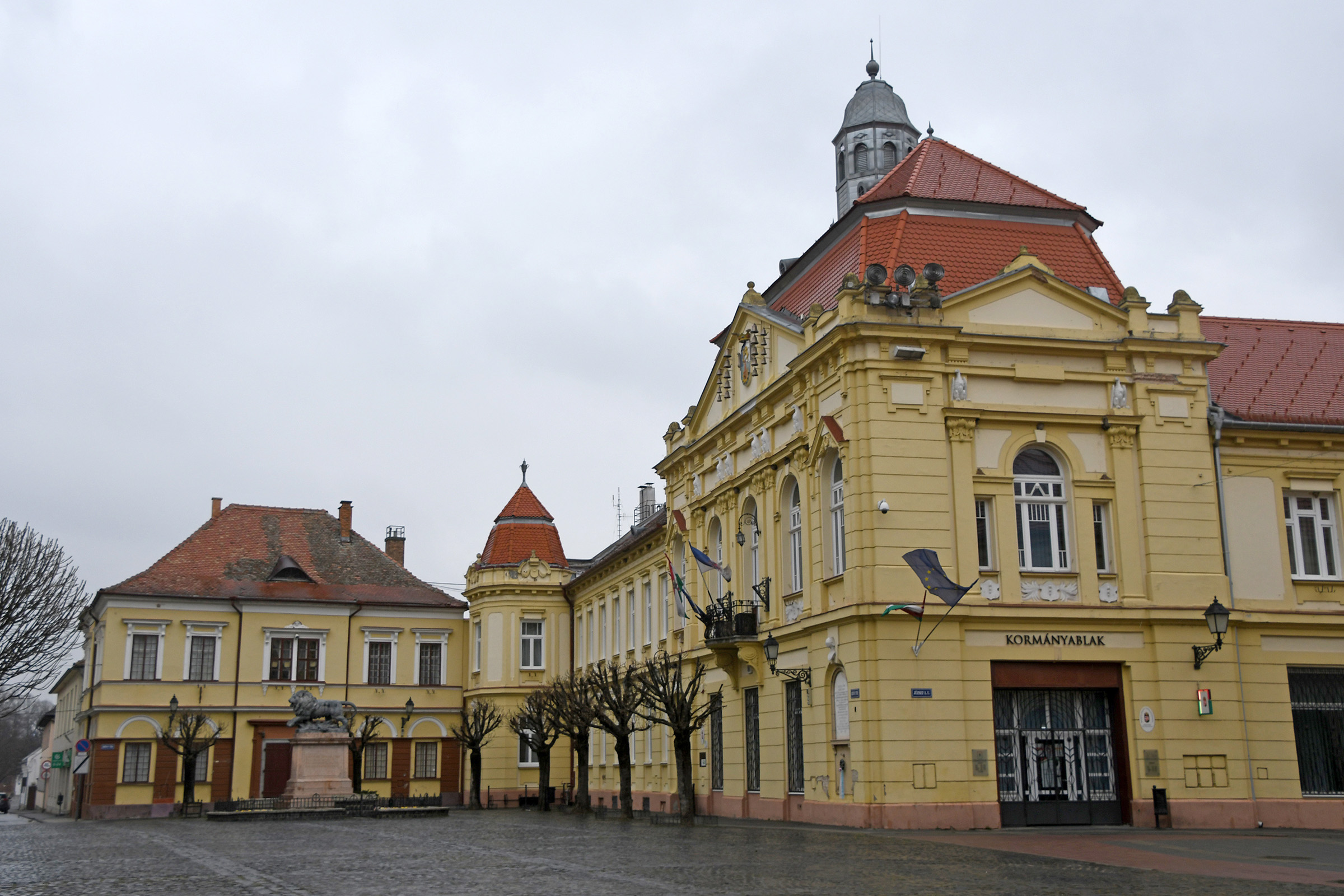
Szigetvár városháza
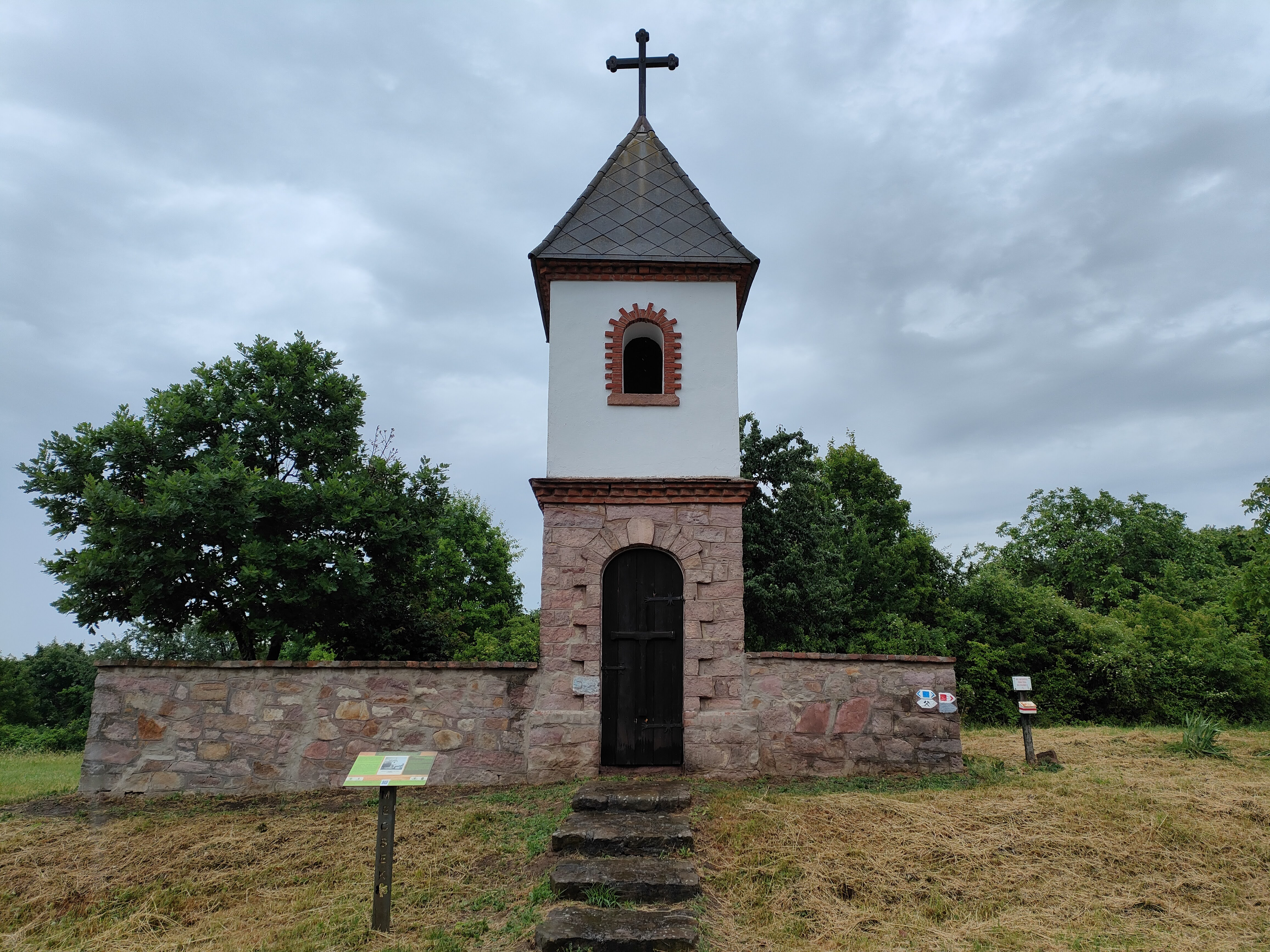
Harangtorony Petőczpusztán
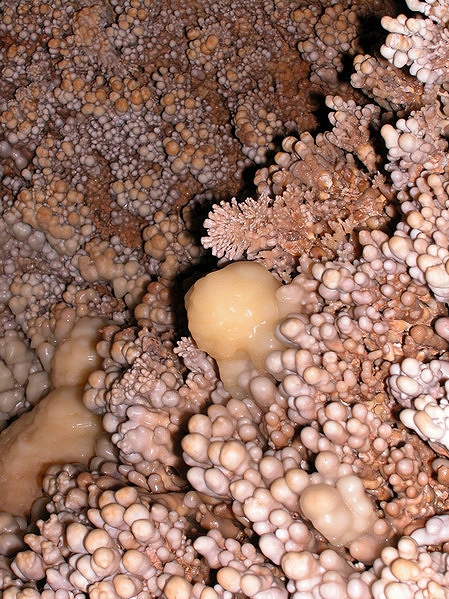
Kristálybarlang Nagyharsányon

## Települései
Baranya településszerkezete leginkább Borsod-Abaúj-Zemplénéhez hasonlít, jellemzők rá a végletek: székhelye régióközpont, a Dunántúl legnépesebb települése, egyike az ország öt legnagyobb településének és három legnagyobb agglomerációjának, de a megye településeinek több mint kétharmada 500 lakosnál kisebb lélekszámú apró- vagy törpefalu. A megye lakosságának fele a megyeszékhelyen vagy közvetlen környezetében lakik. 22%-a ezer főnél kisebb lélekszámú településeken él. A városi lakosság aránya 65 százalék.

### Városok
(Népesség szerinti sorrendben, a KSH adatai szerint)
| Sorszám | Település    | Lakónépesség (2019.01.01)      | Járás              |
| ------- | ------------ | ------------------------------ | ------------------ |
| 1.      | Pécs         | 140 330 fő (2024. jan. 1.) +/- | Pécsi járás        |
| 2.      | Komló        | 21 695 fő (2024. jan. 1.) +/-  | Komlói járás       |
| 3.      | Mohács       | 17 200 fő (2024. jan. 1.) +/-  | Mohácsi járás      |
| 4.      | Szigetvár    | 9496 fő (2024. jan. 1.) +/-    | Szigetvári járás   |
| 5.      | Siklós       | 8679 fő (2024. jan. 1.) +/-    | Siklósi járás      |
| 6.      | Kozármislény | 6750 fő (2024. jan. 1.) +/-    | Pécsi járás        |
| 7.      | Szentlőrinc  | 5986 fő (2024. jan. 1.) +/-    | Szentlőrinci járás |
| 8.      | Harkány      | 4775 fő (2024. jan. 1.) +/-    | Siklósi járás      |
| 9.      | Pécsvárad    | 3799 fő (2024. jan. 1.) +/-    | Pécsváradi járás   |
| 10.     | Bóly         | 3707 fő (2024. jan. 1.) +/-    | Bólyi járás        |
| 11.     | Sásd         | 2810 fő (2024. jan. 1.) +/-    | Hegyháti járás     |
| 12.     | Sellye       | 2340 fő (2024. jan. 1.) +/-    | Sellyei járás      |
| 13.     | Mágocs       | 2122 fő (2024. jan. 1.) +/-    | Hegyháti járás     |
| 14.     | Villány      | 2010 fő (2024. jan. 1.) +/-    | Siklósi járás      |

### Községek, nagyközségek
| - Abaliget - Adorjás - Almamellék - Almáskeresztúr - Alsómocsolád - Alsószentmárton - Apátvarasd - Aranyosgadány - Ág - Áta - Babarc - Babarcszőlős - Bakonya - Bakóca - Baksa - Baranyahídvég - Baranyajenő - Baranyaszentgyörgy - Basal - Bánfa - Bár - Belvárdgyula - Beremend - Berkesd - Besence - Bezedek - Bicsérd - Bikal - Birján - Bisse - Boda - Bodolyabér - Bogád - Bogádmindszent - Bogdása - Boldogasszonyfa - Borjád - Bosta - Botykapeterd - Bükkösd - Bürüs - Cún - Csarnóta - Csányoszró - Csebény - Cserdi - Cserkút - Csertő - Csonkamindszent - Dencsháza - Dinnyeberki - Diósviszló - Drávacsehi - Drávacsepely - Drávafok - Drávaiványi - Drávakeresztúr - Drávapalkonya - Drávapiski - Drávaszabolcs | - Drávaszerdahely - Drávasztára - Dunaszekcső - Egerág - Egyházasharaszti - Egyházaskozár - Ellend - Endrőc - Erdősmárok - Erdősmecske - Erzsébet - Fazekasboda - Feked - Felsőegerszeg - Felsőszentmárton - Garé - Gerde - Gerényes - Geresdlak - Gilvánfa - Gordisa - Gödre - Görcsöny - Görcsönydoboka - Gyód - Gyöngyfa - Gyöngyösmellék - Hásságy - Hegyhátmaróc - Hegyszentmárton - Helesfa - Hetvehely - Hidas - Hirics - Himesháza - Hobol - Homorúd - Horváthertelend - Hosszúhetény - Husztót - Ibafa - Illocska - Ipacsfa - Ivánbattyán - Ivándárda - Kacsóta - Katádfa - Kákics - Kárász - Kásád - Kátoly - Kemse - Keszü - Kékesd - Kémes - Kétújfalu - Királyegyháza - Kisasszonyfa - Kisbeszterce - Kisbudmér | - Kisdér - Kisdobsza - Kishajmás - Kisharsány - Kisherend - Kisjakabfalva - Kiskassa - Kislippó - Kisnyárád - Kisszentmárton - Kistamási - Kistapolca - Kistótfalu - Kisvaszar - Kovácshida - Kovácsszénája - Kórós - Köblény - Kökény - Kölked - Kővágószőlős - Kővágótöttös - Lapáncsa - Lánycsók - Liget - Lippó - Liptód - Lothárd - Lovászhetény - Lúzsok - Magyarbóly - Magyaregregy - Magyarhertelend - Magyarlukafa - Magyarmecske - Magyarsarlós - Magyarszék - Magyartelek - Majs - Maráza - Markóc - Marócsa - Martonfa - Matty - Mánfa - Márfa - Máriakéménd - Márok - Máza - Mecseknádasd - Mecsekpölöske - Mekényes - Merenye - Meződ - Mindszentgodisa - Molvány - Monyoród - Mozsgó - Nagybudmér | - Nagycsány - Nagydobsza - Nagyhajmás - Nagyharsány - Nagykozár - Nagynyárád - Nagypall - Nagypeterd - Nagytótfalu - Nagyváty - Nemeske - Nyugotszenterzsébet - Okorág - Okorvölgy - Olasz - Old - Orfű - Oroszló - Óbánya - Ócsárd - Ófalu - Ózdfalu - Palé - Palkonya - Palotabozsok - Patapoklosi - Páprád - Pécsbagota - Pécsdevecser - Pécsudvard - Pellérd - Pereked - Peterd - Pettend - Piskó - Pogány - Pócsa - Rádfalva - Regenye - Romonya - Rózsafa - Sámod - Sárok - Sátorhely - Siklósbodony - Siklósnagyfalu - Somberek - Somogyapáti - Somogyhatvan - Somogyhárságy - Somogyviszló - Sósvertike - Sumony - Szabadszentkirály - Szajk - Szalánta - Szalatnak - Szaporca - Szava - Szágy | - Szárász - Szászvár - Szebény - Szederkény - Szellő - Szemely - Szentdénes - Szentegát - Szentkatalin - Szentlászló - Székelyszabar - Szilágy - Szilvás - Szőke - Szőkéd - Szörény - Szulimán - Szűr - Tarrós - Teklafalu - Tengeri - Tékes - Tésenfa - Téseny - Tormás - Tófű - Tótszentgyörgy - Töttös - Túrony - Udvar - Újpetre - Vajszló - Varga - Várad - Vásárosbéc - Vásárosdombó - Vázsnok - Vejti - Velény - Versend - Vékény - Véménd - Villánykövesd - Vokány - Zaláta - Zádor - Zengővárkony - Zók |

## Nemzetközi partnerek
- Zára megye[55]